# Fahrzeugheck

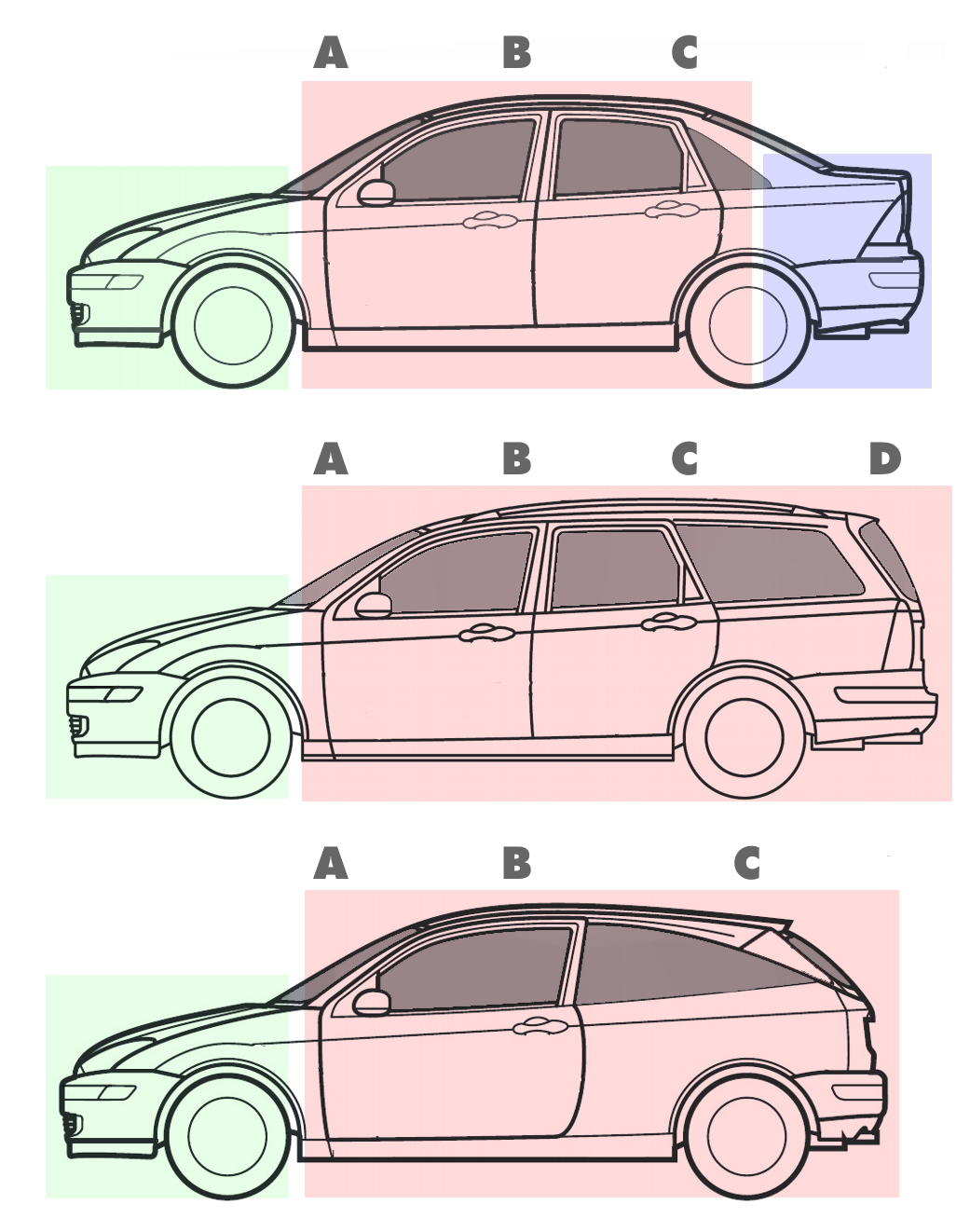
Die drei Heckvarianten beim Ford Focus:
oben: Stufenheck der Limousine, 3 Säulen, 3 Schachteln
mittig: Steilheck des Kombis, 4 Säulen, 2 Schachteln
unten: Schrägheck der Kombilimousine (Kompaktklasse), 3 Säulen, 2 Schachteln

Beim Heck von Limousinen, in dem sich meist der Kofferraum befindet, unterscheidet man drei Hauptformen: Stufenheck, Steilheck und Schrägheck (oder Fließheck). Neben der reinen Optik hängt die Gestaltung von aerodynamischen, technischen und funktionalen Faktoren ab.
Die Entwicklung der heute charakteristischen Formen begann nach dem Zweiten Weltkrieg mit der Pontonkarosserie, also einer geschlossenen Form ohne aufgesetzte Kotflügel.
Anmerkung: Die Jahreszahlen unter den Bildern beziehen sich auf die Markteinführung des jeweiligen Fahrzeugs.

## Vorkriegsbauweise
Vor dem Zweiten Weltkrieg dominierte bei geschlossenen Fahrzeugen eine fast senkrecht abfallende, meist nach außen gewölbte Hecklinie, die sich vom Dach zur Stoßstange zog. Gepäck wurde außen am Wagen, etwa auf einer ausklappbaren Gepäckbrücke, mitgeführt. Hinter den Rücksitzen war wenig Platz, deshalb waren Kofferraumdeckel nicht allgemein üblich, außer bei Coupés und offenen Zweisitzern mit entsprechend längerem Kofferraum, bei denen ein unten angeschlagener Deckel als Lehne einer Notsitzbank („Schwiegermuttersitz“) dienen konnte. In den 1930er Jahren kam die Stromlinienform in Mode. Die Grundform der Fahrzeuge wurde weniger kantig, das Heck war fließend oder rund. Starke Wölbungen erinnern an einen Buckel, woran heute die Begriffe Buckelvolvo und Buckeltaunus erinnern. Diese Bauweise fand sich auch noch bei Weiterentwicklungen der 1950er-Jahre, beispielsweise beim DKW F 93. Das am längsten gebaute Modell ist der VW Käfer.

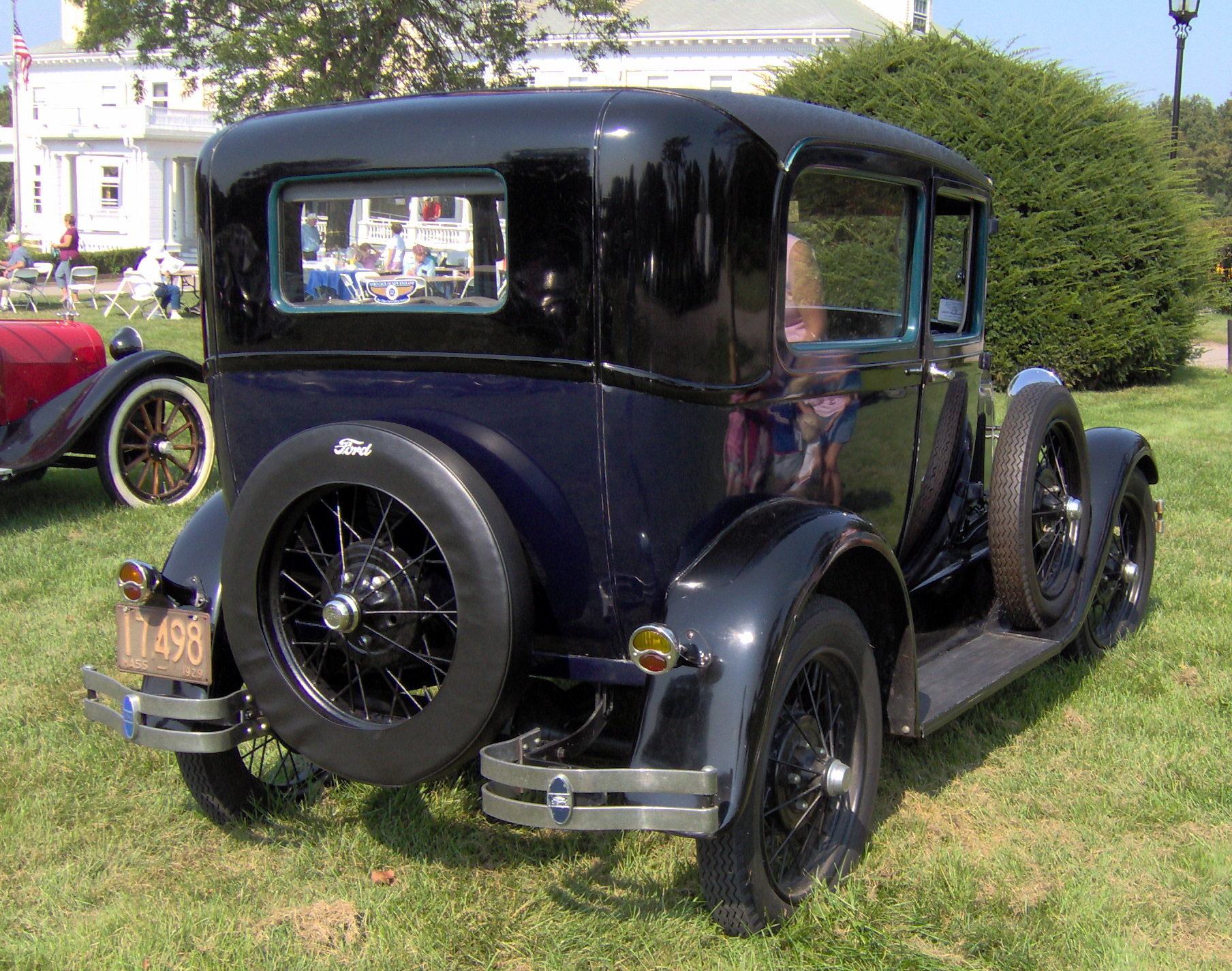
Ford Modell A (1928)
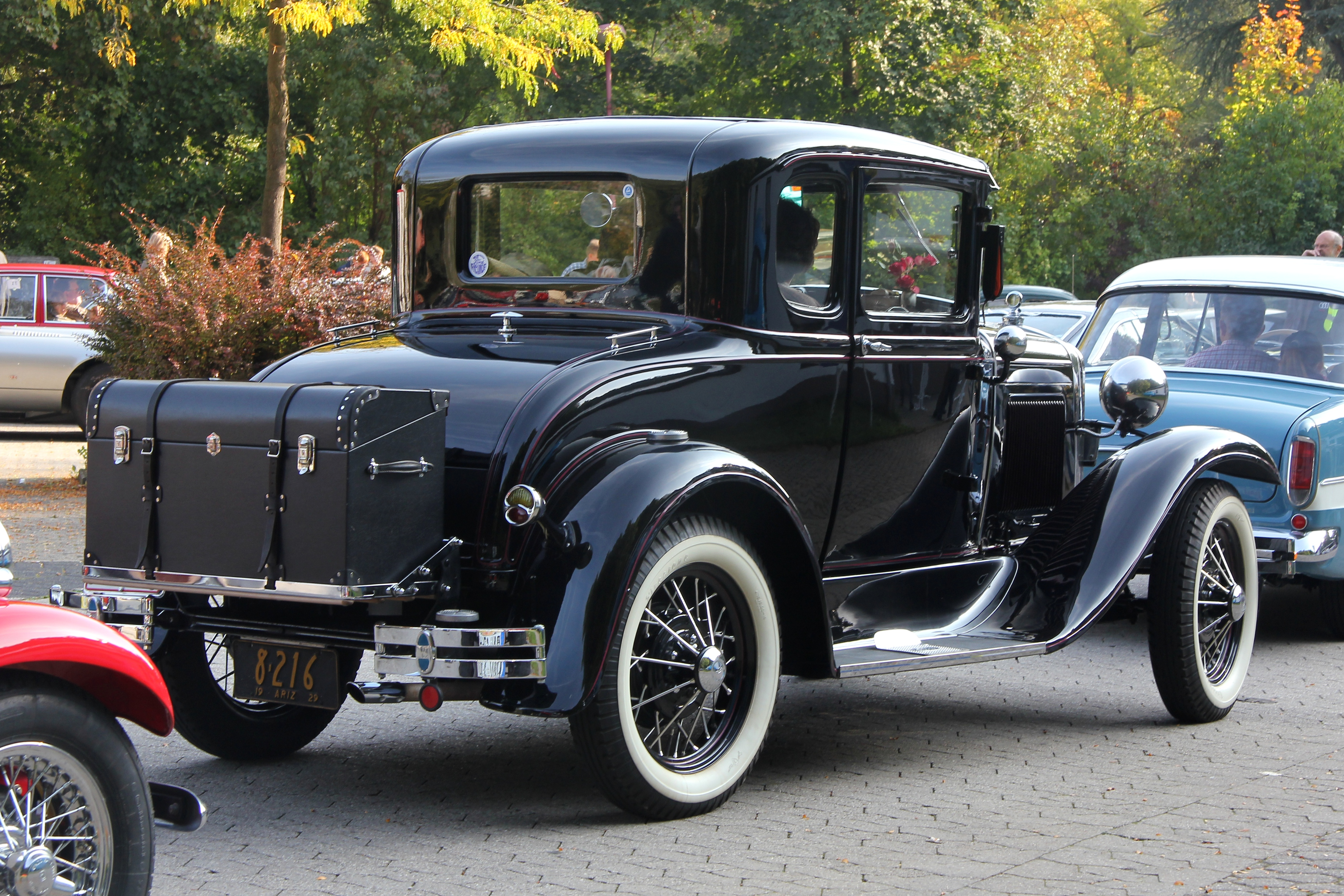
Ford A Coupé mit Stufenheck (1929)
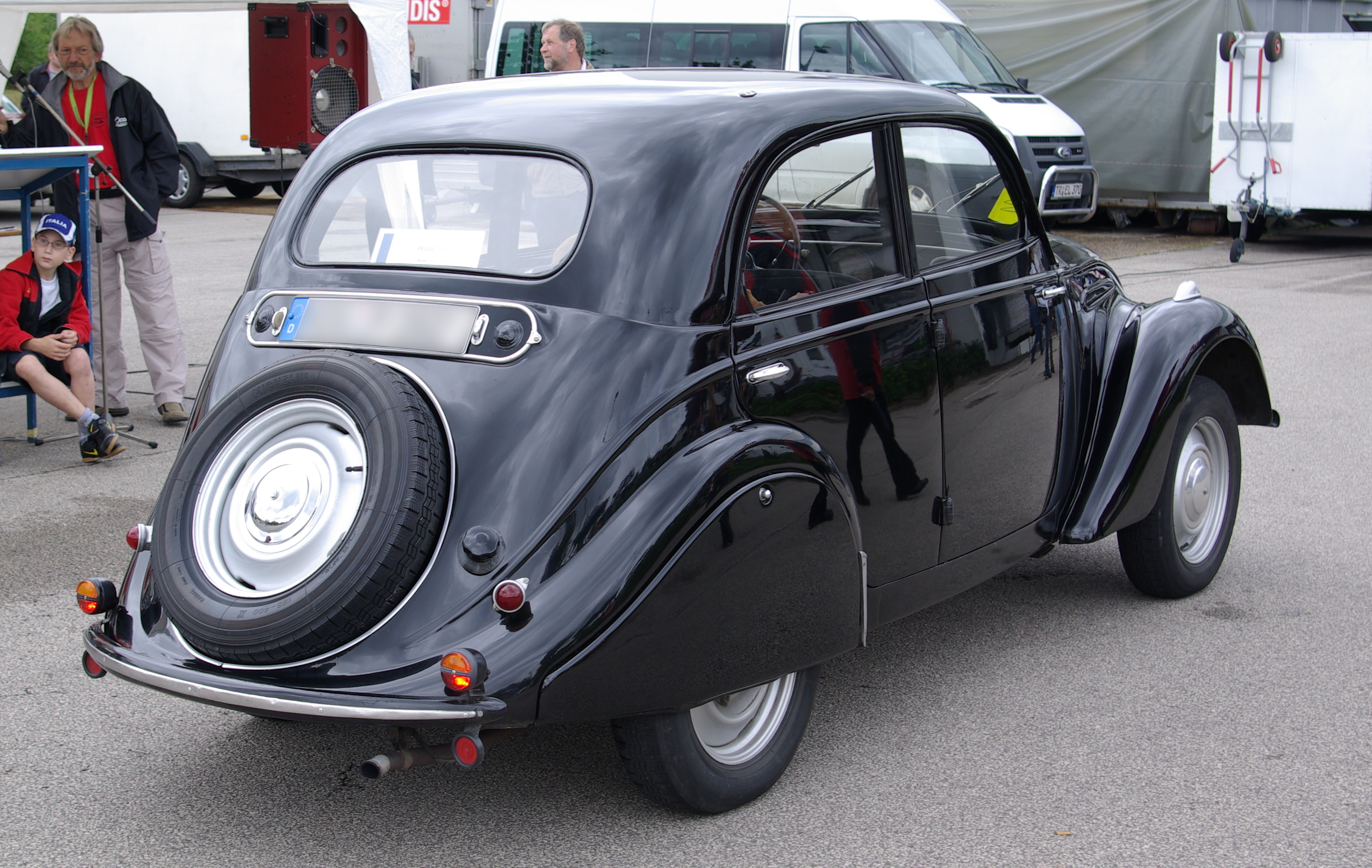
Peugeot 202 (1938)
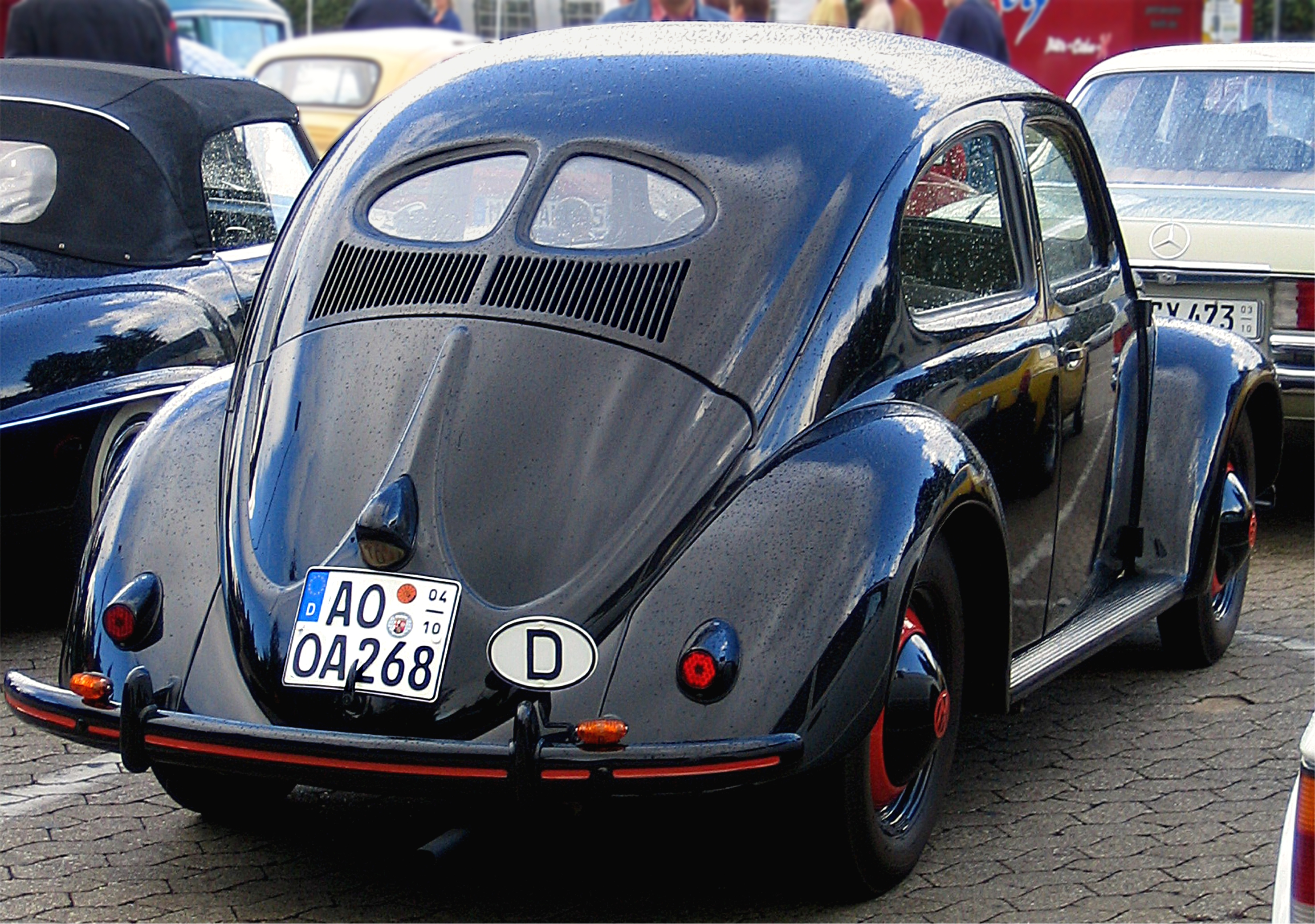
Brezelkäfer (1946)
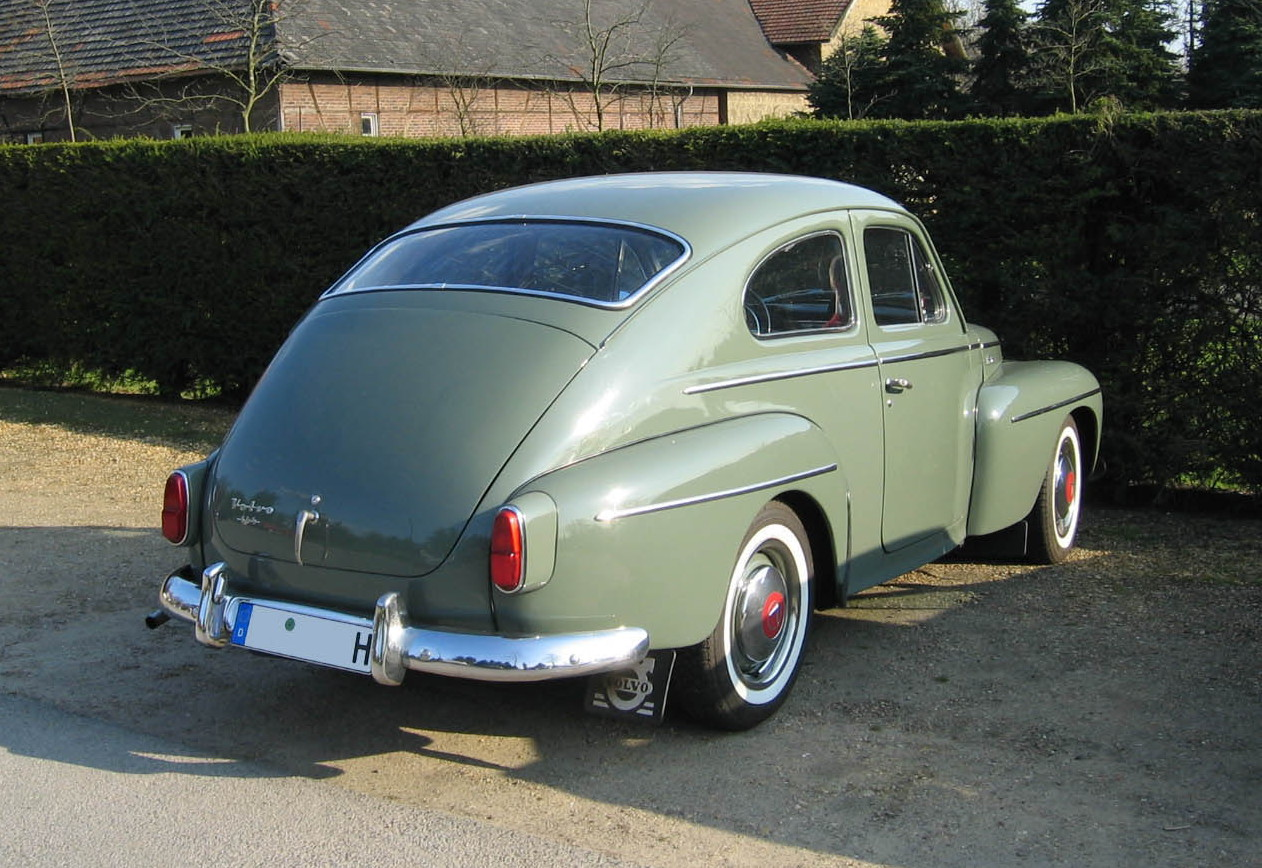
Buckelvolvo (1947)

## Stufenheck
Das Stufenheck beziehungsweise die Limousine setzt sich nach dem Zweiten Weltkrieg nach der Pontonkarosserie durch. Der Kofferraum, bei Heckmotorfahrzeugen auch der Motorraum, ist klar von der Fahrgastzelle abgesetzt und bildet eine Stufe hin zum Dach des Fahrzeuges. Ein Schott oder eine Kreuzverstrebung unter den C-Säulen versteift die selbsttragende Karosserie. Man spricht hier auch von einem Drei-Box-Design oder Drei-Schachtel-Prinzip (im engl. Three-box styling oder Three-box design), bei dem Bug, Fahrgastzelle und Heck jeweils einem Kasten ähneln.
Diese Bauart ist bis heute in den meisten Fahrzeugklassen oberhalb der Kompaktklasse anzutreffen. In der Kompaktklasse werden Stufenheckmodelle heute oft als untere Mittelklasse bezeichnet.
In den 1950er Jahren hatten auch viele Kleinwagen wie der Austin A35, Lloyd LP 300 und das Goggomobil ein Stufenheck, bei der Trabant-Limousine wurde diese Form noch bis 1991 beibehalten. Auch jüngere deutsche Kleinwagen-Baumuster wie der Opel Corsa A und VW Polo II wurden bis Ende der 1980er Jahre in einer Stufenheckvariante angeboten. Eine stark zurückgehende Nachfrage in Deutschland führte dazu, dass derartige Fahrzeuge seit den 1990er Jahren nur noch international eine Rolle spielen. Weltweit sind kleinere PKW mit Stufenheck noch heute verbreitet, so wird beispielsweise vom Mazda2 seit 2008 eine Stufenheckvariante vorwiegend für den chinesischen Markt produziert, auch auf Basis des VW Polo gibt es bis heute Stufenheck-Varianten, die am deutschen Markt allerdings nahezu keine Rolle spielen.
Im US-amerikanischen Sprachgebrauch wird diese Fahrzeugbauform als Sedan bezeichnet, mit „Limousine“ ist dort immer eine Stretch-Limousine gemeint.
In der Regel sind Stufenheck-Limousinen Zweitürer oder Viertürer, seltene Langversionen gibt es auch als Sechstürer. Immer wieder gab es Ausnahmen, so zum Beispiel den fünftürigen Kaiser-Frazer Vagabond mit waagrecht geteilter Hecktür oder in jüngerer Zeit den Daihatsu Applause (1989–2000) und den Seat Toledo (1991–1999). Auf den ersten Blick haben sie ein gewöhnliches Stufenheck, jedoch lässt sich bei ihnen die Heckklappe wie bei einer Kombilimousine bis zum Dach öffnen. Ein Beispiel aus der jüngeren Zeit ist der Škoda Superb II. Bei diesen Wagen lässt sich die Twindoor genannte Heckklappe in zwei Stufen öffnen: Zum einen kann man sie lediglich bis zum unteren Scheibenrand öffnen, um kleinere Gegenstände einzuladen; zum anderen gibt es die Möglichkeit, die gesamte Heckklappe samt Scheibe anzuheben und somit einen größeren Zugang zu erhalten.
Mit den aktuellen Modellen wird die Heckscheibe flacher und der Kofferraumdeckel kürzer, wodurch sich zunehmend Ähnlichkeiten zum Schrägheck ergeben. Zur leichteren Beladung wird die Ladekante vielfach zwischen Nummernschild und Stoßstange gelegt.

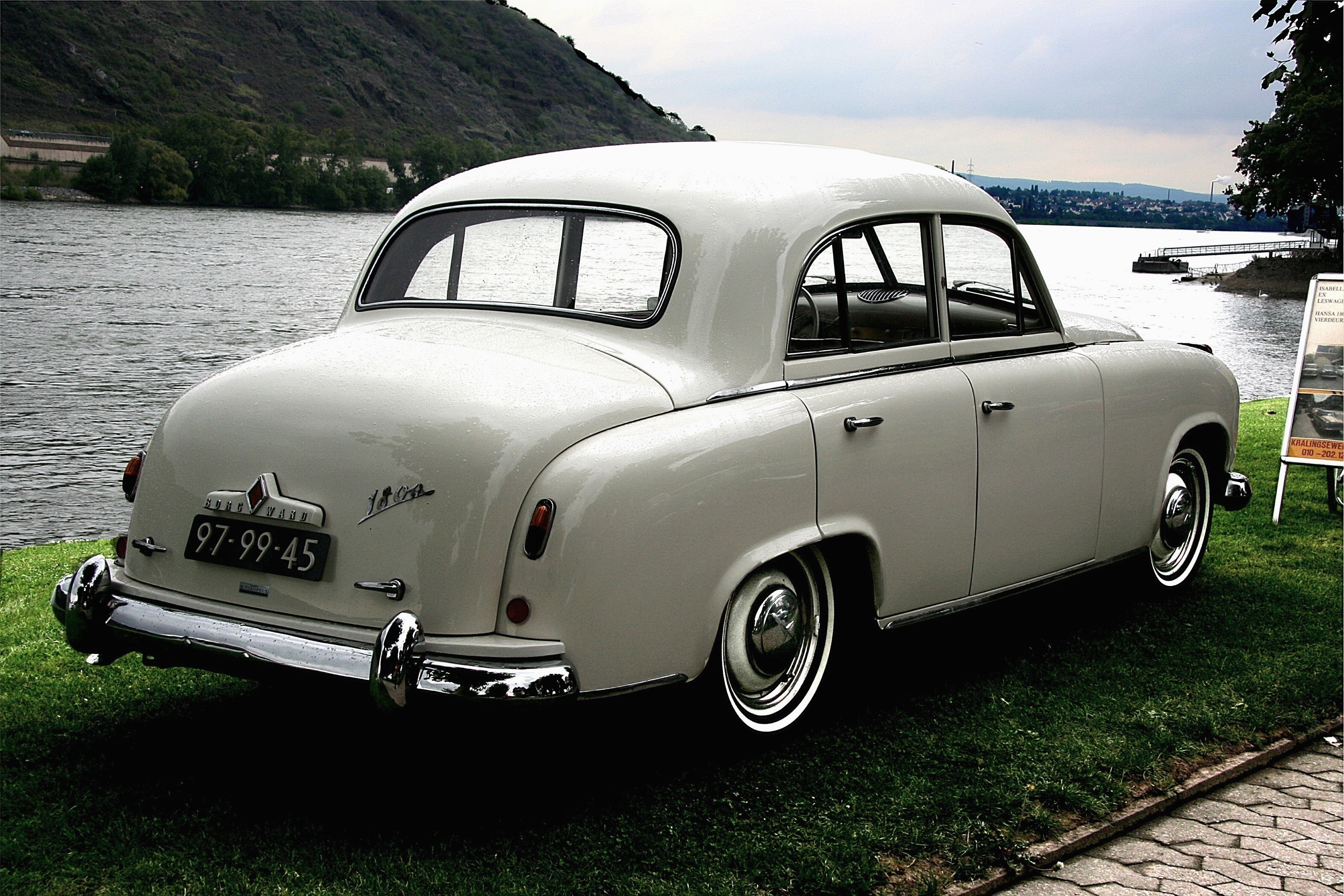
Borgward Hansa (1949)
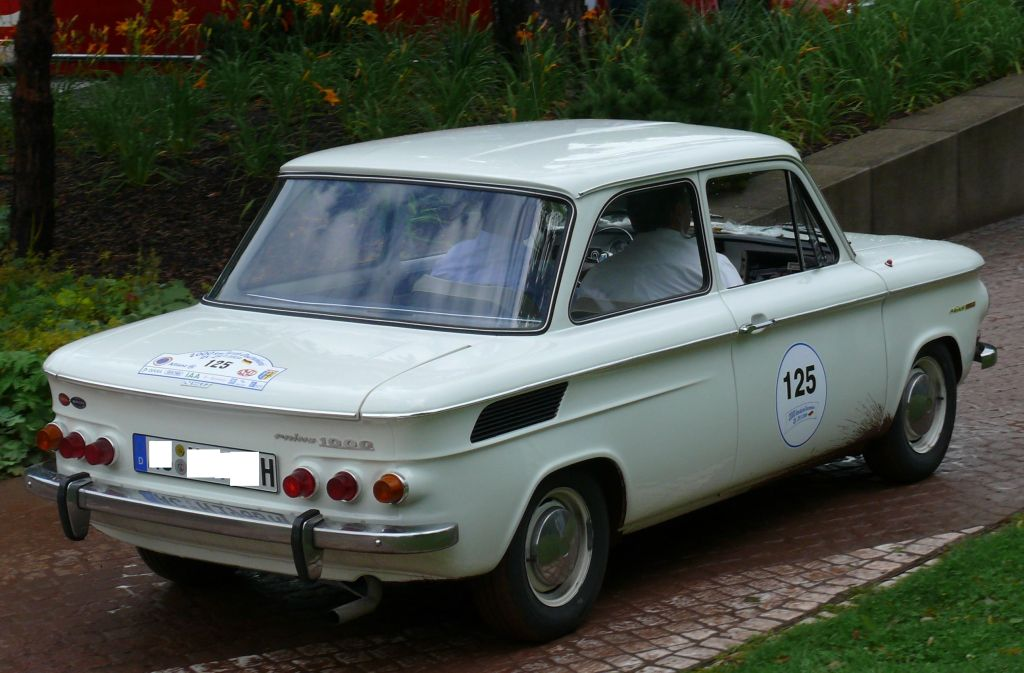
NSU Prinz (1963)
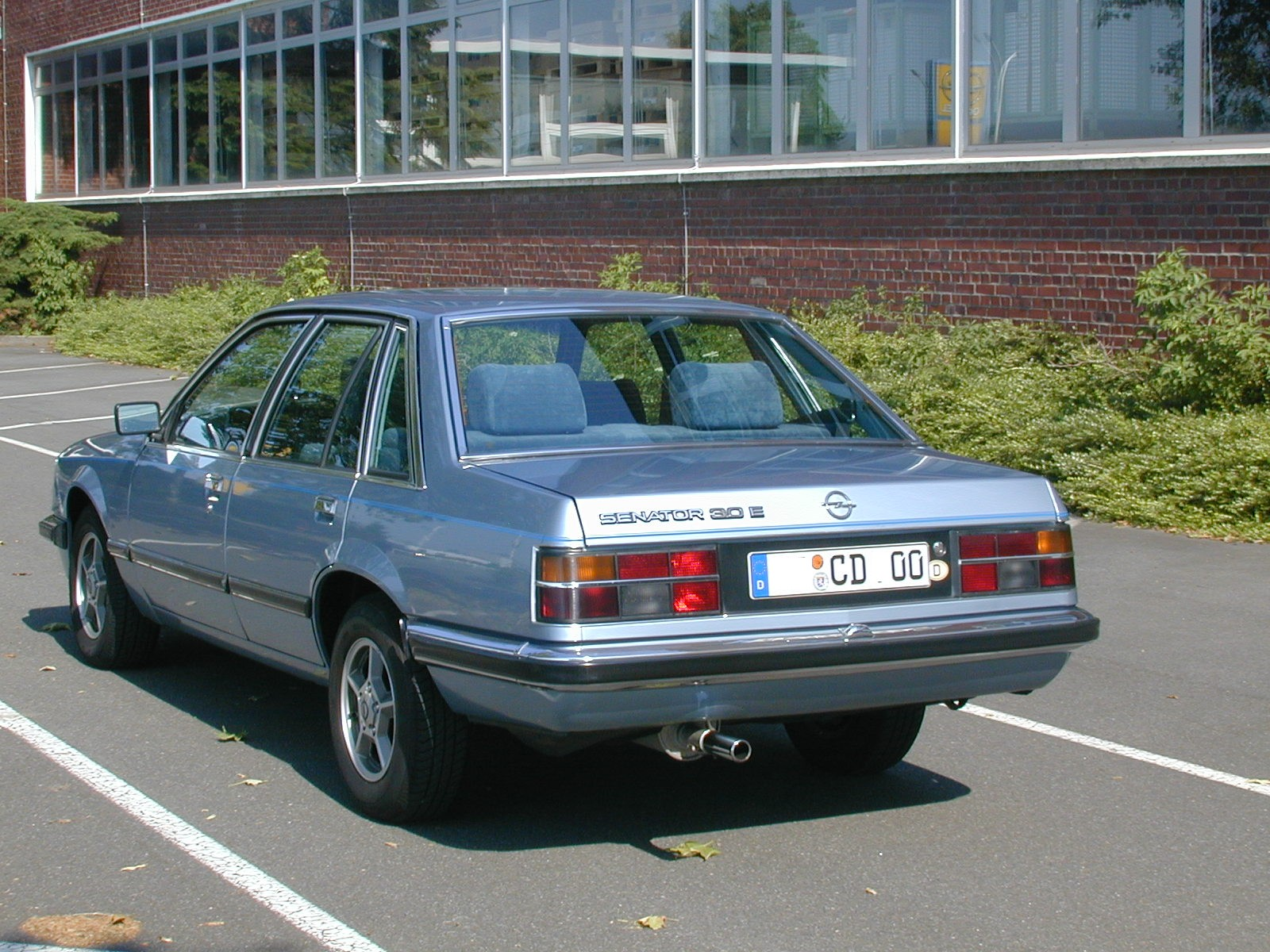
Opel Senator (1978)
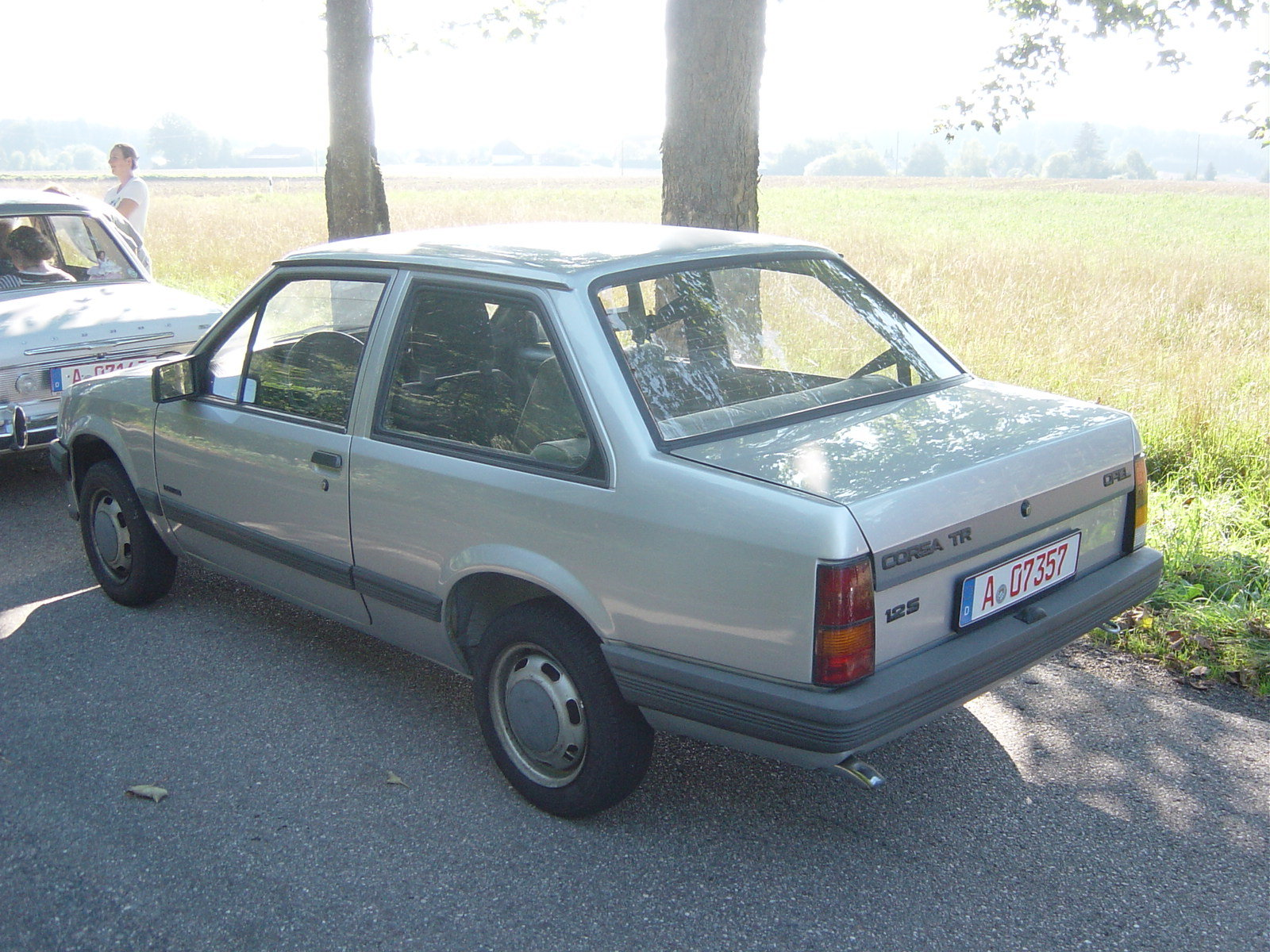
Opel Corsa A Stufenheck (1982)
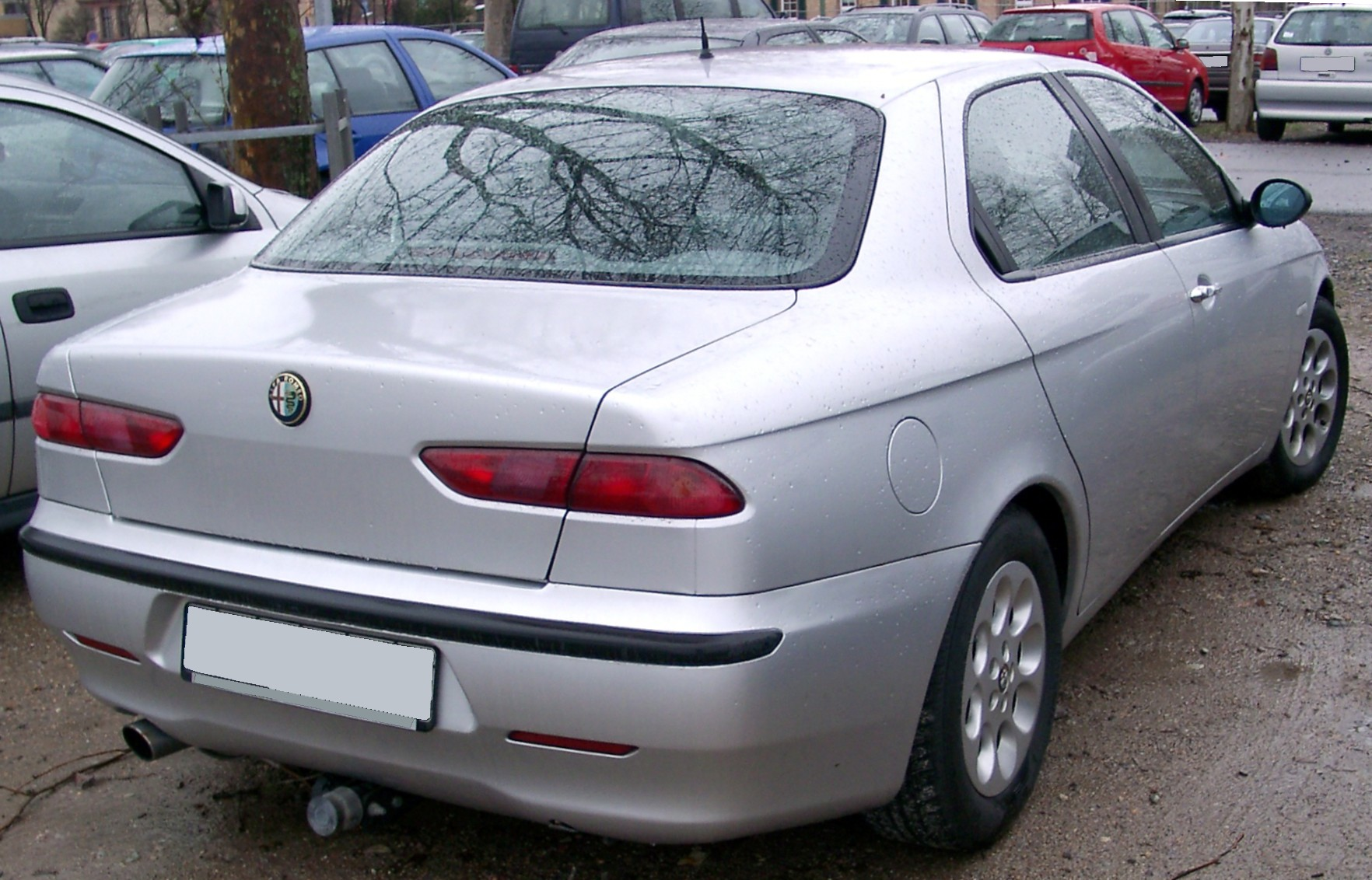
Alfa Romeo 156 (1997)
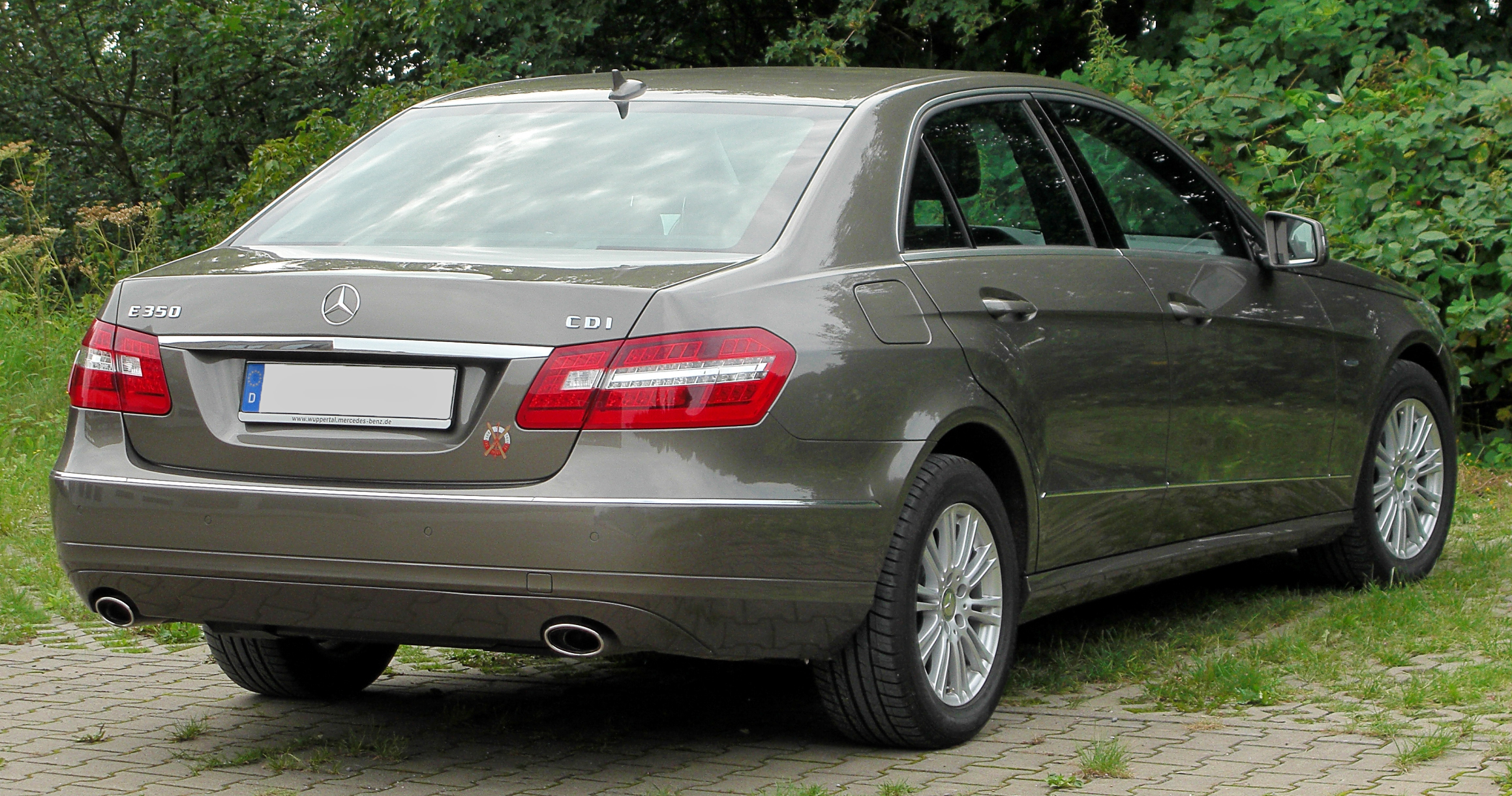
Mercedes-Benz W 212 (2009)
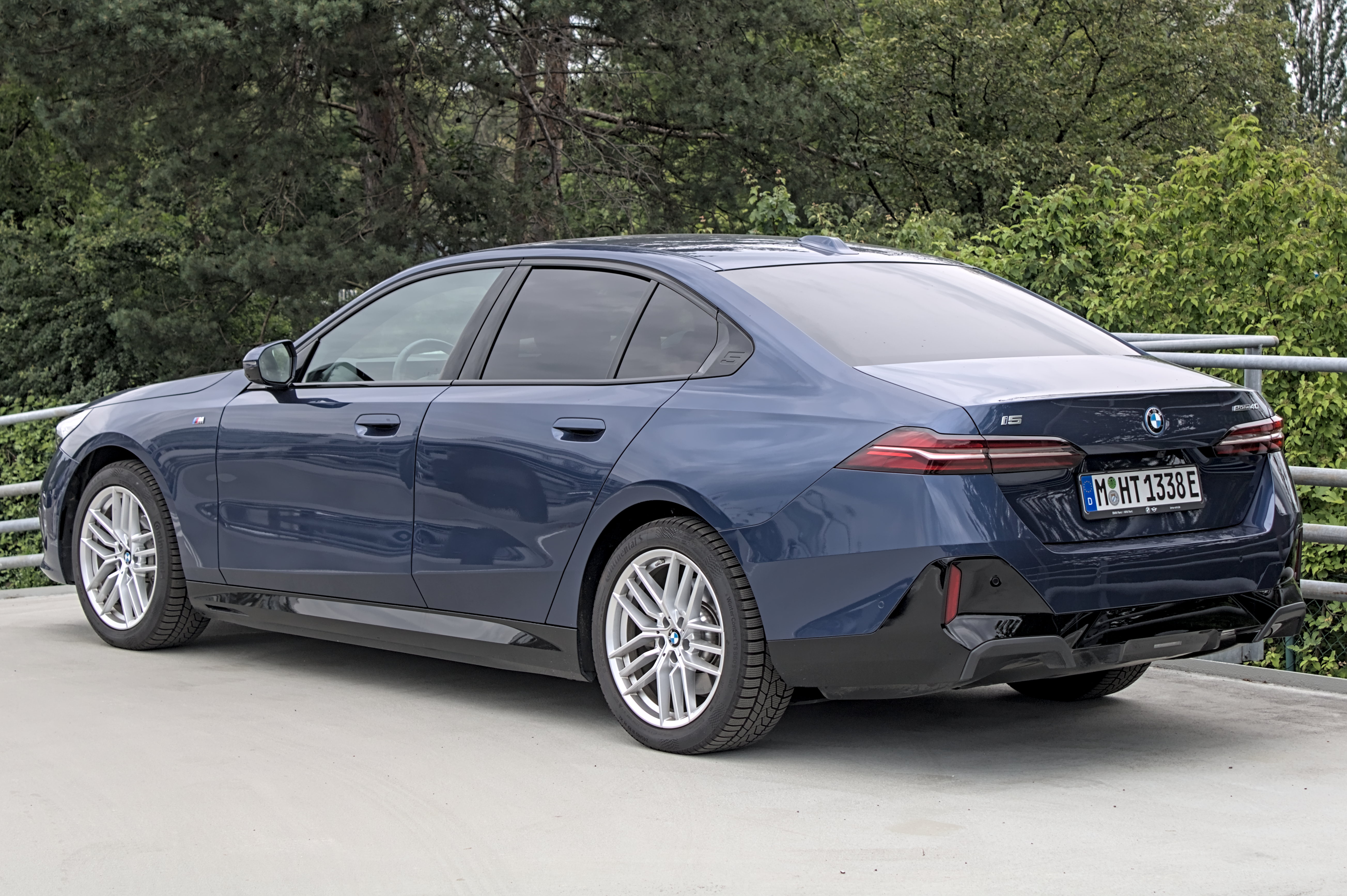
BMW i5 (2023)
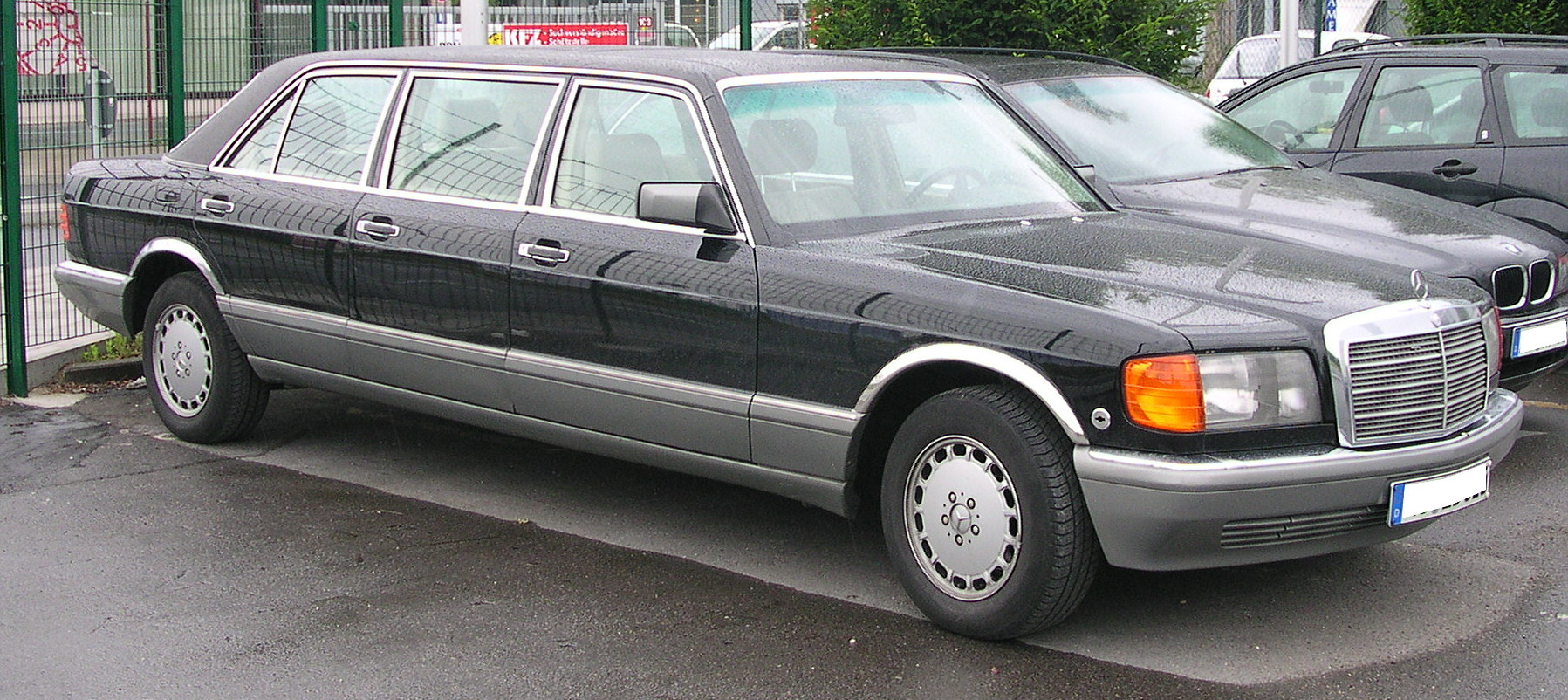
Mercedes-Benz W 126 als Sechstürer

## Schrägheck
Beim Schrägheck, Fließheck, Vollheck fällt das Heck unmittelbar hinter der ersten oder zweiten Sitzreihe mit annähernd konstantem Gefälle vom Dach bis zum hinteren Abschluss der Karosserie ab. Die Heckklappe ist bei Fahrzeugen mit Schrägheck oft, aber nicht immer, an der Dachkante angeschlagen, sodass sich eine kombi-ähnliche Zugänglichkeit des Kofferraums ergibt. Derartige Wagen sind  Dreitürer und Fünftürer, da die Heckklappe einen Zugang zum Innenraum ermöglicht und somit auch als Tür gezählt wird. Im Unterschied zum ebenfalls drei- oder fünftürigen Kombi haben Schrägheck-Fahrzeuge kein Steilheck. 
Teilweise findet sich an Schrägheck-Fahrzeugen eine knapp ausfallende Stufe am Heck, vereinzelt werden derartige Formen als Stummelheck klassifiziert, der Begriff ist jedoch eher ungebräuchlich. Verwendet wurde er unter anderem bei der Klassifikation des Ford Escort III und des Volvo 440.
Einige Typen wie der Opel Insignia A wurden wahlweise als Vier- oder Fünftürer angeboten. Nicht möglich ist eine klare Abgrenzung der Schrägheck-Form zu Coupés, bei denen es sich teilweise um Wagen mit Schrägheck handelt.
Das Schrägheck bietet gegenüber dem Stufenheck eine bessere Raumausnutzung und manchmal auch einen geringeren Luftwiderstand. Je nach Formgestaltung kann sich aber auch ein vergleichsweise großer induzierter Widerstand ergeben.
Ein schräg abfallendes Heck gab es bereits vor 1945 an Stromlinienwagen, aus denen sich unter anderem die Formgestaltung von VW Käfer und Porsche 356 ableitet. Die typischen heutigen Formen des Schräghecks entstanden in Begleitung der sich in den 1960er Jahren herausbildenden Kompaktklasse und sportlichen Coupés.

### Sportliches Element (Fastback, Liftback)
Viele Coupés hatten oder haben eine schräge Hecklinie.
Ford verwendete für das Fließheck des 1964 eingeführten Ford Mustang den Begriff Fastback. Ab 1973 wurde zur weiteren Abgrenzung auch die Bezeichnung Liftback (Hebe-Rücken) verwendet, dabei handelte es sich zunächst um einen Werbe-Begriff für den Toyota Celica, später auch für Toyota Corolla Liftback (1976–1979) und andere. Impliziert werden sollte damit, dass die Heckklappe im Unterschied zu funktionellen Kompaktautos weniger weit bzw. sanfter heruntergezogen und geneigt ist. 

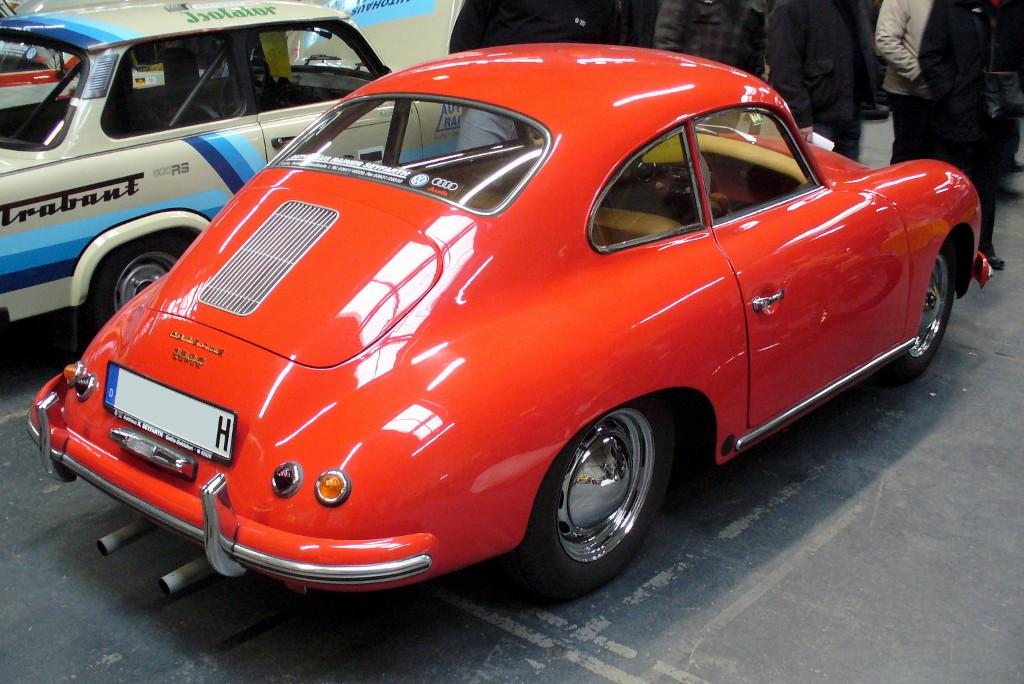
Porsche 356 (1948–1965)
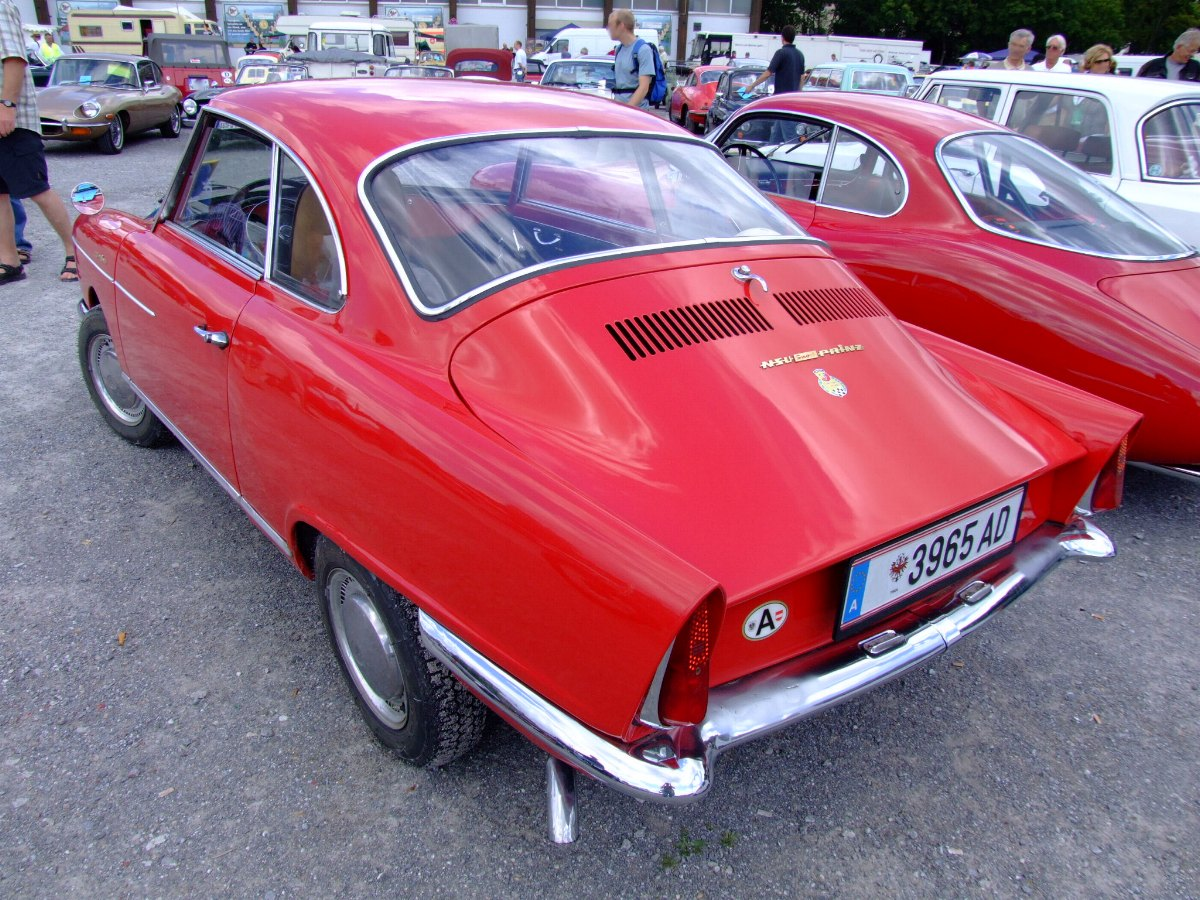
NSU Sportprinz (1958)
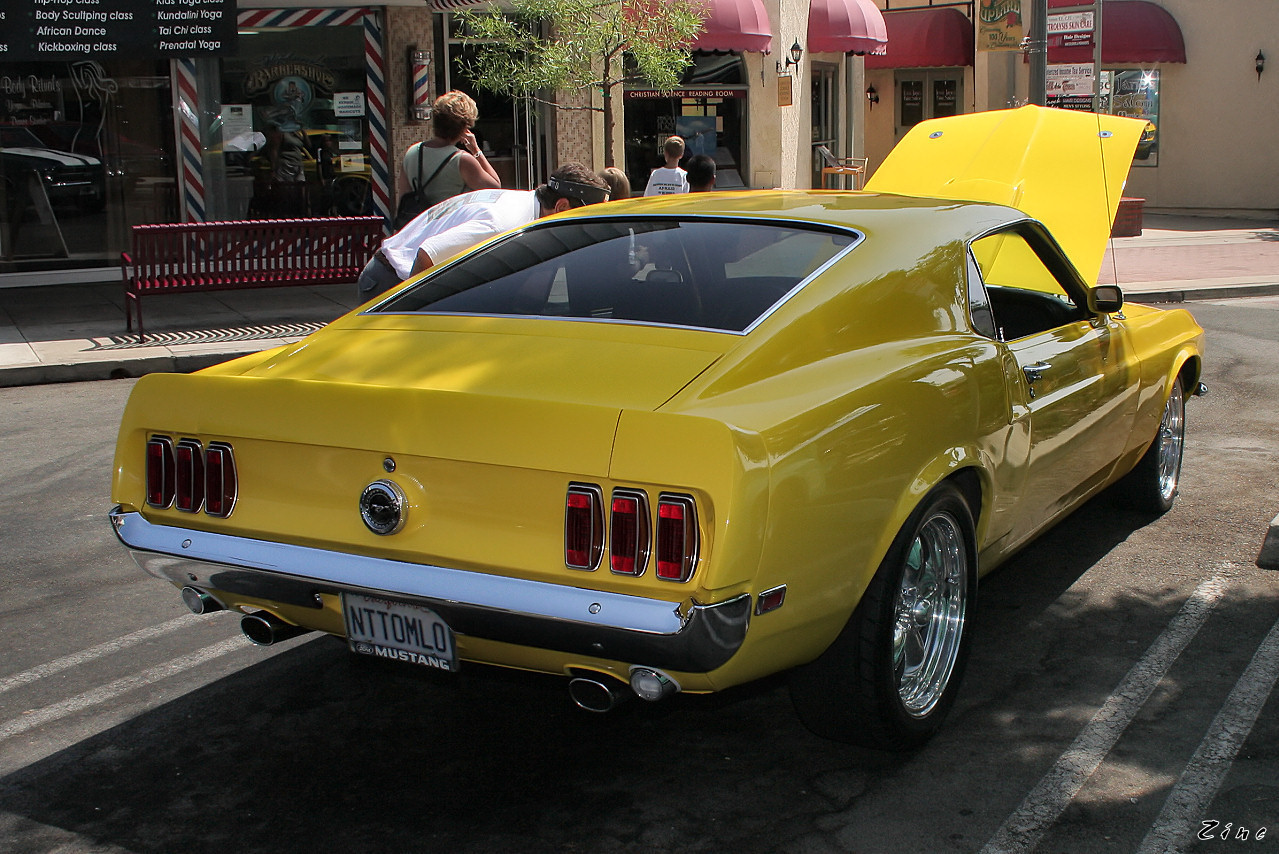
Ford Mustang (1964)
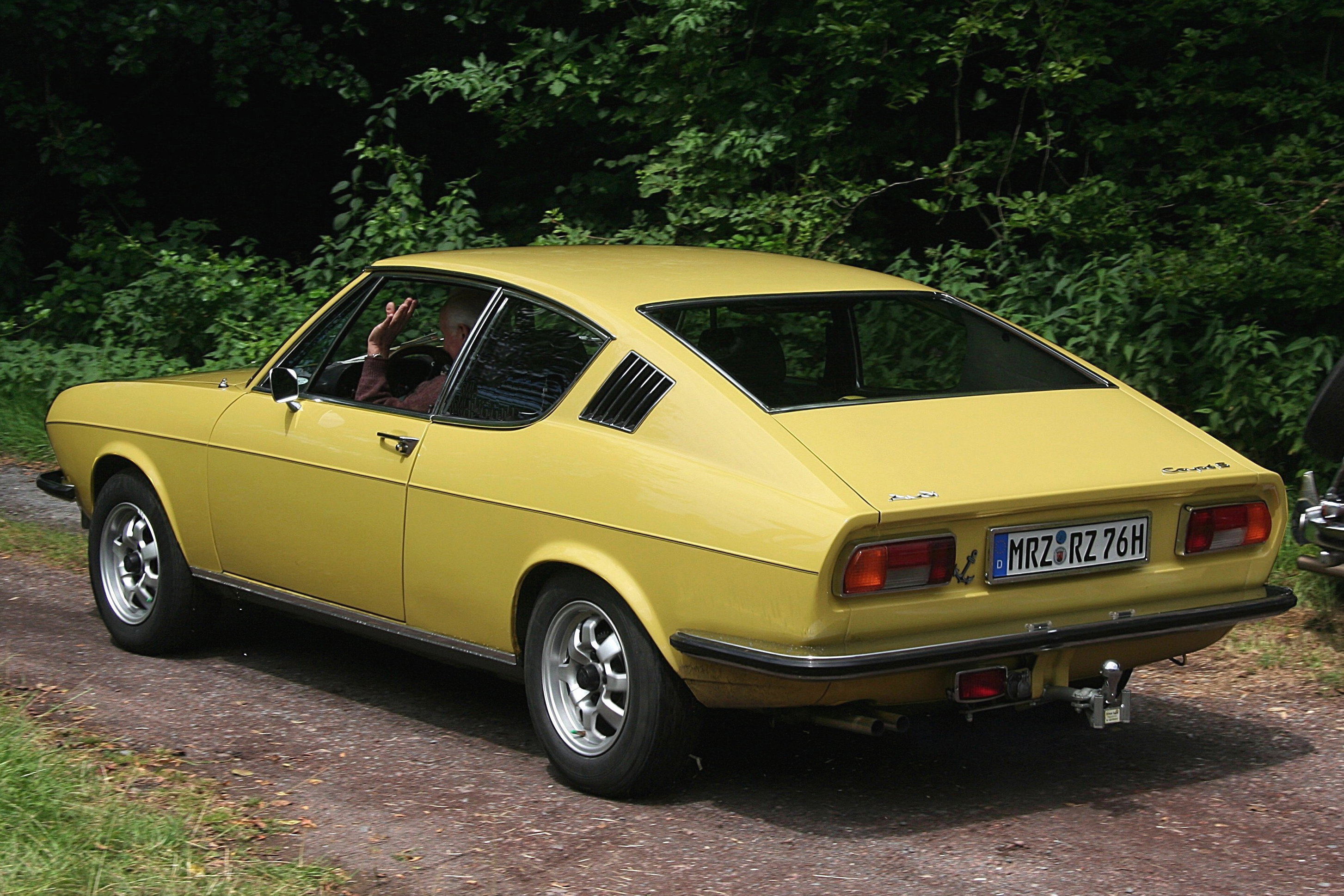
Audi 100 Coupé (1970)
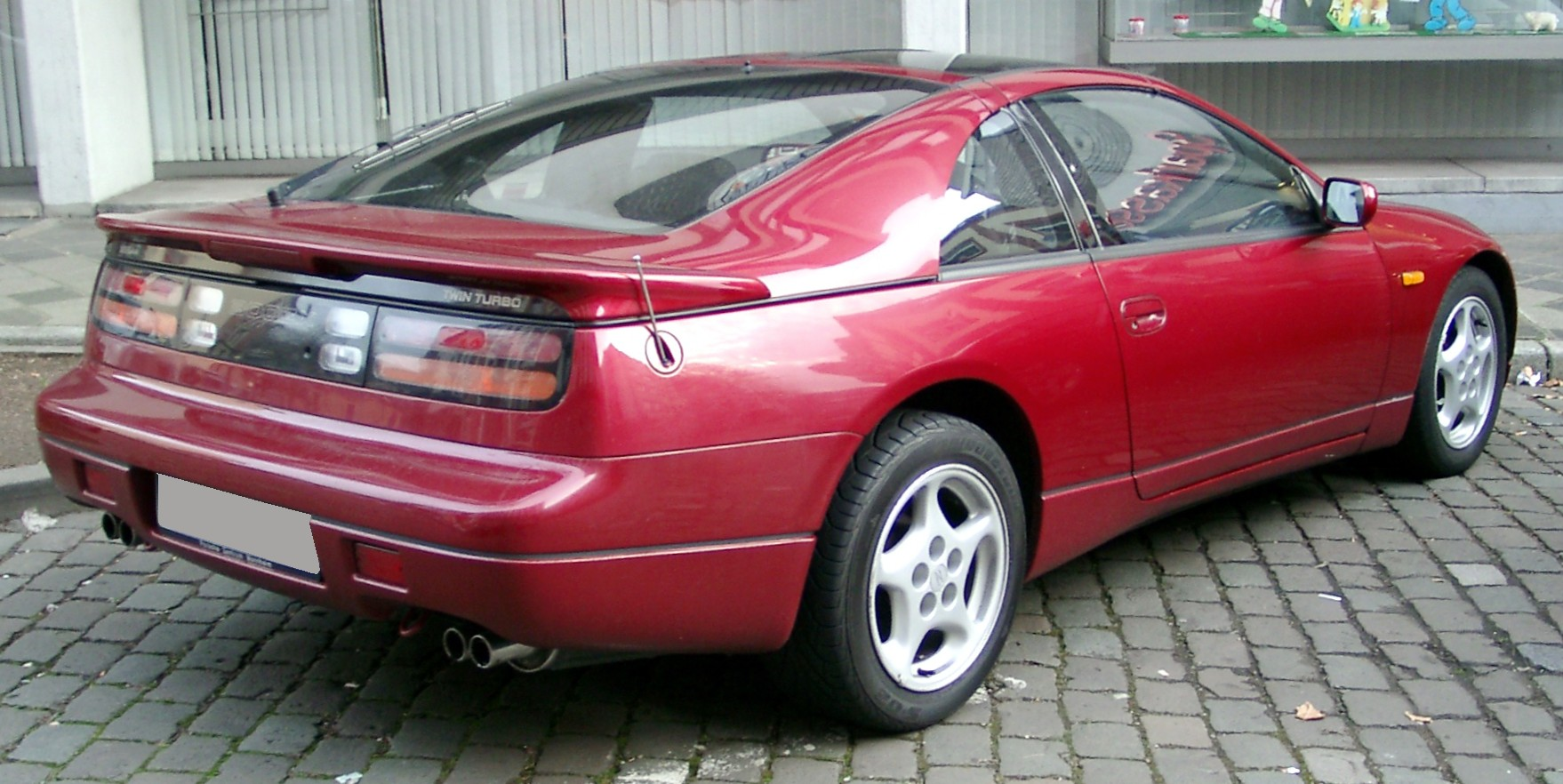
Nissan 300 ZX (1989)
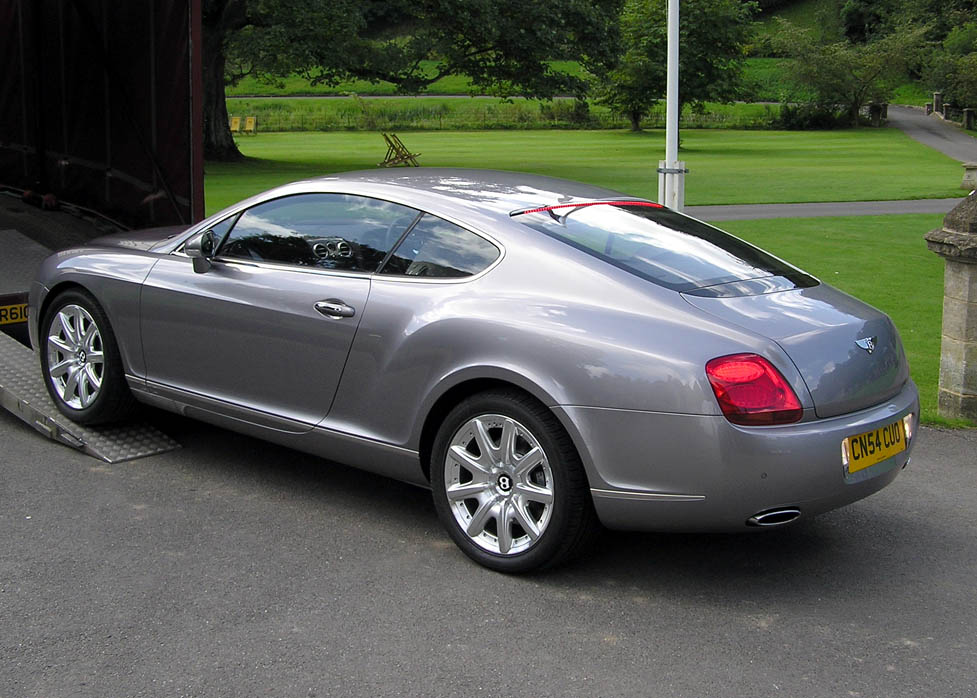
Bentley Continental GT (2003)

### Raumausnutzung (Hatchback)
Bei kompakten Dreitürern handelte es sich anfänglich um kleine Kombis ohne D-Säule wie den Crosley CD Station Wagon (1947–1952), Fiat 500 Giardiniera (1948–1955) und Trabant P 50 Kombi (1960–1962). Die Basis für die Schrägheck-Kompaktkarosserie wurde 1958 mit dem Austin A40 Farina begründet, den es ab 1959 als Countryman mit oben angeschlagener, allerdings zweigeteilter Heckklappe gab. Zu größerer Bekanntheit gelangte die Kompaktbauweise durch den Austin Mini, der auch bereits das Prinzip des quer eingebauten Vierzylinder-Frontmotors aufwies. Diesem fehlte allerdings wieder die große Heckklappe, ebenso wie einigen darauffolgenden kompakten Schrägheck-Pkw wie dem Morris 1100 (1962), Hillman Imp (1963) und VW 1600 TL (1965).
Um die Raumausnutzung zu verbessern, ging die Entwicklung hin zu kleineren Pkw mit Schrägheck und über der Heckscheibe angeschlagener Heckklappe sowie klappbaren Rücksitzen. Ein früher Vertreter dieser Bauart war der 1961 herausgebrachte Renault 4. Anders als spätere Vertreter der Kompaktklasse besaß er noch eine D-Säule und ein bis zum Wagenboden gleichmäßig abfallendes Heck. Weitere frühe Vertreter waren der 1962 vorgestellte Innocenti A40S Combinata, sowie der Autobianchi Primula (nur erste Ausführung 1964–1966), Simca 1100 und Glas 1304 CL. Auch beim 1966 entwickelten Trabant 603 handelte es sich um eine wegweisende Konzeption hin zum sachlich gestalteten, kleinen Kompaktwagen, die jedoch aus politischen Gründen nicht in Serie übergeführt werden durfte. Es folgten weitere Modelle in Kompaktbauweise mit großer Heckklappe aus Frankreich und Italien, darunter Renault 5 und Fiat 127. Der Peugeot 104 von 1972 hatte eine sehr kompakte Karosserie mit 4 Türen, die es jedoch erst ab 1976 auch mit großer Heckklappe gab. Nachdem deutsche Hersteller der Tendenz zur Kompaktkarosserie längere Zeit nicht gefolgt waren, brachte das Erscheinen des VW Golf im Jahr 1974 eine Trendwende. Vorerst waren es aber weiterhin italienische und französische Hersteller, die mit Typen wie Fiat Ritmo, Citroën Visa und Renault 14 die Formgestaltung der folgenden Jahre vorausgriffen. Daraufhin zogen Opel mit dem Kadett City und Corsa, und Ford mit dem Fiesta und dem neu konstruierten Escort-Modell von 1981 mit konservativeren Gestaltungsentwürfen nach. In Begleitung dieses Durchbruchs wurde das bisherige Fahrzeugsegment der unteren Mittelklasse in Kompaktklasse umbenannt, ungeachtet der Tatsache, dass zu dieser Klasse auch Fahrzeuge zählen, die kein Schrägheck bzw. keine Kompaktkarosserie haben.
Die Abgrenzung zum Steilheck ist fließend und begrifflich nicht immer eindeutig. Im englischen werden Schrägheckfahrzeuge mit großer Heckklappe als Hatchback bezeichnet, wobei dieser Begriff auch Fahrzeuge mit Steilheck einschließt, wenn diese keine D-Säule besitzen (Kombis).

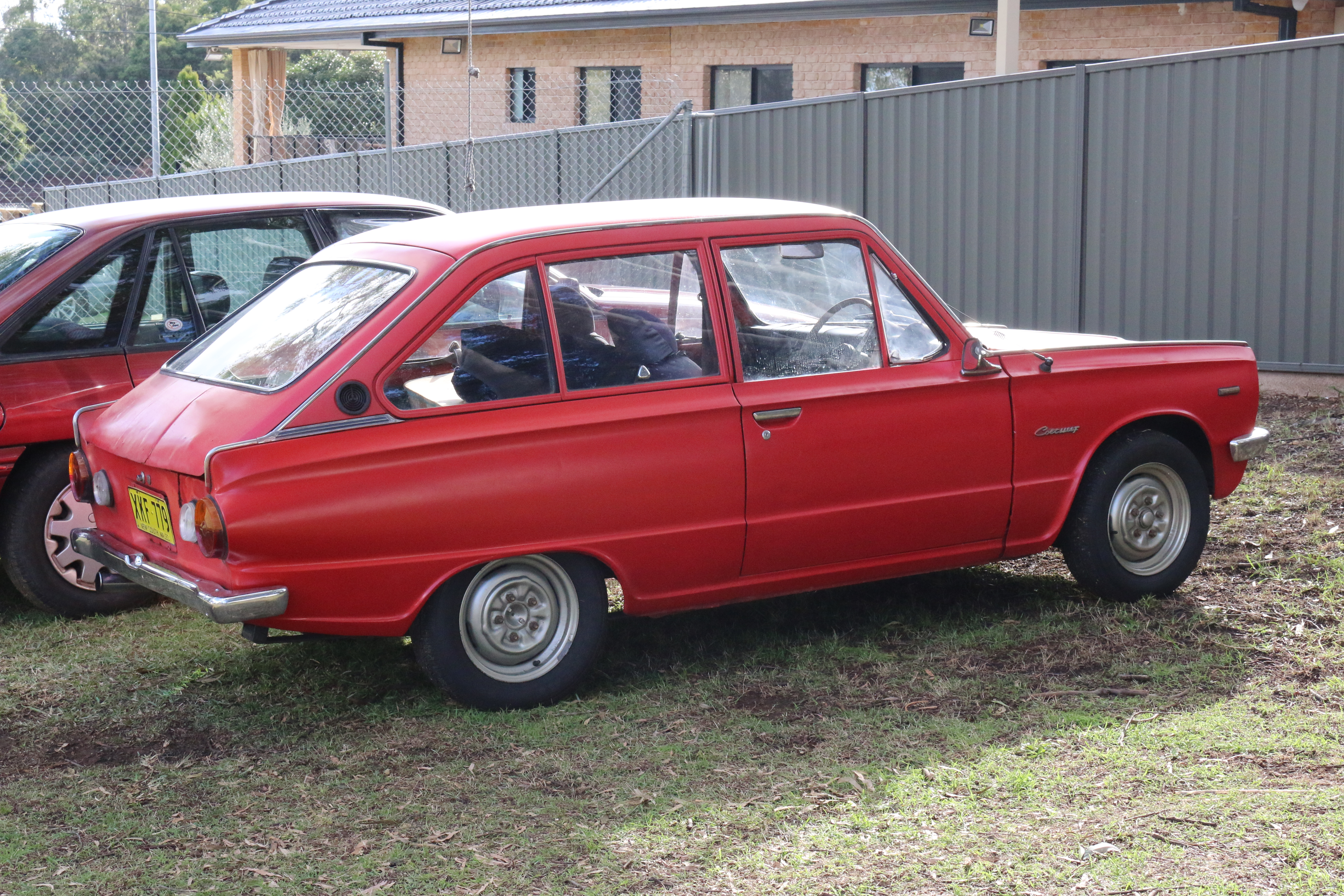
Mitsubishi Colt 1100 Fastback (1967)
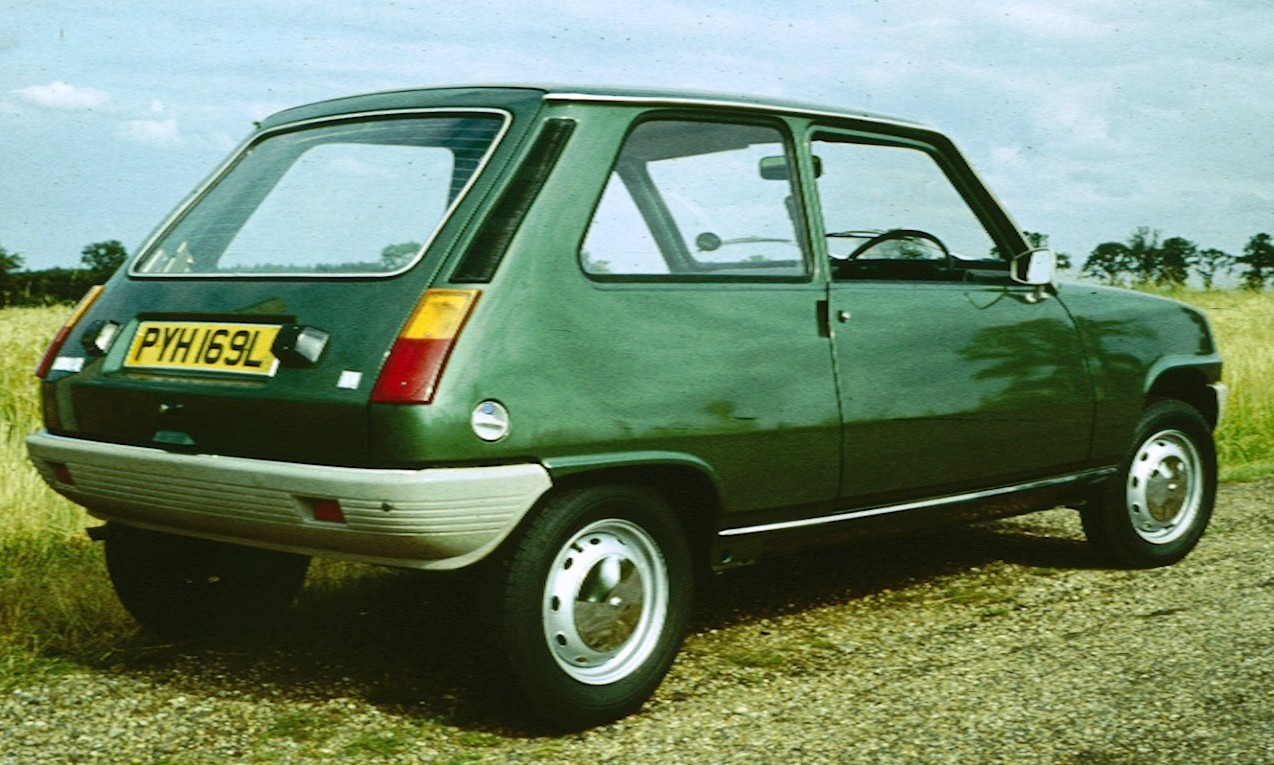
Renault 5 (1972)
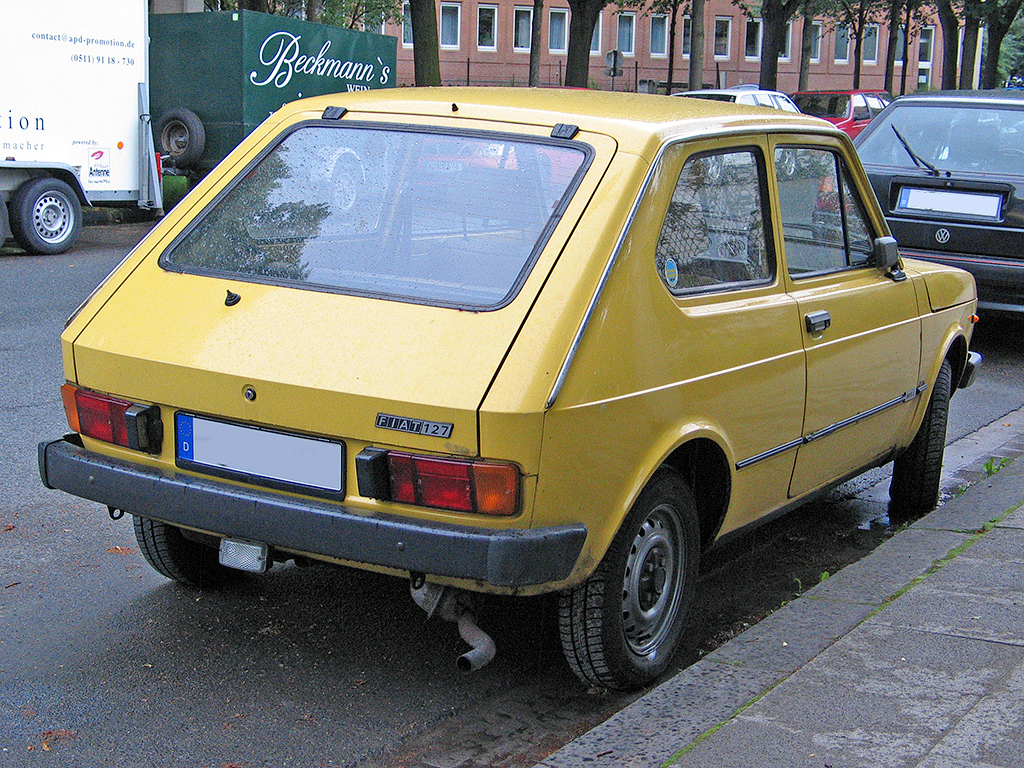
Fiat 127 mit großer Heckklappe (1972)
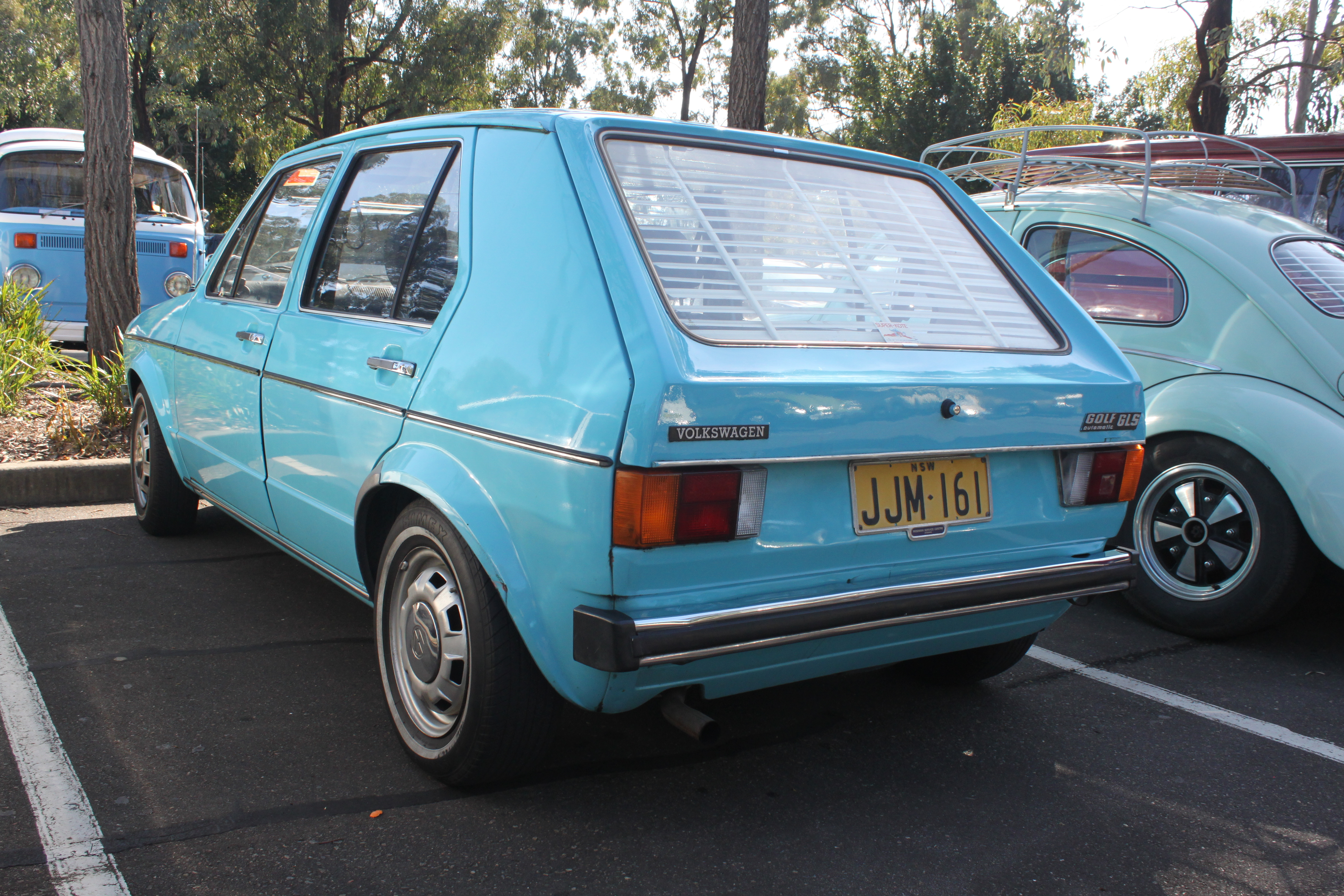
VW Golf I (1974)
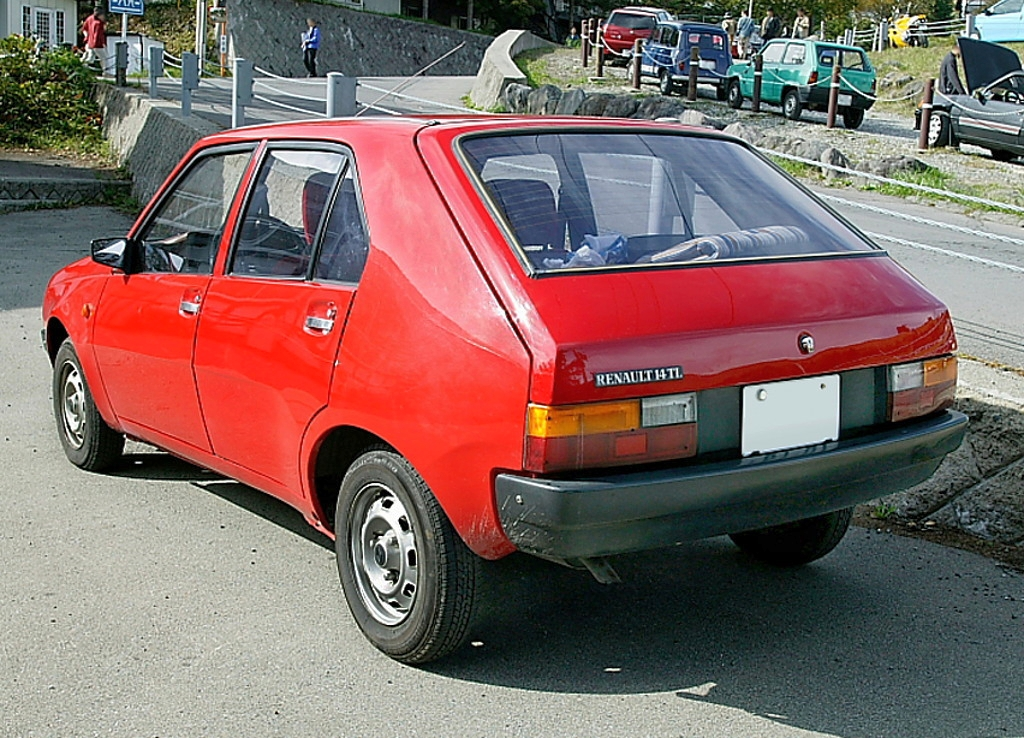
Renault 14 (1976)
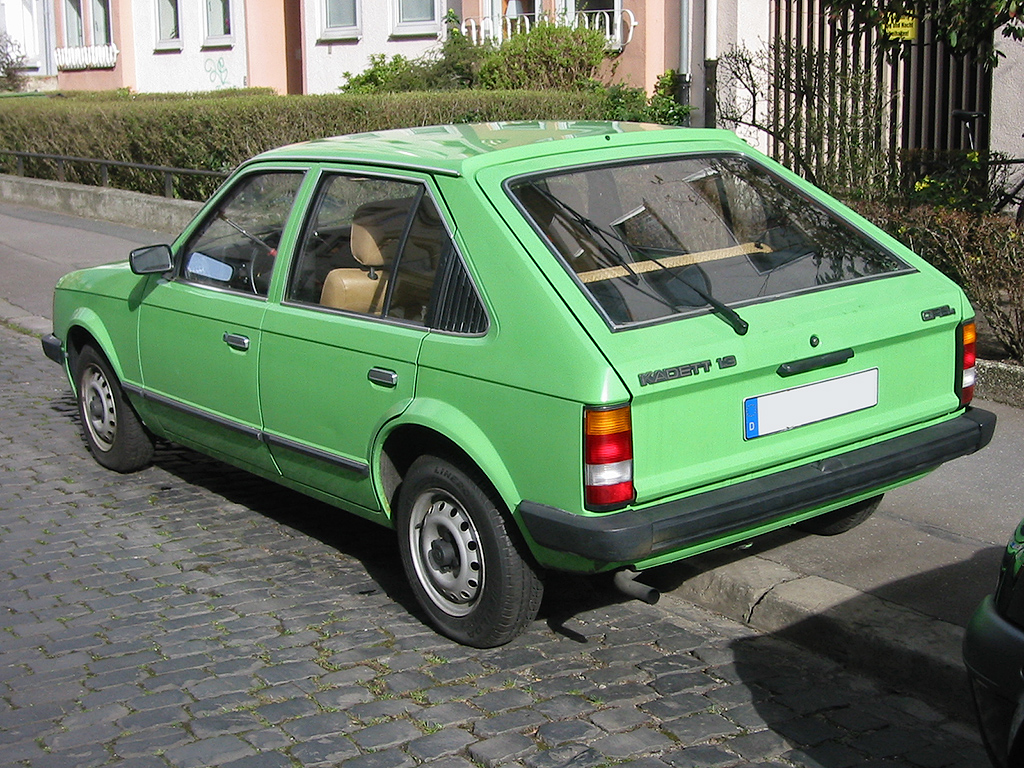
Opel Kadett D (1979)
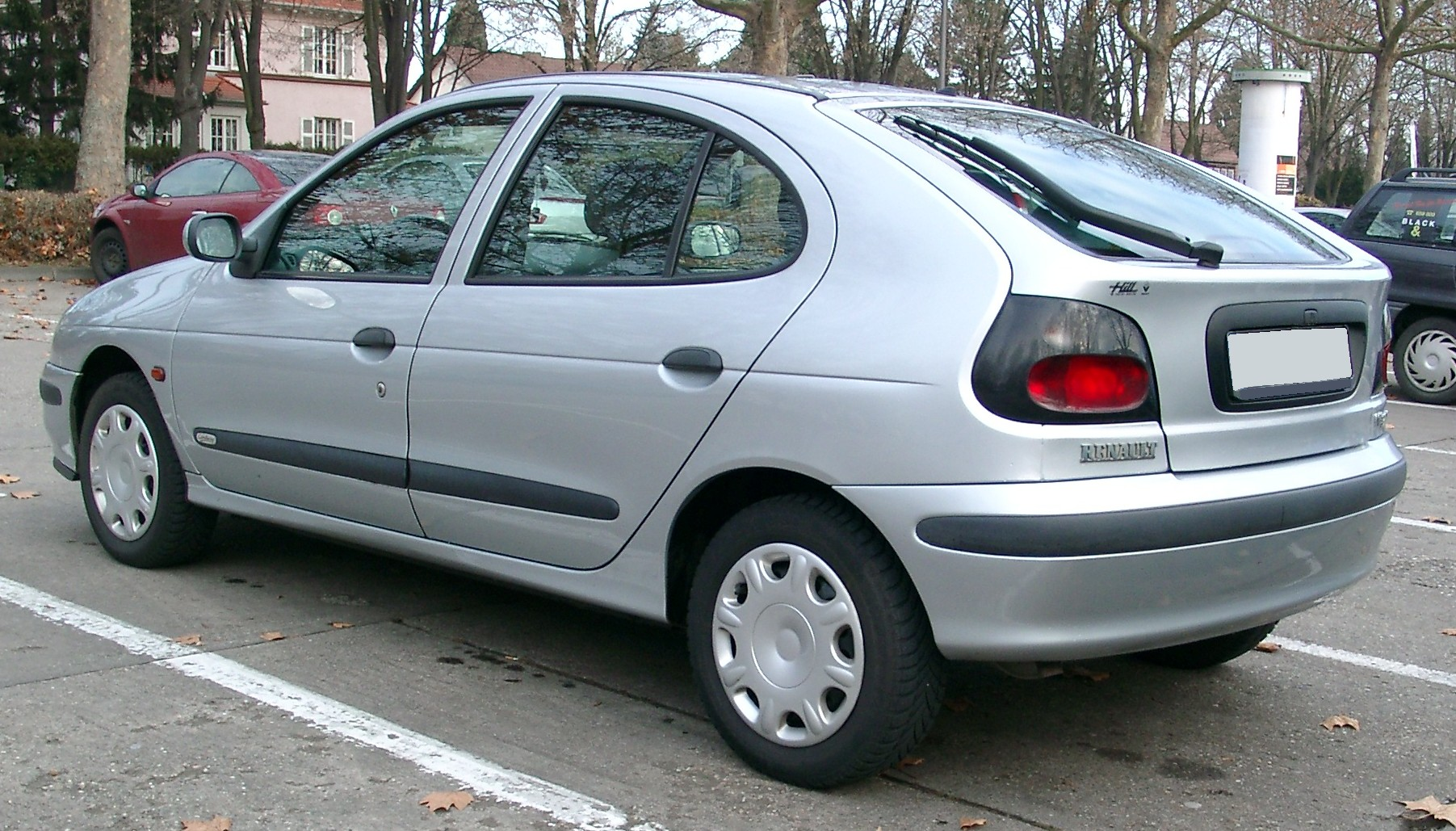
Renault Mégane  (1995)
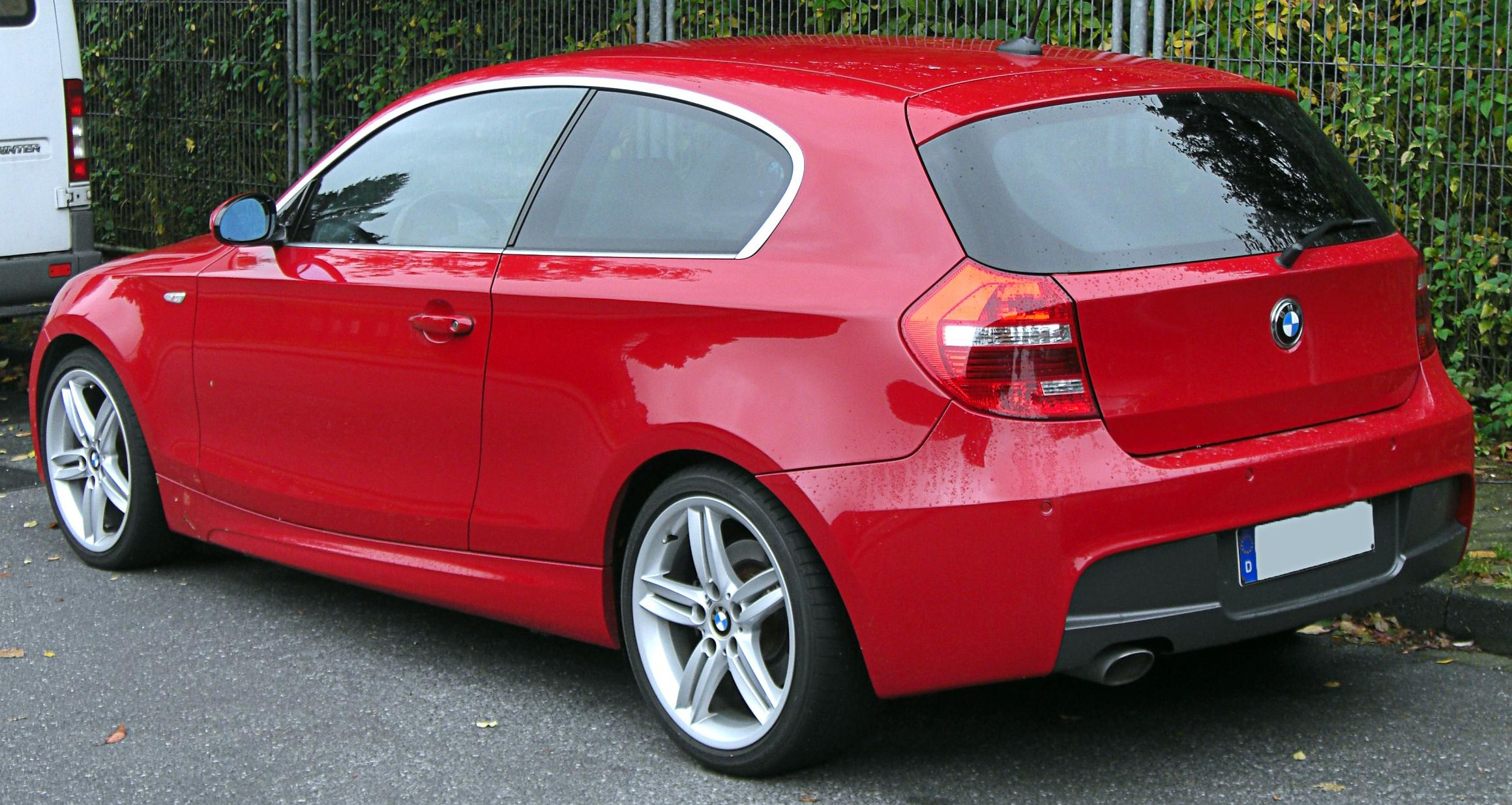
BMW 1er (2004)
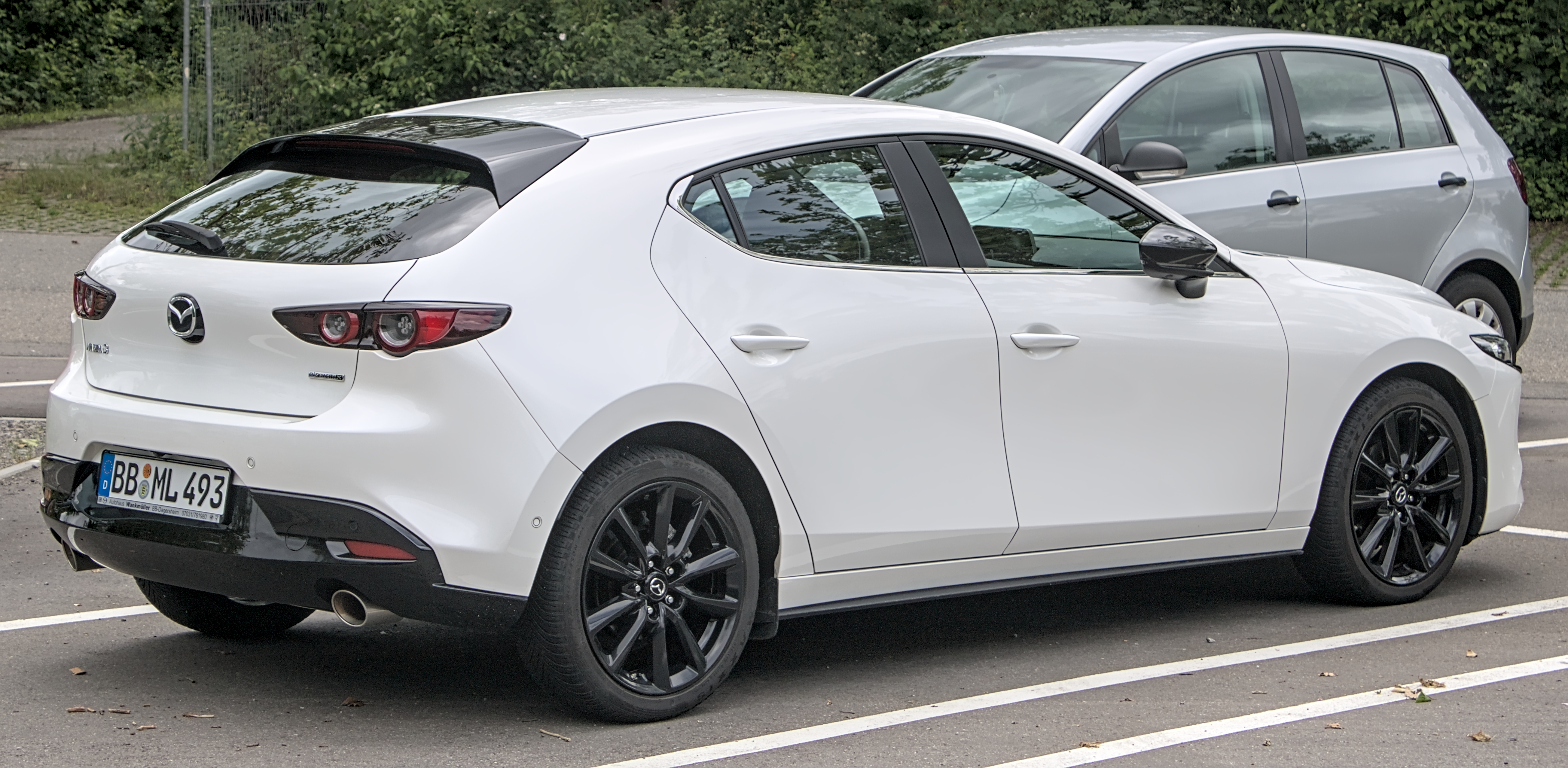
Mazda3 BP (2019)
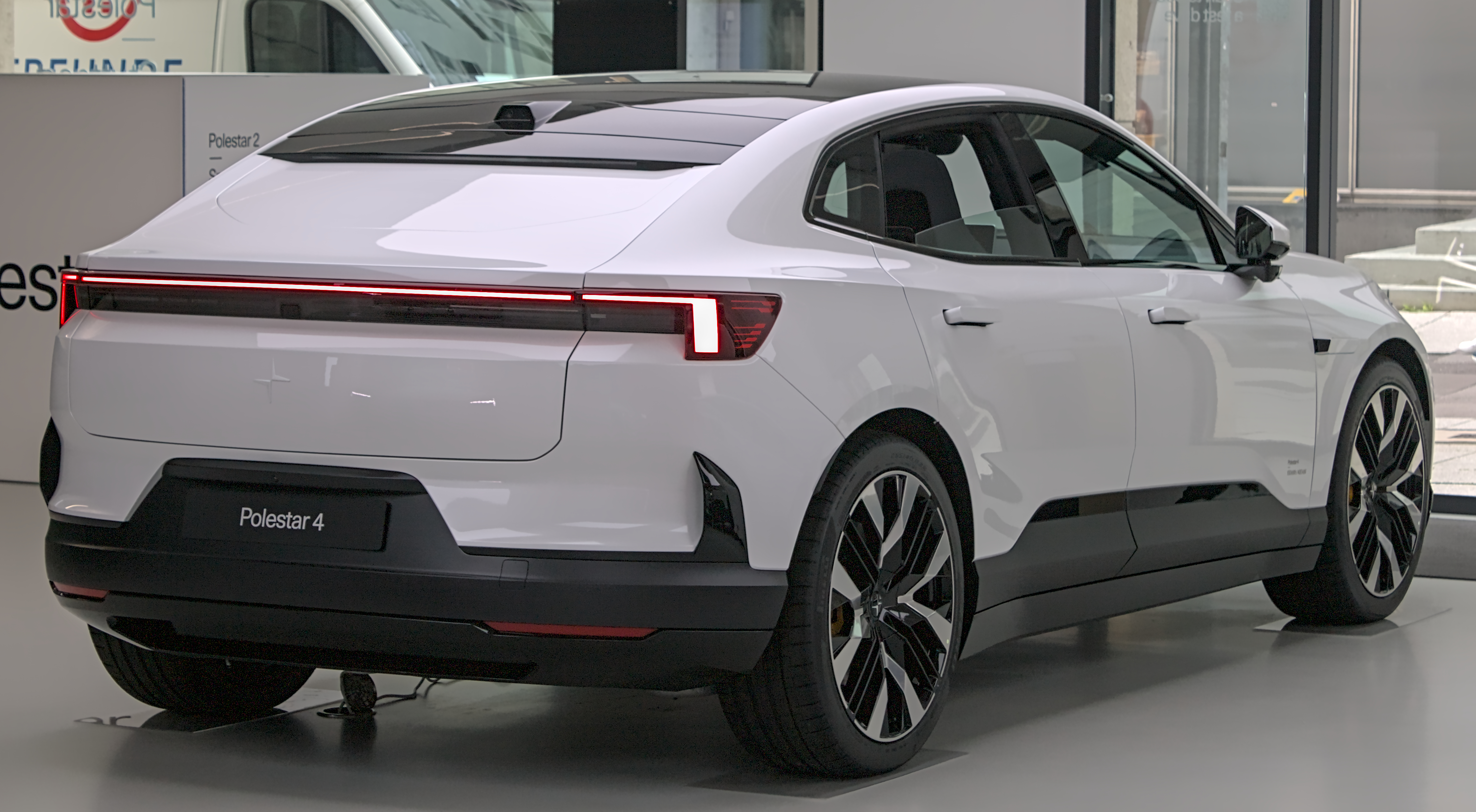
Polestar 4 (2023)

In der Mittel- und Oberklasse wird bei Pkw mit Schrägheck zur Raumausnutzung aufgrund der Fahrzeuggröße in der Regel nicht von Kompaktkarosserie gesprochen, sondern allgemeiner von Vollheckbauweise oder Fließheck. Lange Zeit waren Schrägheck-Karosserien in diesen Klassen nicht verbreitet. Zu den wenigen Ausnahmen zählten stromlinienförmige Karosserien der 1930er und 1940er Jahre etwa bei PKW der Marken Tatra und Citroen. Mit Steilheck und Frontantrieb war der Citroën Traction Avant Commerciale (ab 1939 mit zweiteiliger Heckklappe: Klappe nach oben und, für Reserverad, Klappe nach unten; 1954 wieder aufgenommen mit einteiliger Heckklappe; unterbrochen durch den Zweiten Weltkrieg) als Fünftürer seiner Zeit weit voraus. Auf ähnliche Zielgruppen (Handlungsreisende, Taxiunternehmer …) zielte auch der DeSoto Suburban (1946–1954; ebenso drei Sitzreihen und dreifenstrige Seitenlinie wie der zuvor genannte Citroën Traction Avant Commerciale).
Mit dem Renault 16 hielt die moderne fünftürige Bauweise in der Mittelklasse Einzug, andere Hersteller und auch Renault selbst taten sich jedoch schwer damit, das Konzept auf weitere Modelle zu übertragen. Seltener gab es auch dreitürige Schrägheck-Fahrzeuge in der Mittelklasse, die nicht den Sportwagen zuzurechnen sind, beispielsweise den VW Passat B1. 1985 war der Ford Scorpio zunächst ausschließlich mit Fließheck angeboten worden, fiel damit seinerzeit jedoch beim Publikum durch. Seit etwa 2006 zeigt sich ein Trend zu Schrägheckfahrzeugen auch in der oberen Mittelklasse und der Oberklasse, wie die Modelle Audi A7, BMW 5er GT, Citroën C6 und Porsche Panamera belegen. Nicht alle dieser Fahrzeuge sind Fünftürer. Andererseits gibt es auch fünftürige Stufenhecklimousinen, beispielsweise den Škoda Superb II.

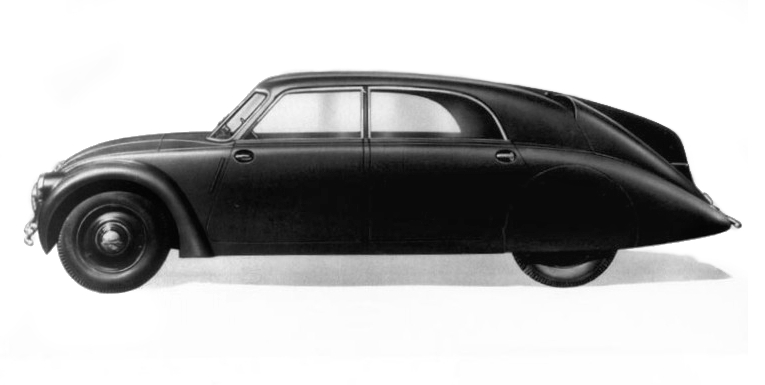
Tatra 77 (1934)
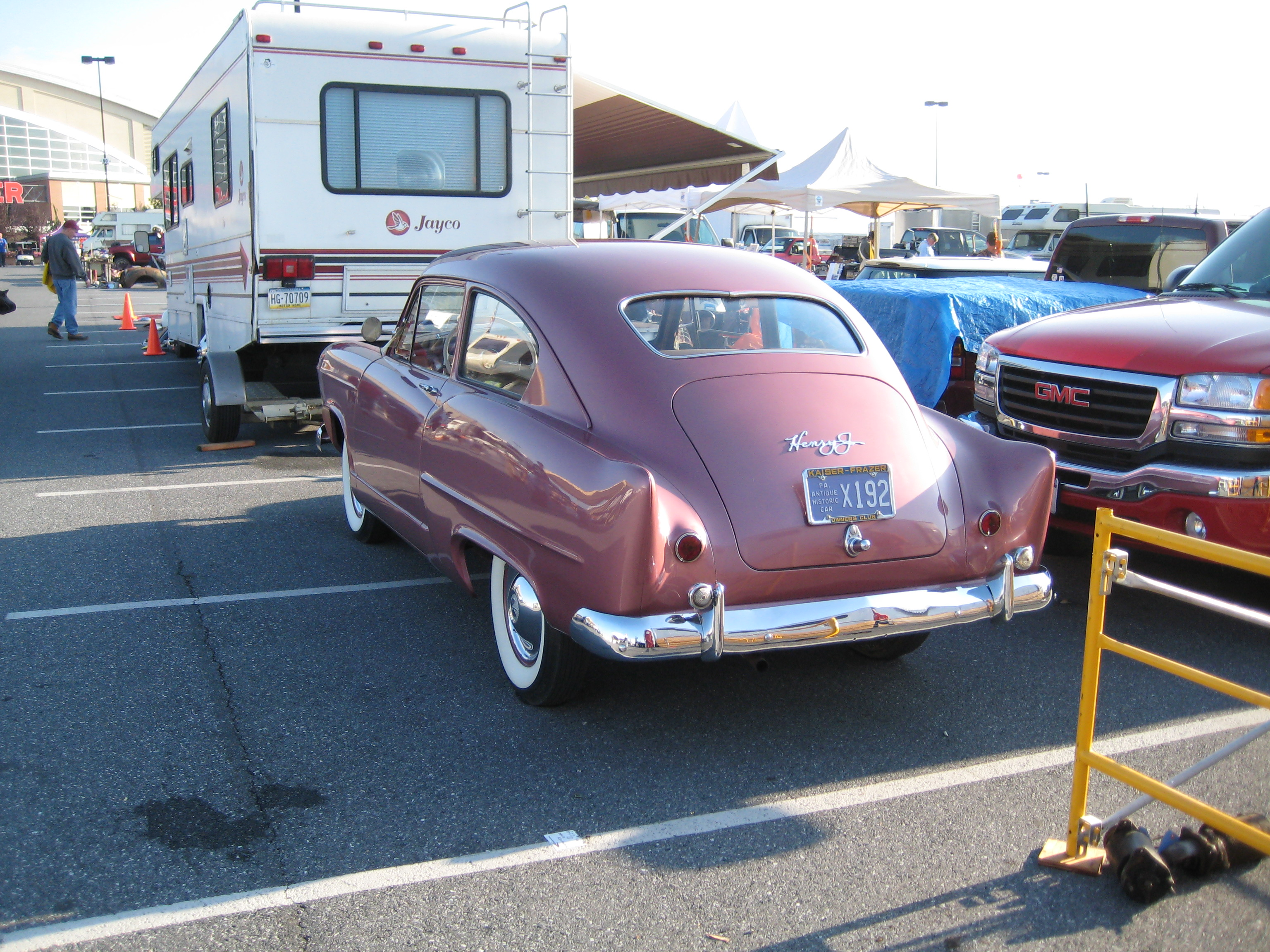
Kaiser Henry J (1951)
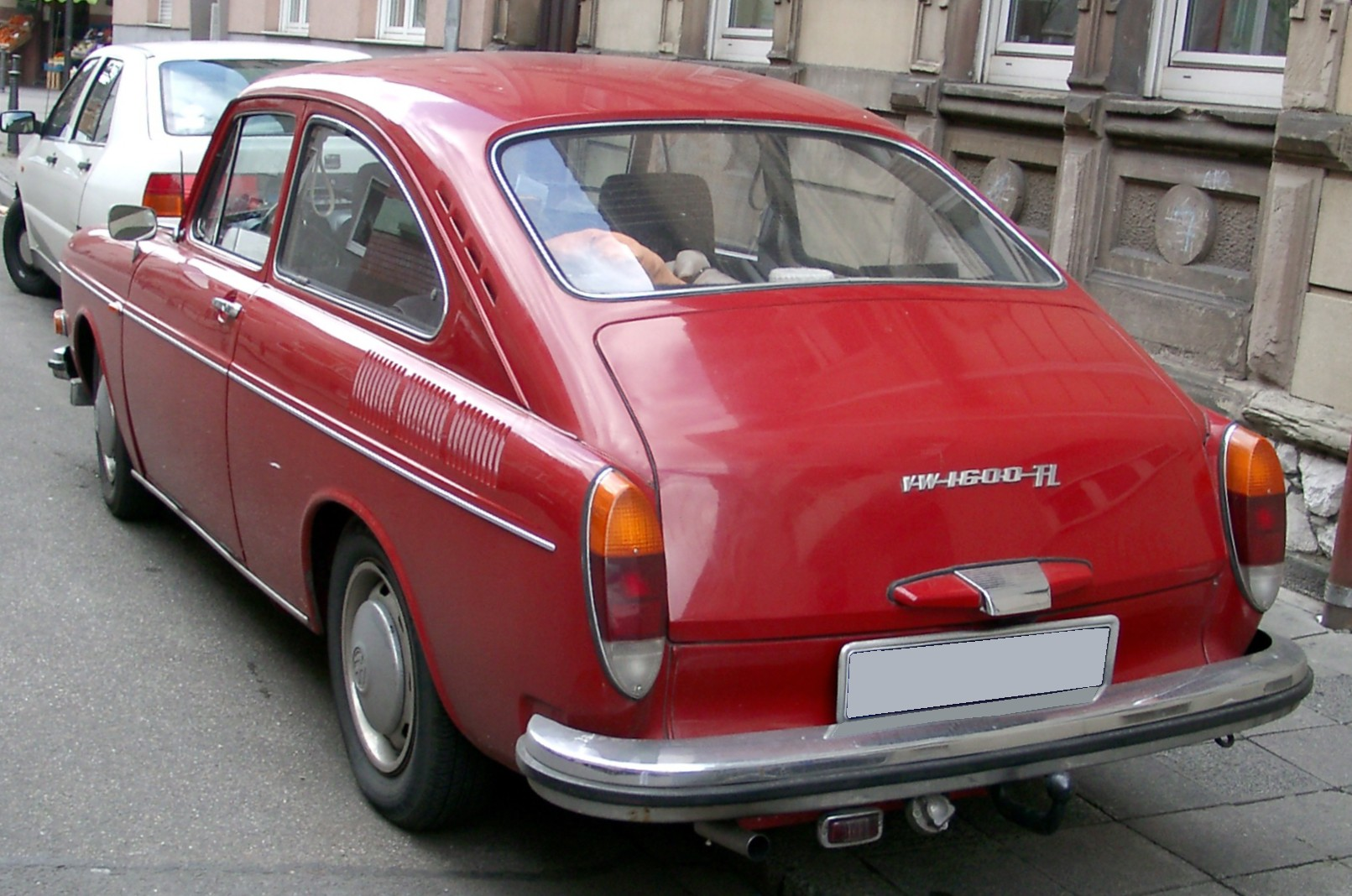
VW 1600 TL (1965)
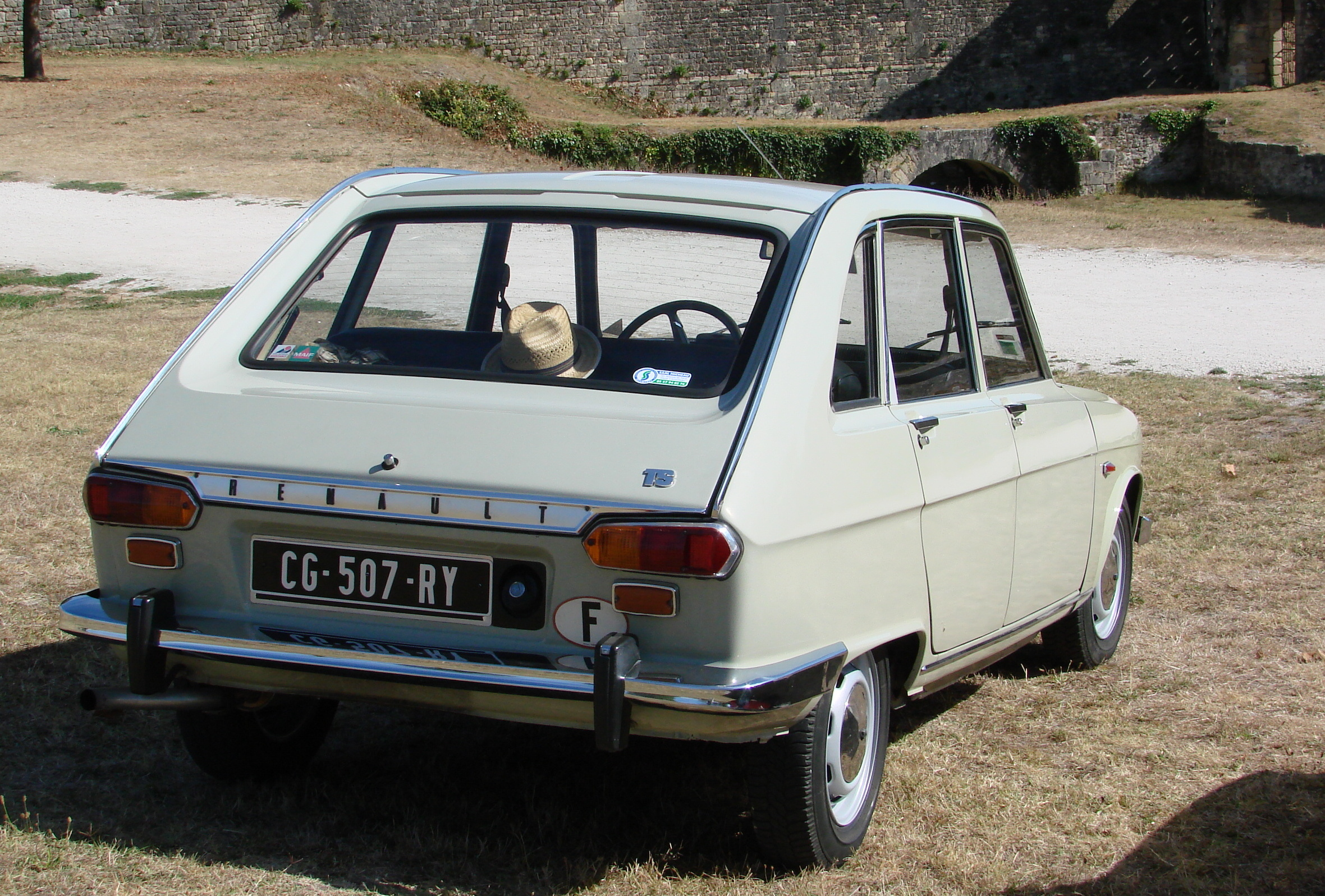
Renault 16 mit oben angeschlagener Heckklappe (1965)
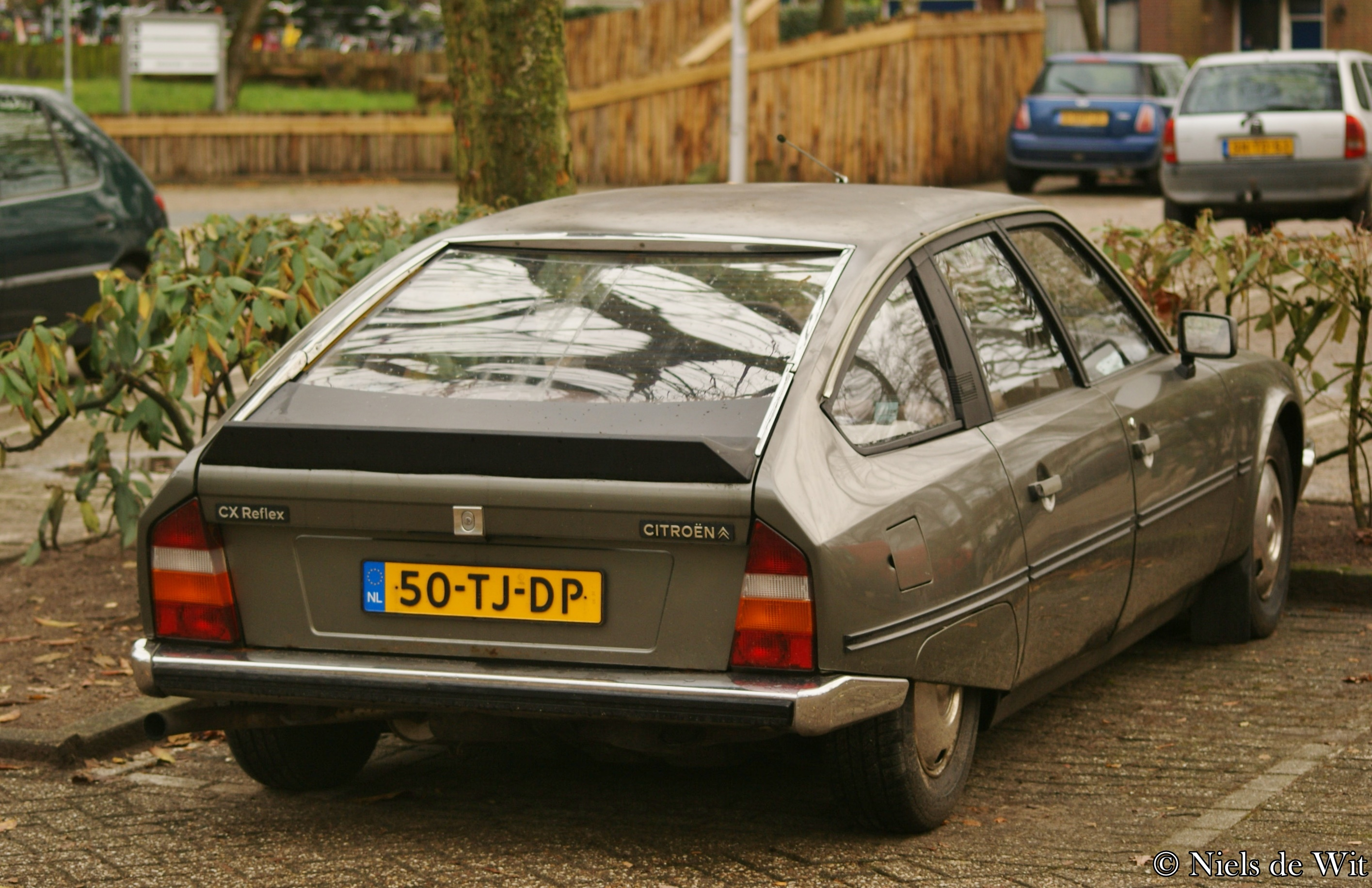
Citroën CX (1974)
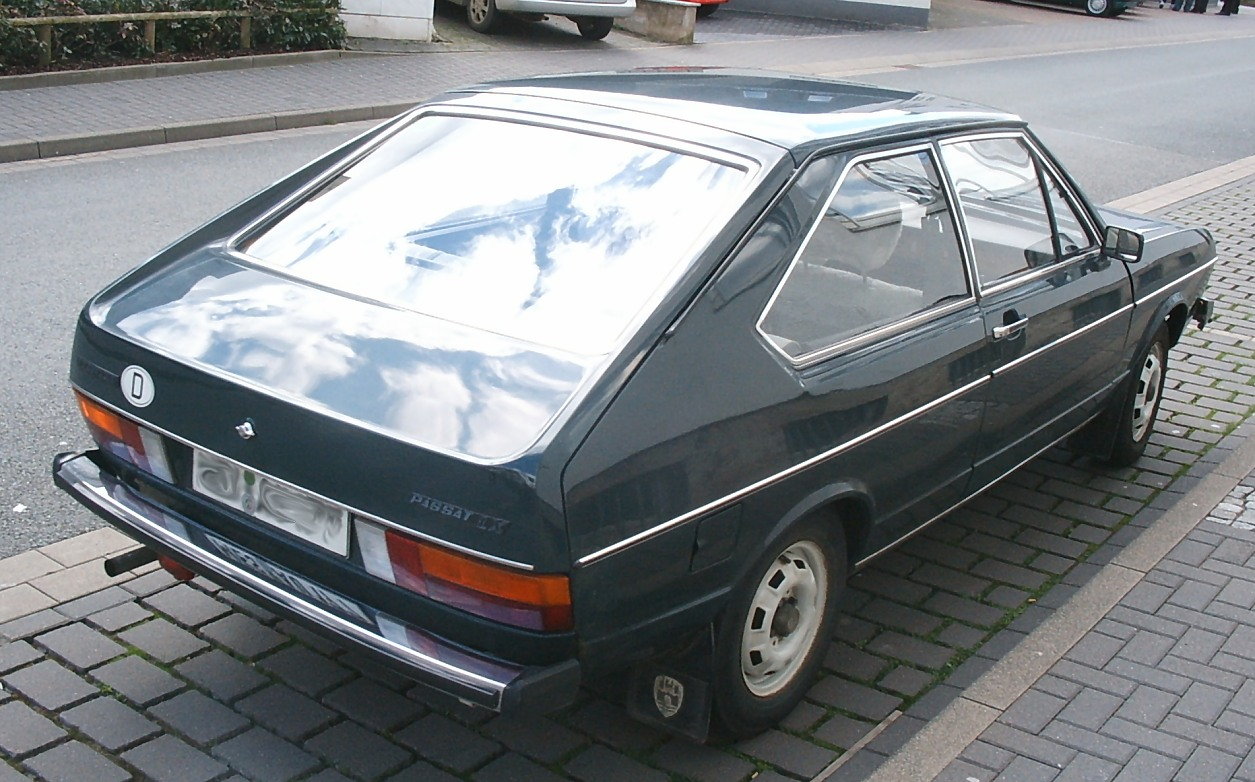
Dreitürige Kombilimousine: VW Passat (1975)
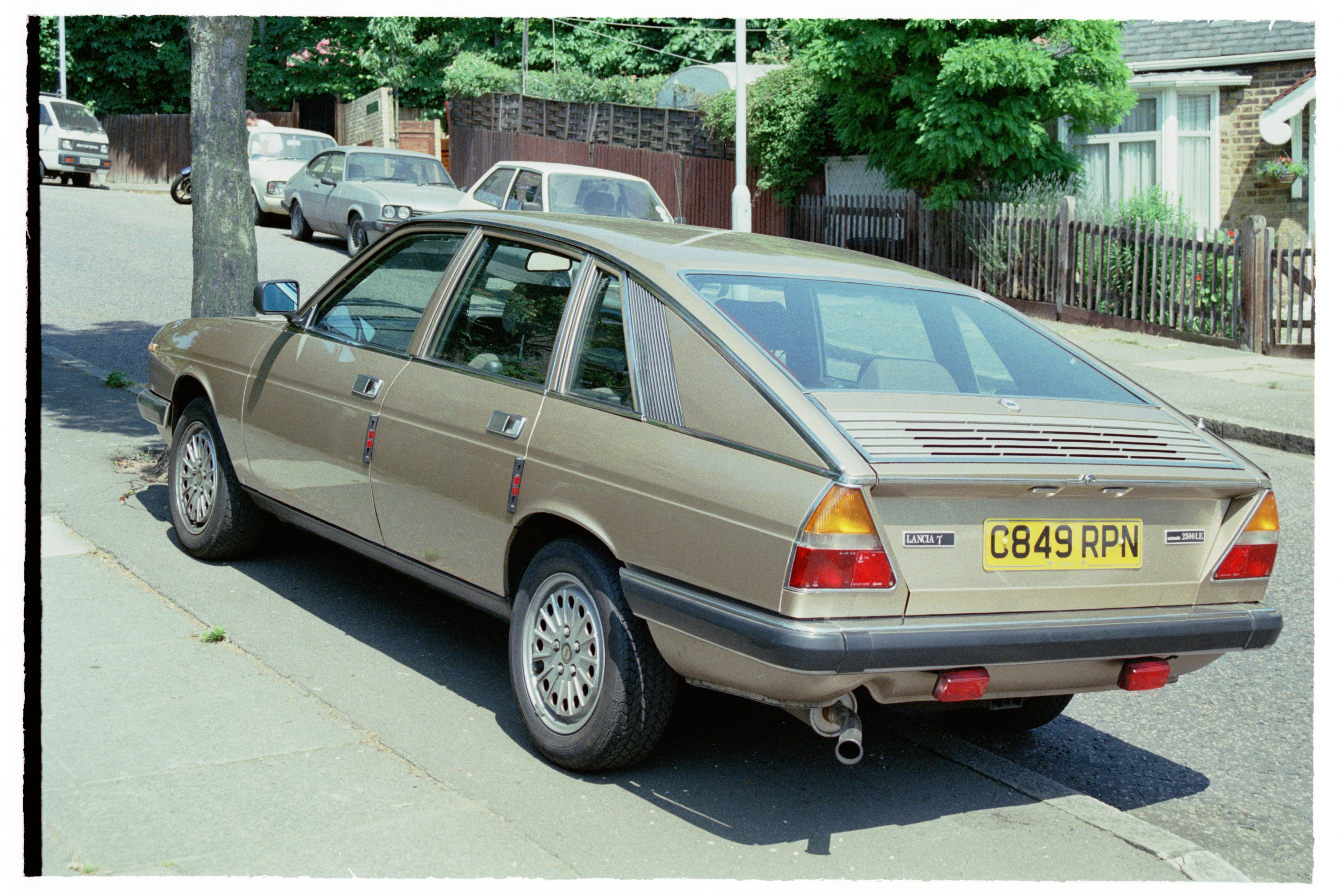
Lancia Gamma (1976)
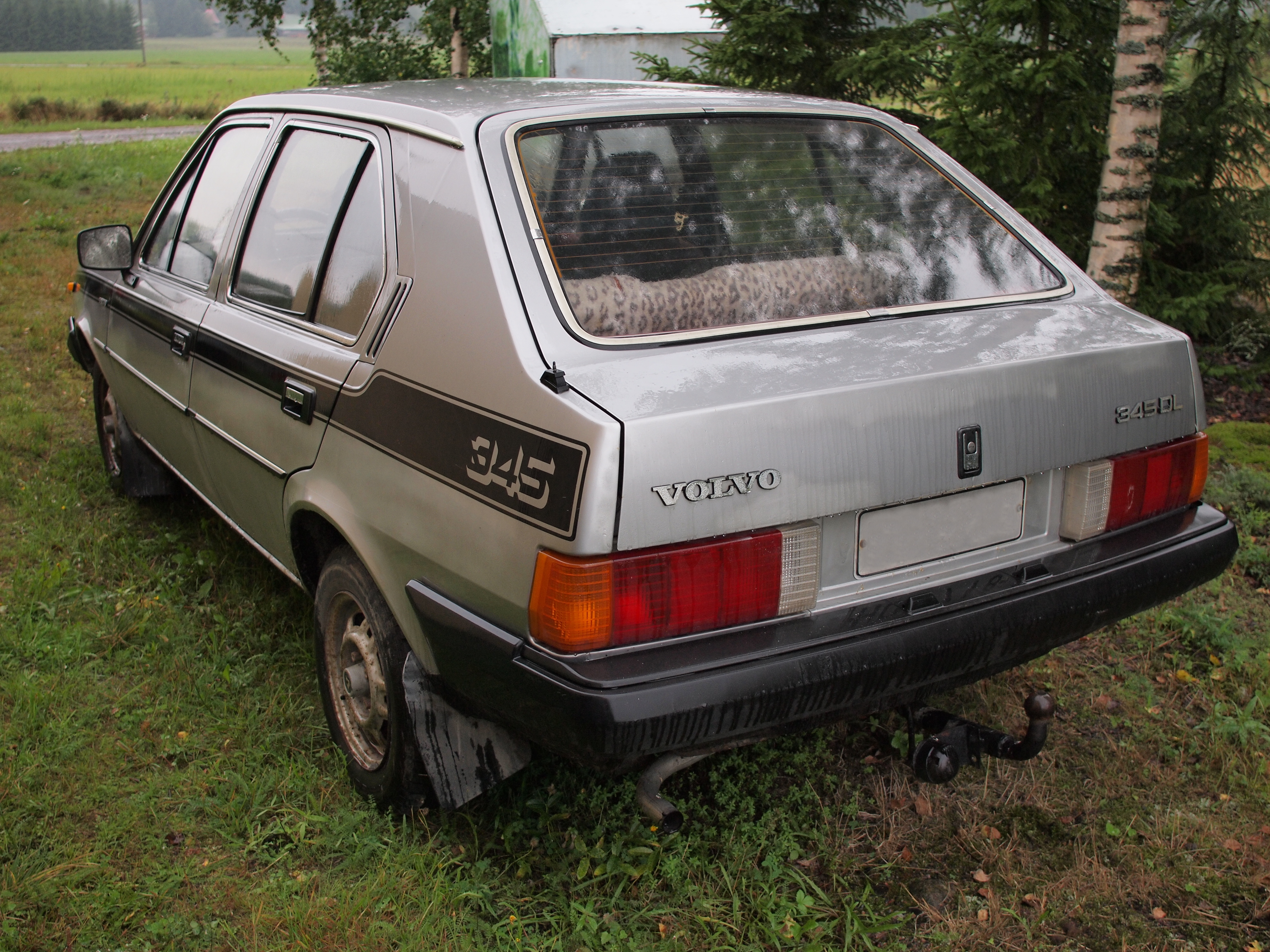
Volvo 340 (1976)
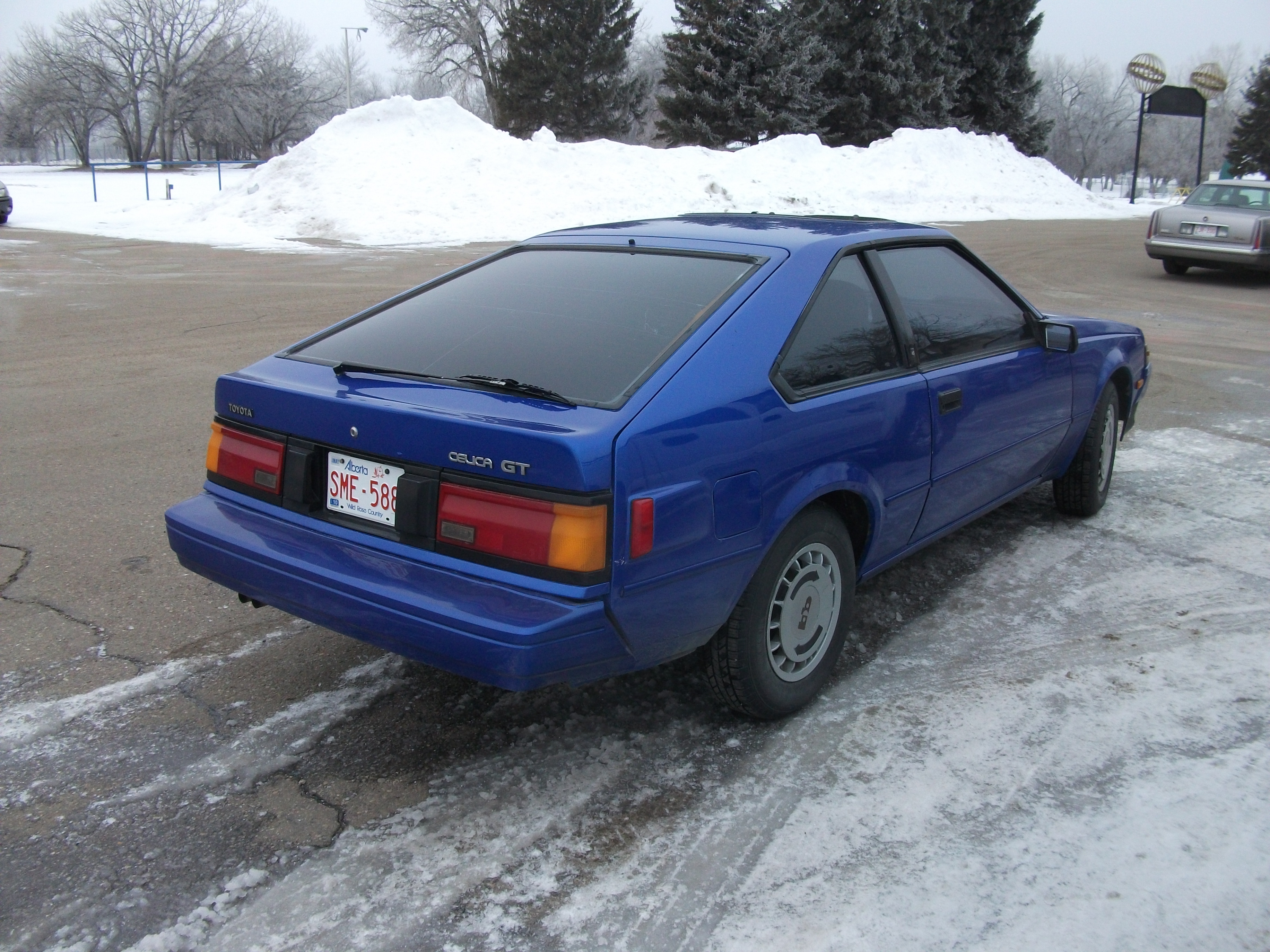
Kombicoupé: Toyota Celica (1982)
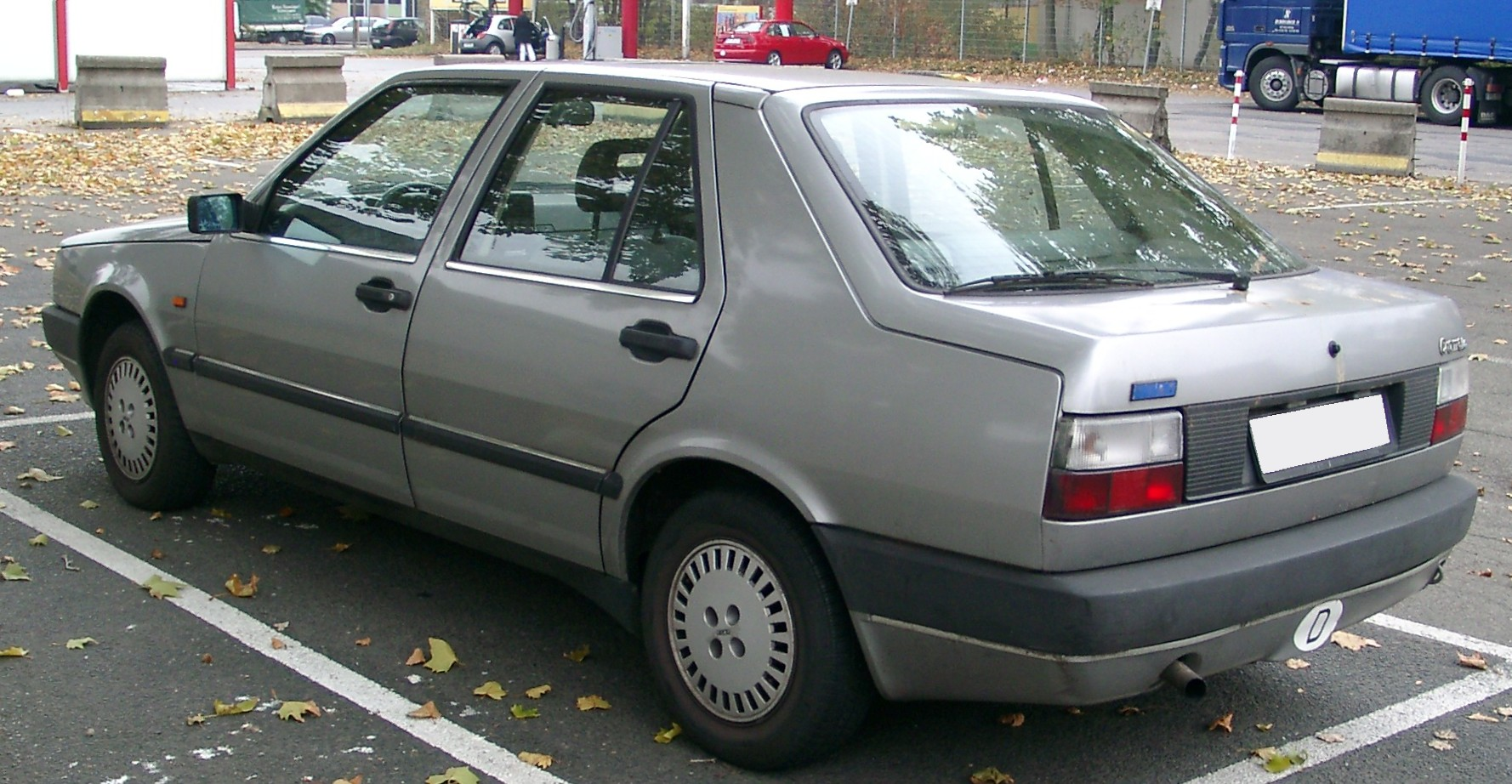
Fiat Croma (1985)
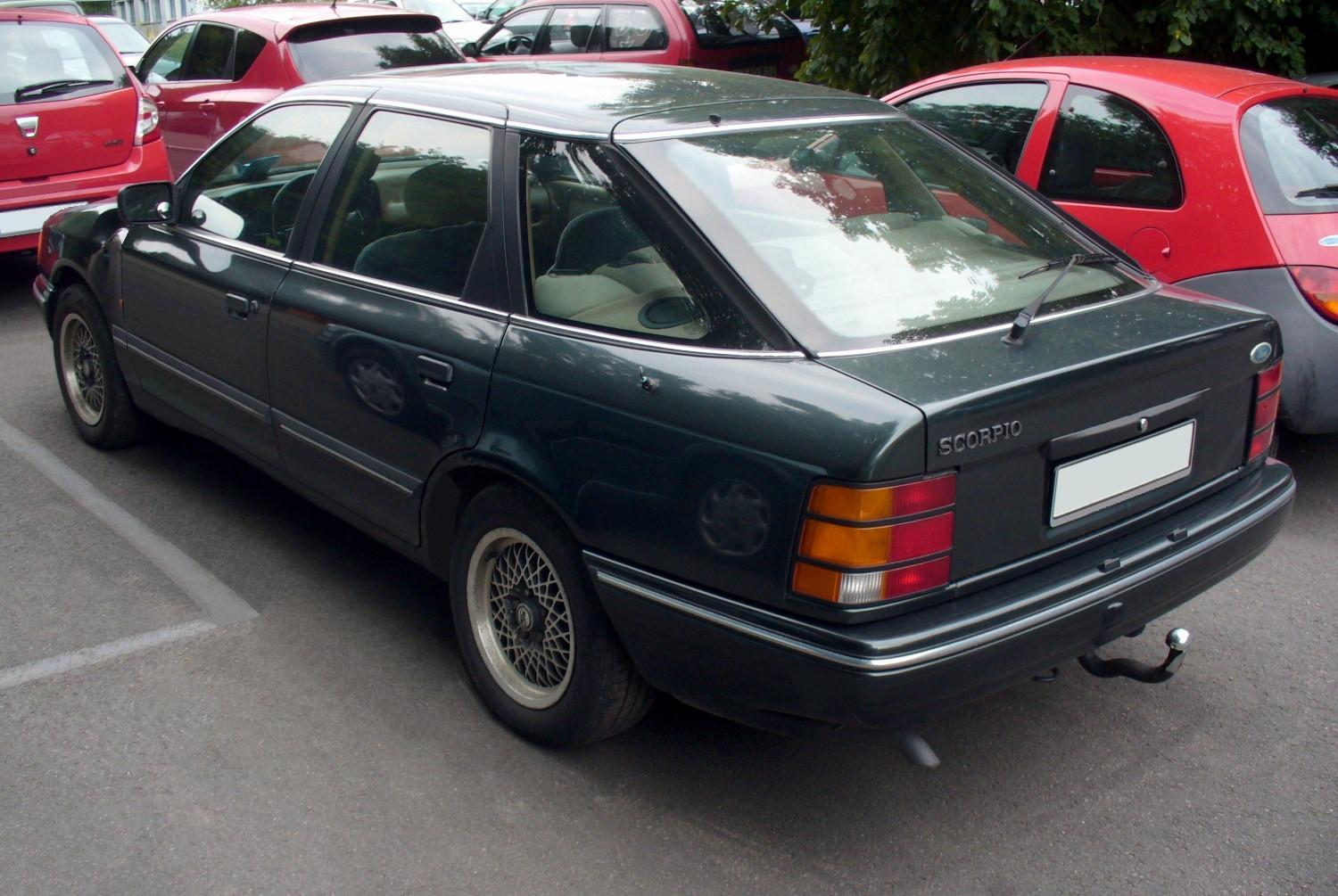
Ford Scorpio (1985)
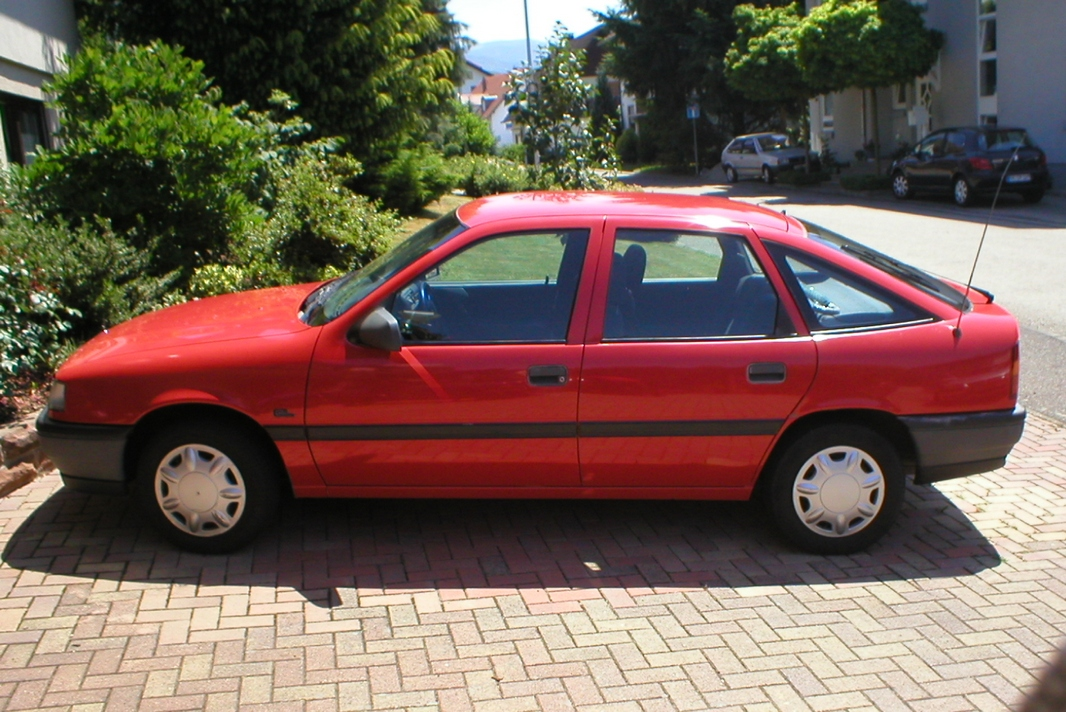
Opel Vectra A (1989)
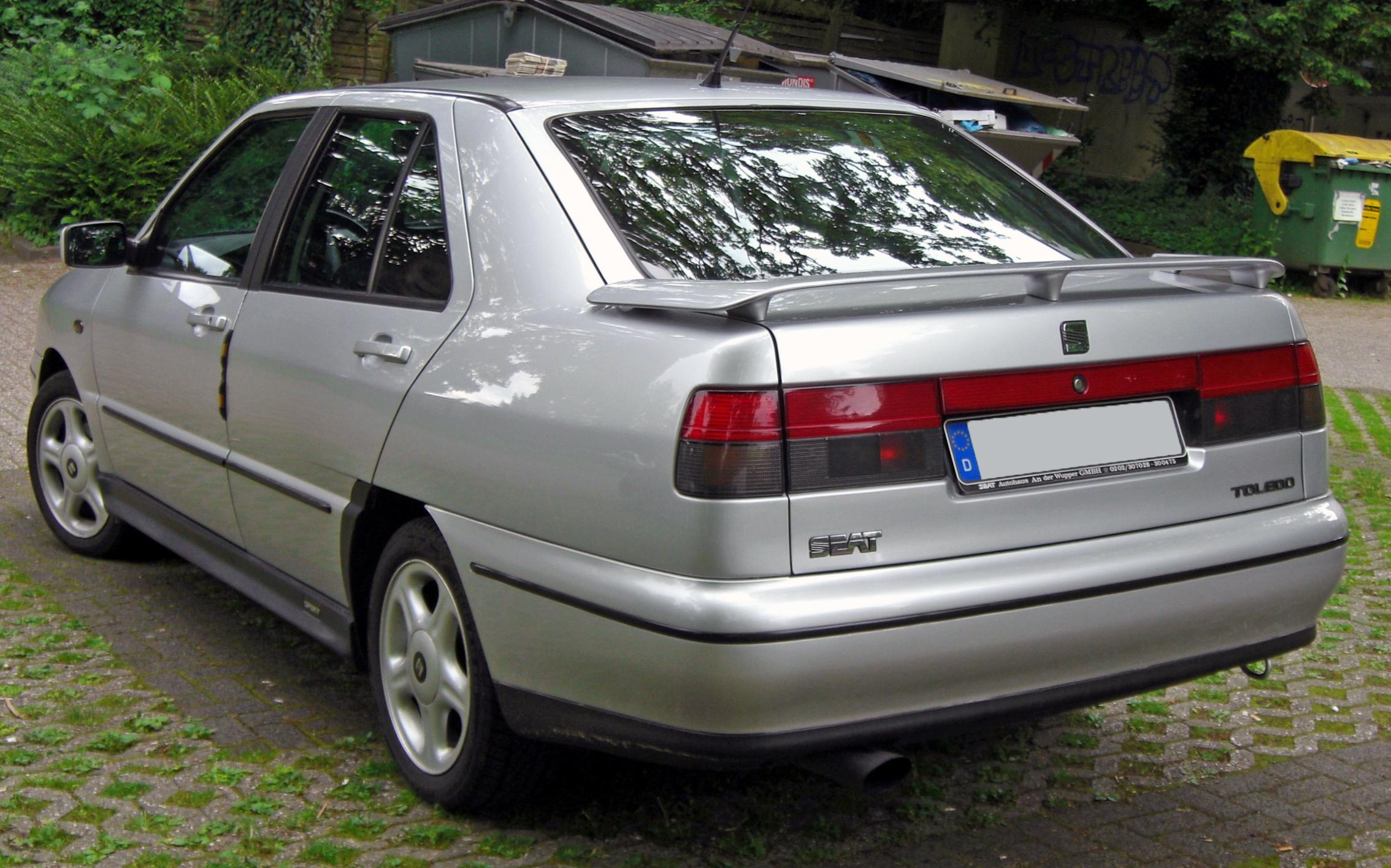
Fünftüriges Stufenheck: Seat Toledo (1991)
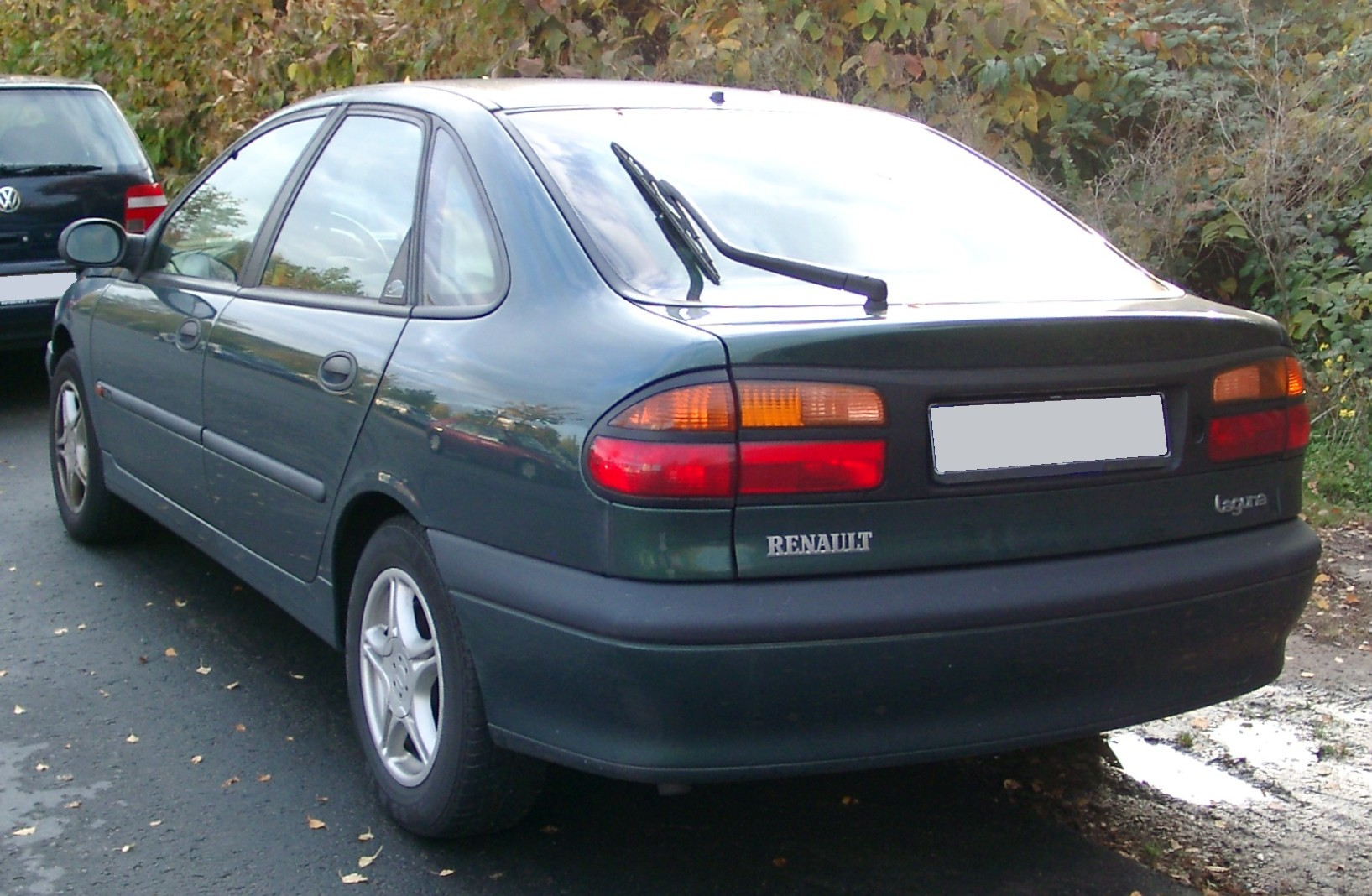
Renault Laguna (1994)
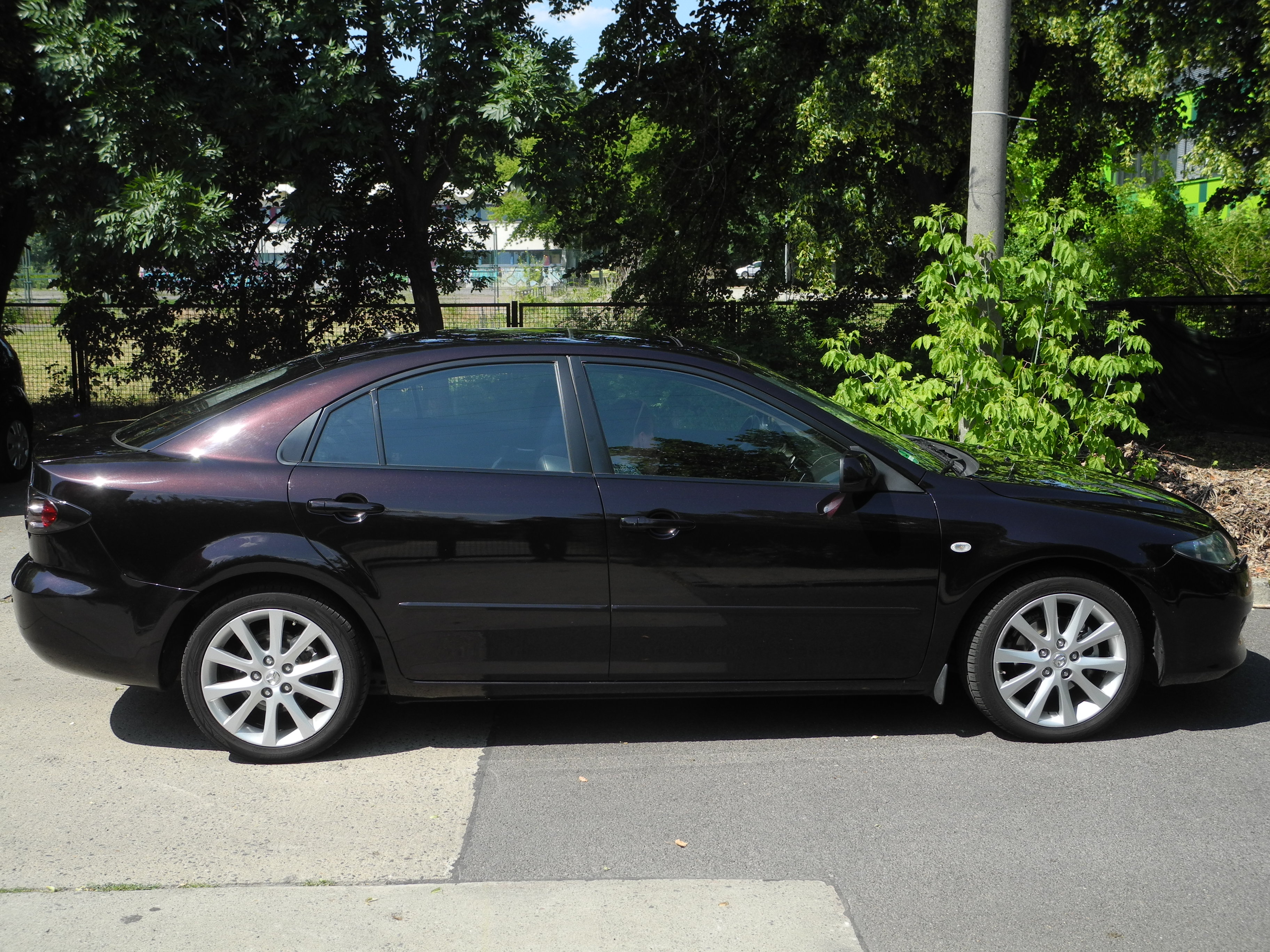
Mazda 6 Sportlimousine (2002)
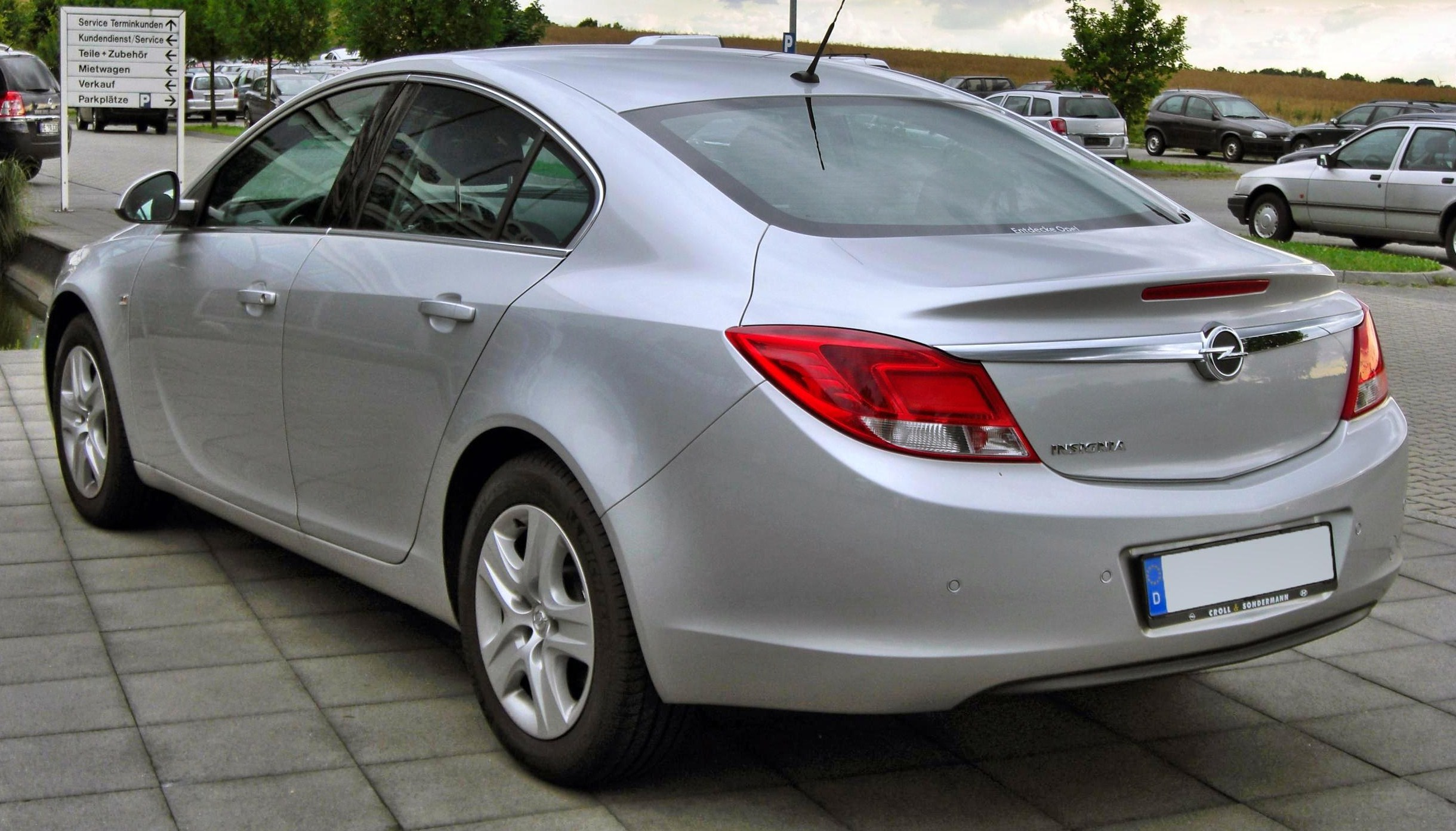
Opel Insignia A (2008)
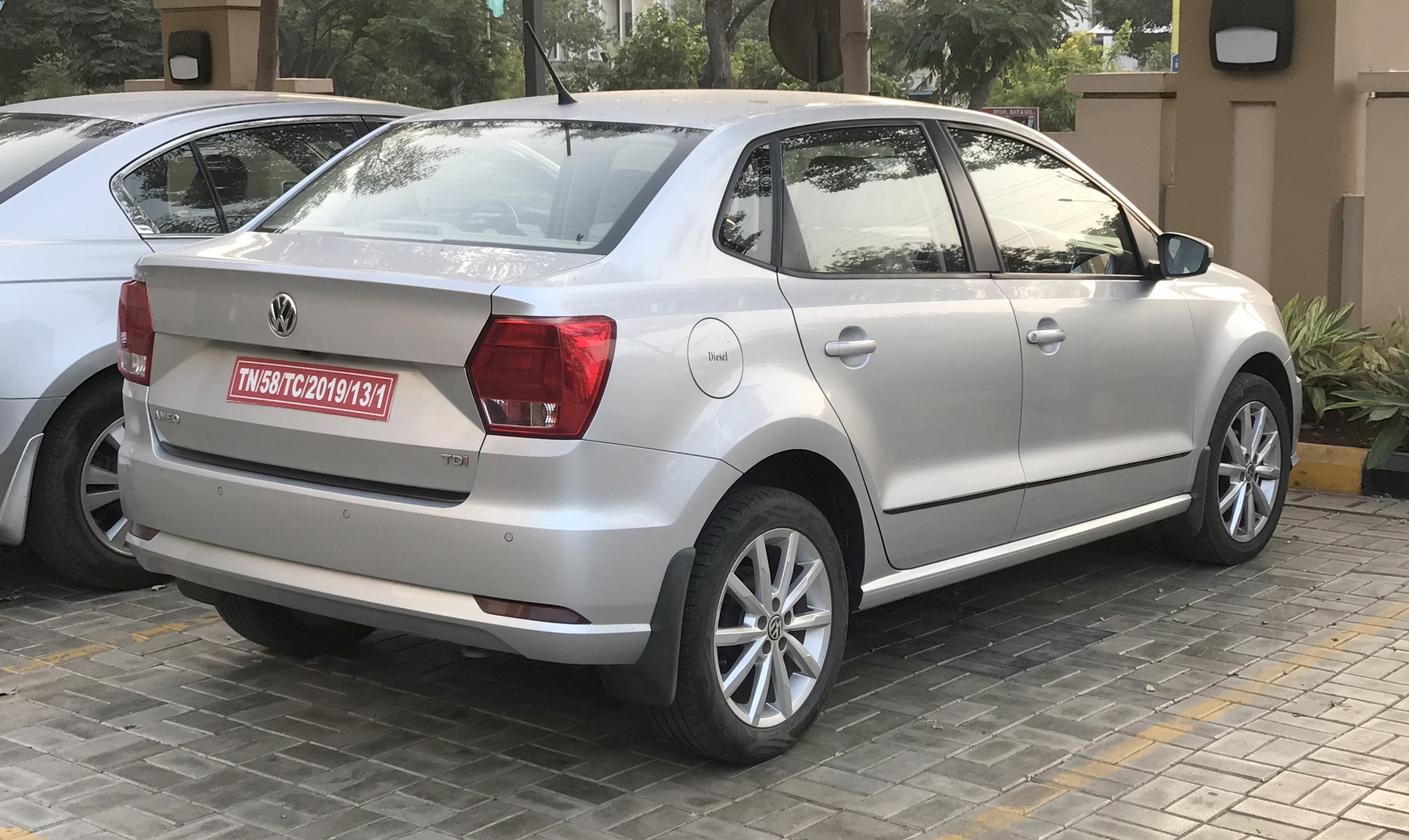
VW Ameo (Indien, 2016)
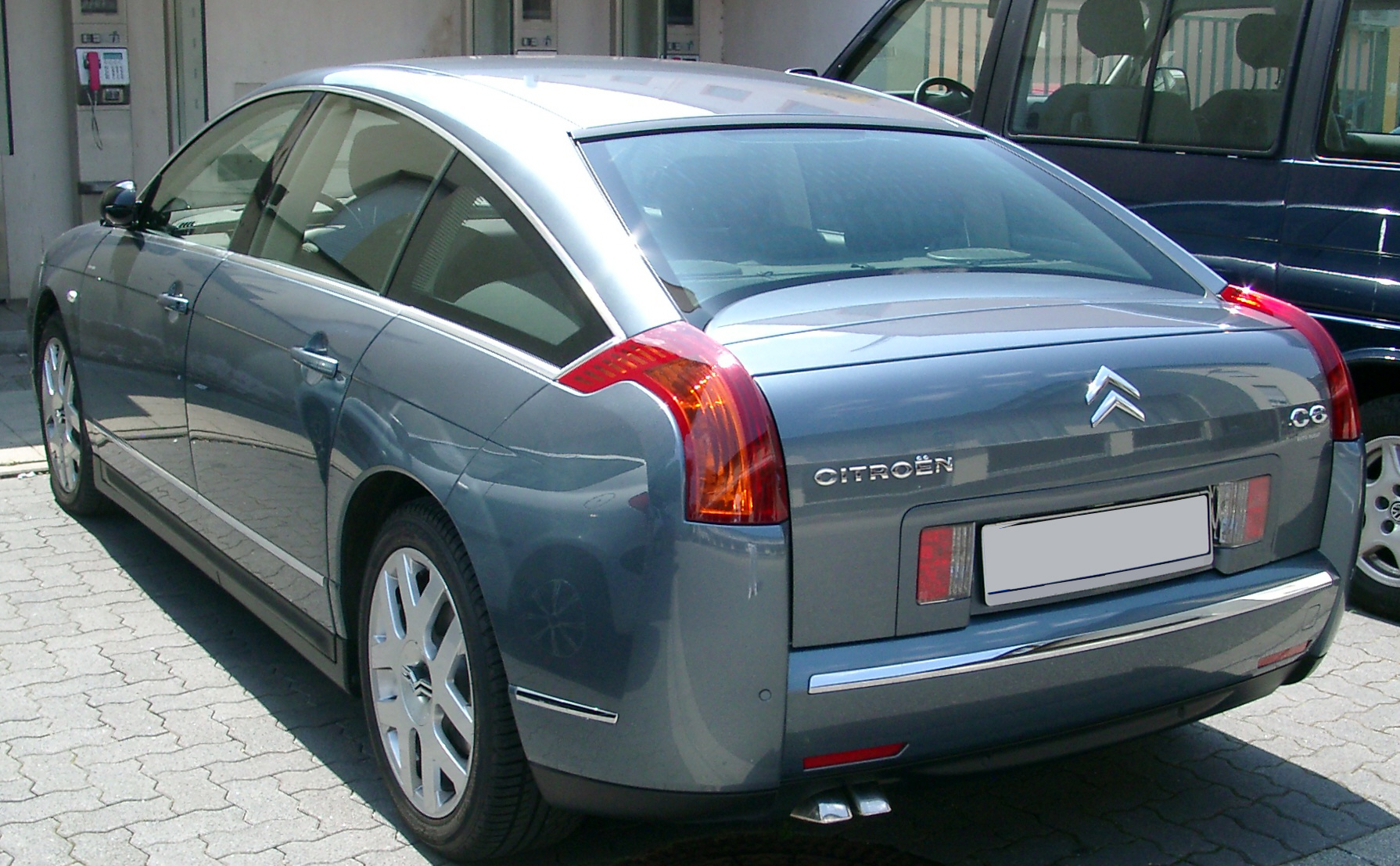
Citroën C6 (2005)
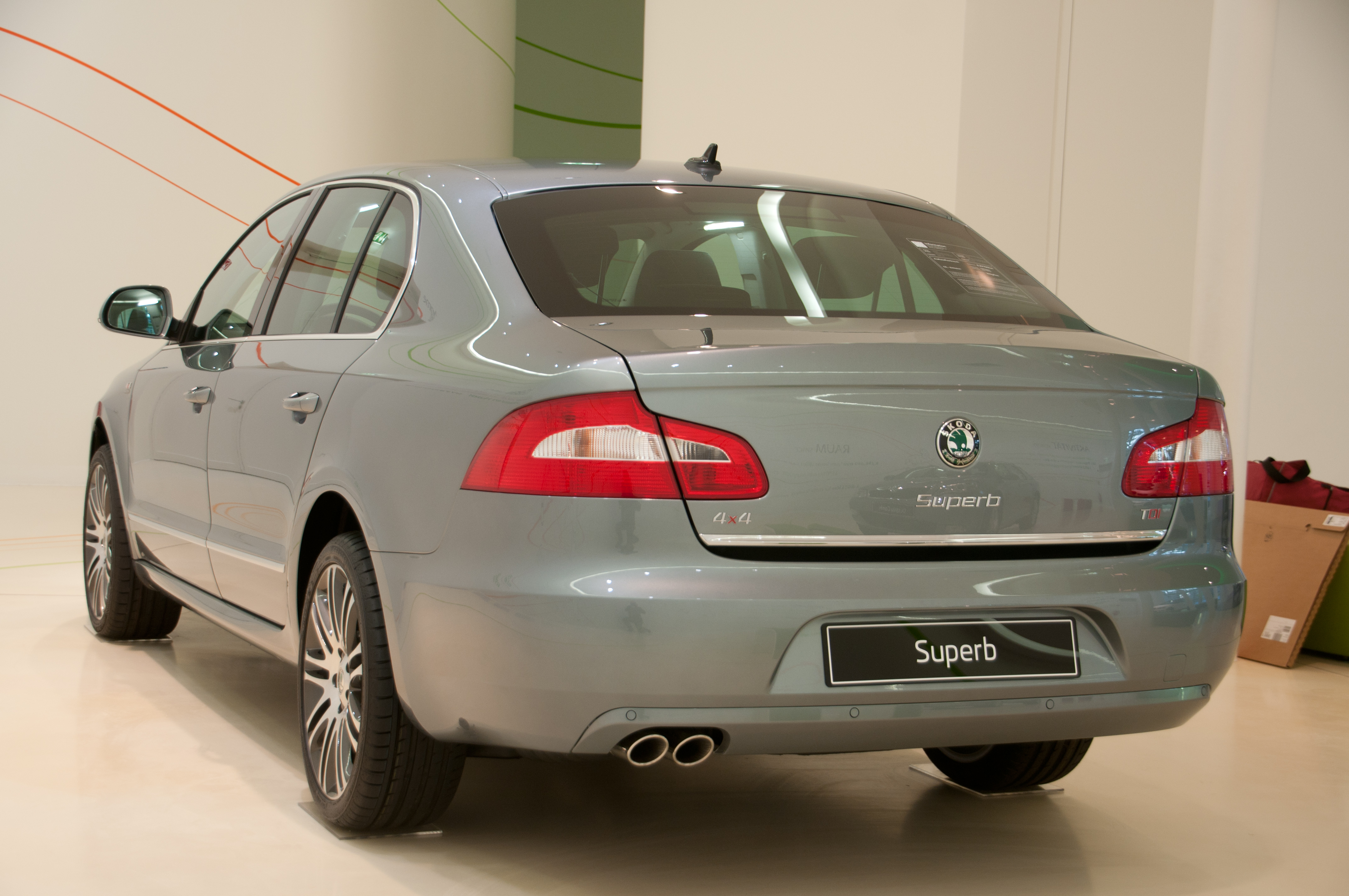
Stufenheck mit „Twin Door“: Škoda Superb II (2008)
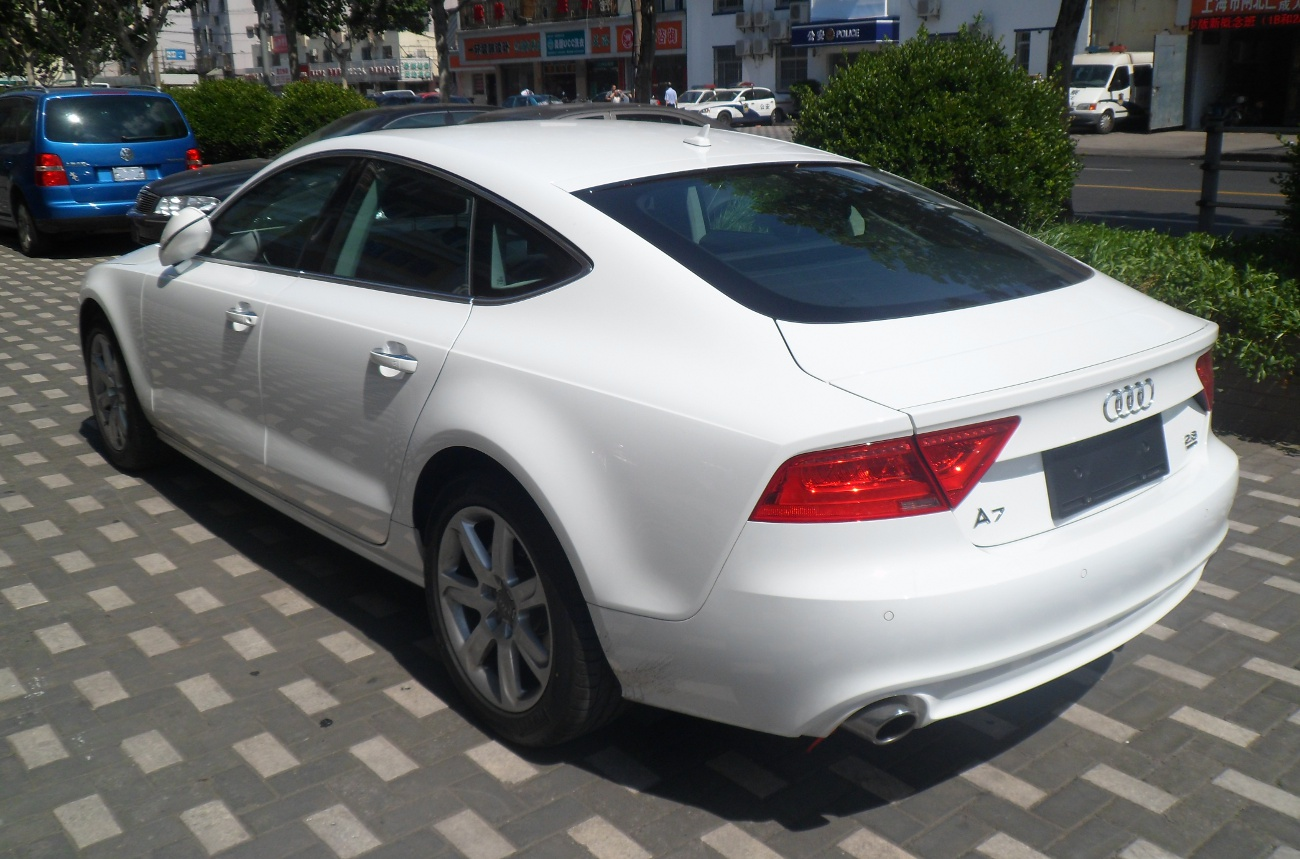
Audi A7 (2010)
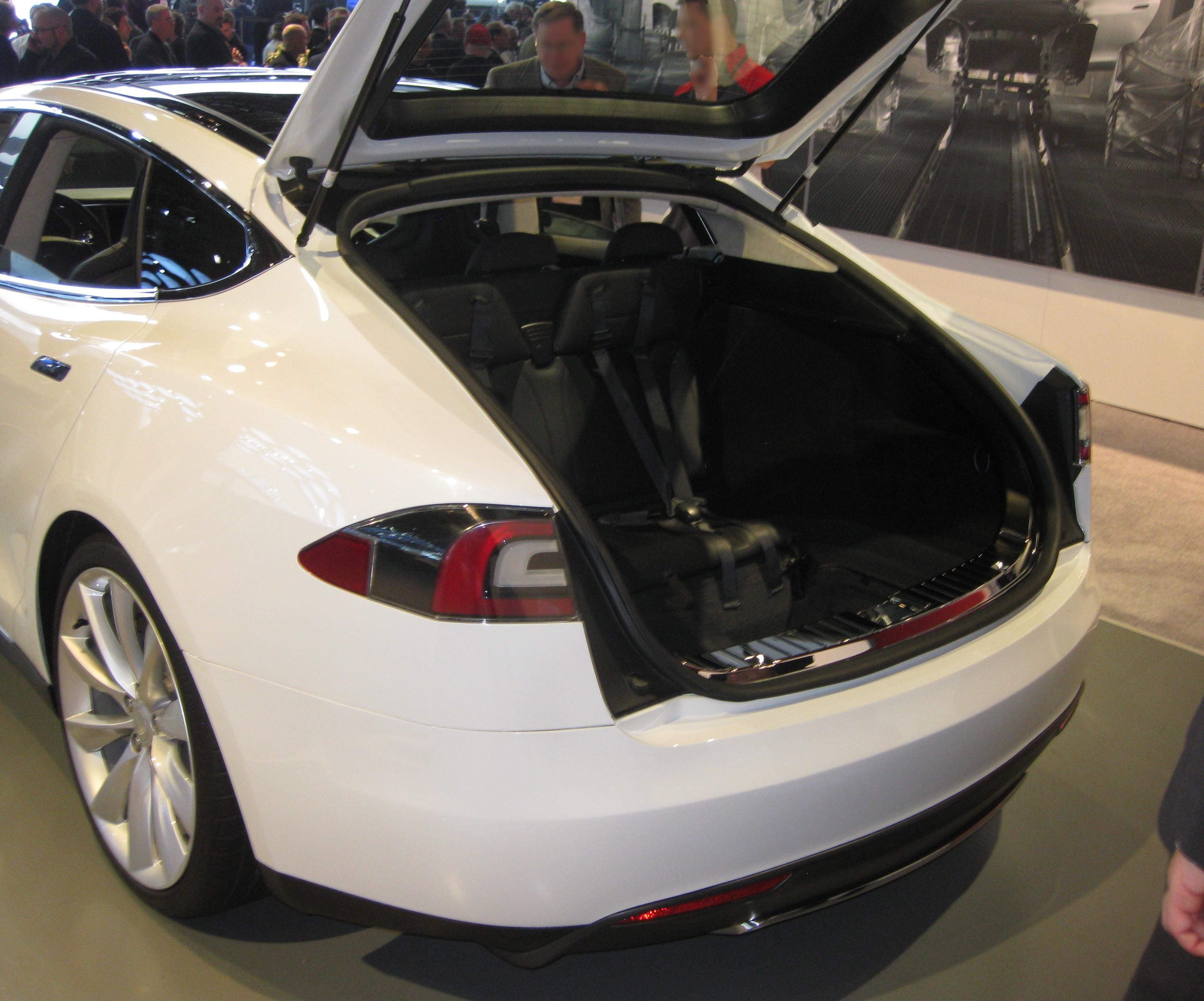
Tesla Model S (2012), hier mit zwei zusätzlichen Kindersitzen im Heck als Zubehör.

## Steilheck
Das Steilheck bzw. Steileres Heck, also eine nahezu senkrechte Heckfläche, findet sich bei Fahrzeugen der Zwischenkriegszeit, sonst bei Kombis und Kleinstwagen, da hier eine besonders gute Platzausnutzung notwendig ist. Bei viersitzigen Kleinstwagen, Kleinwagen und Microvans ist ein Steilheck für die kurze Bauform notwendig. Bei größeren Automobiltypen wie Kombi-Limousinen, Vans oder Sports Utility Vehicles kann dadurch noch eine Sitzbank mehr untergebracht werden oder es erweitert den Laderaum.
Die Abgrenzung zum Schrägheck ist fließend und teilweise nicht eindeutig.

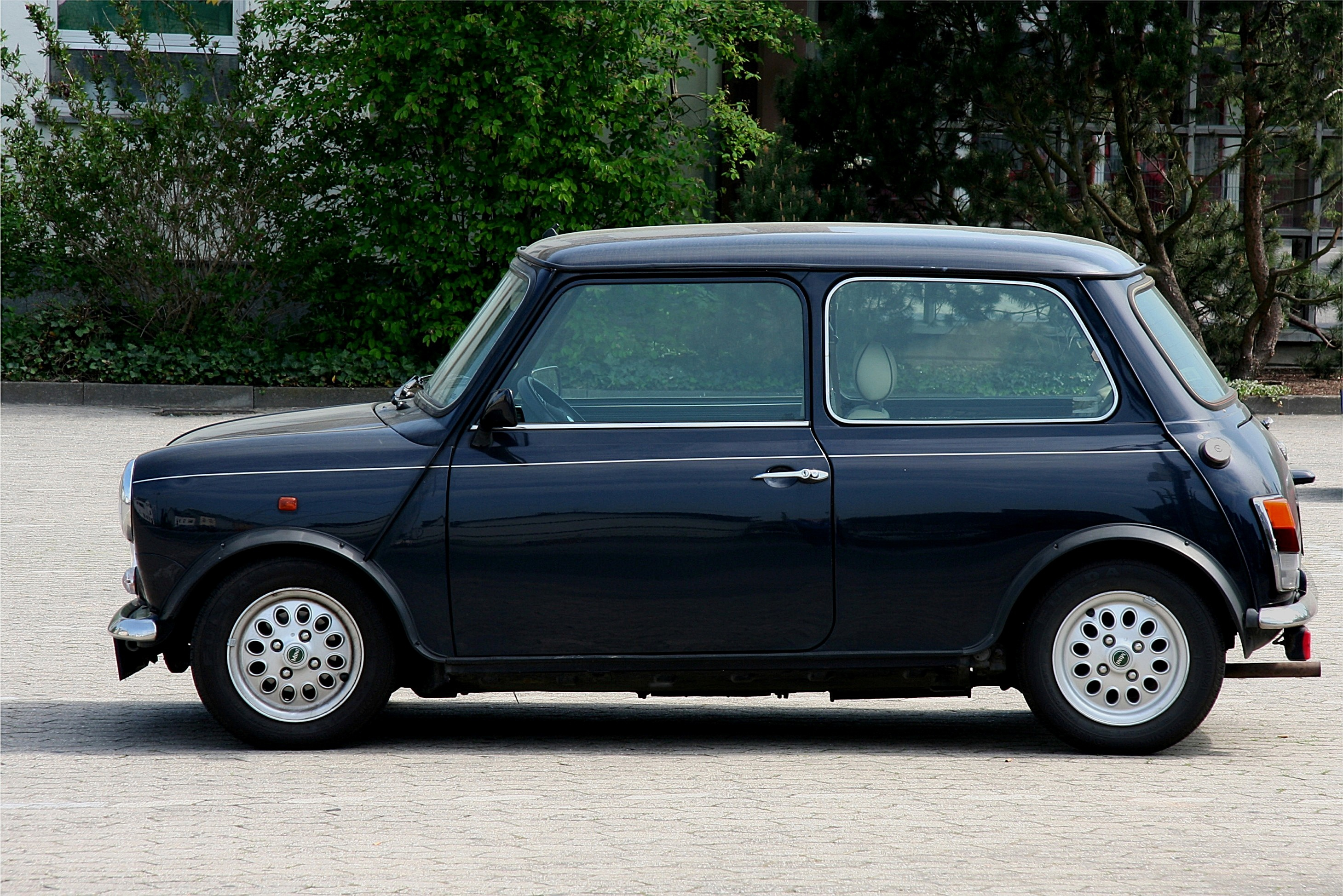
Mini (1959)
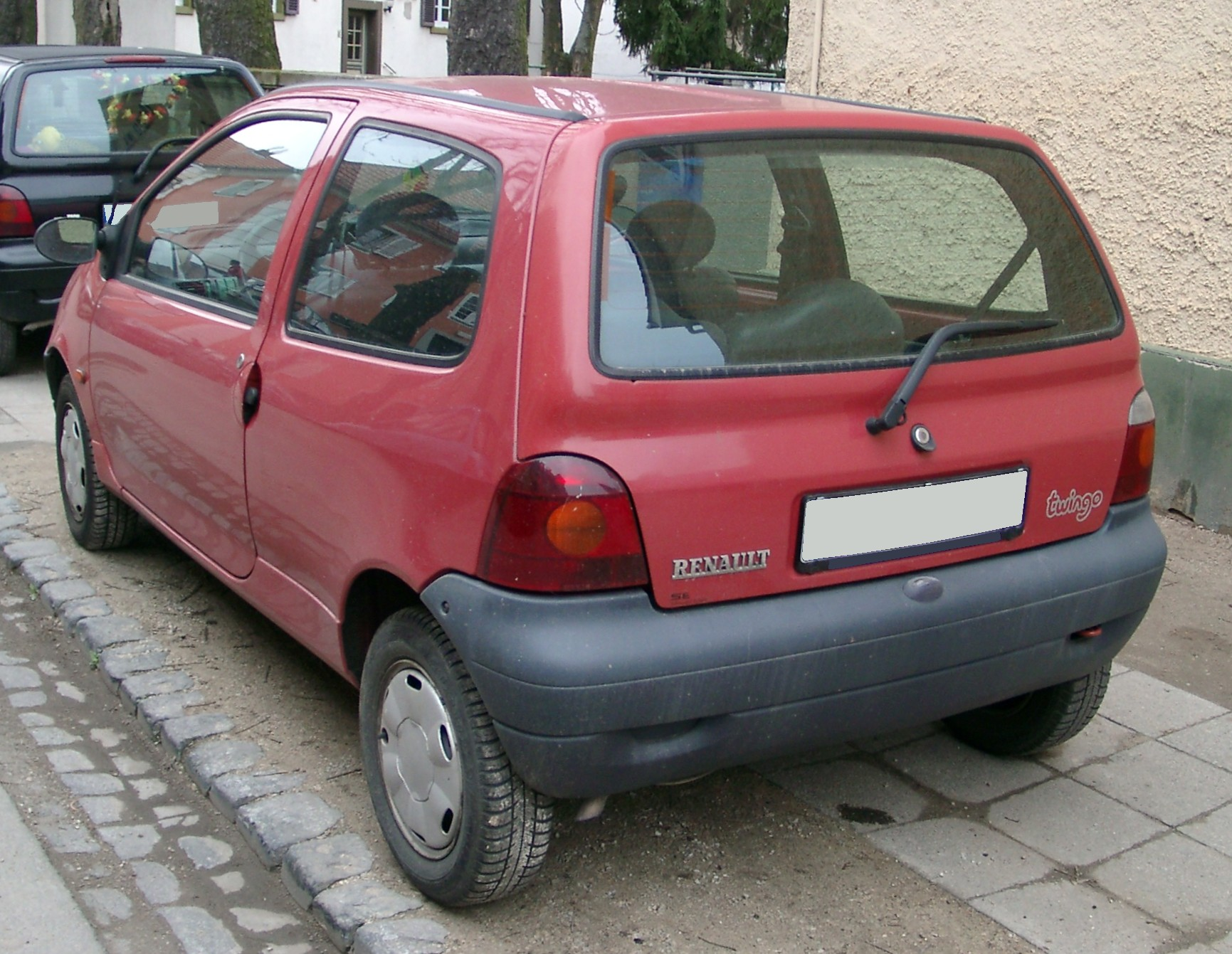
Renault Twingo (1992)
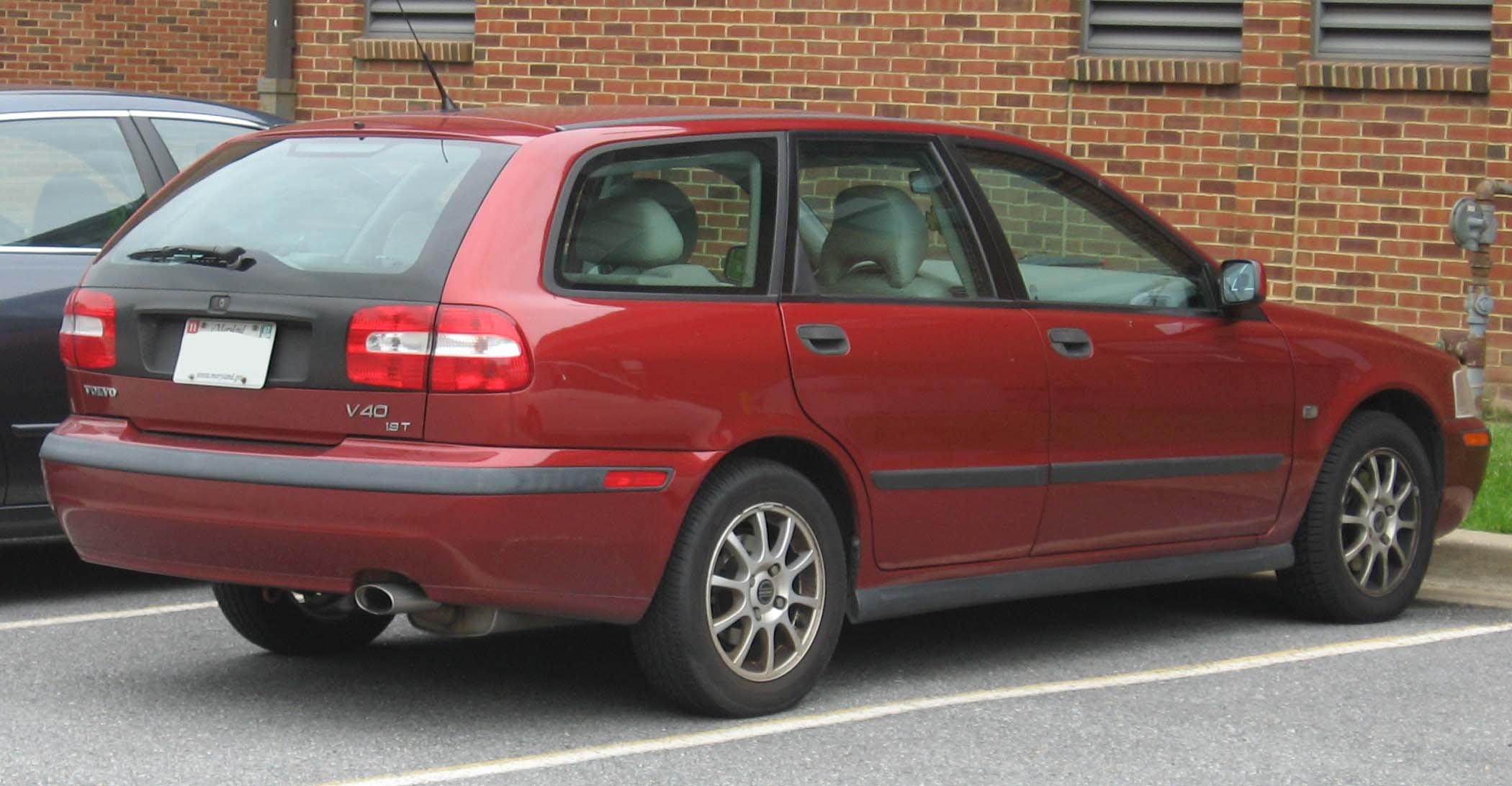
Volvo V40 (1996)
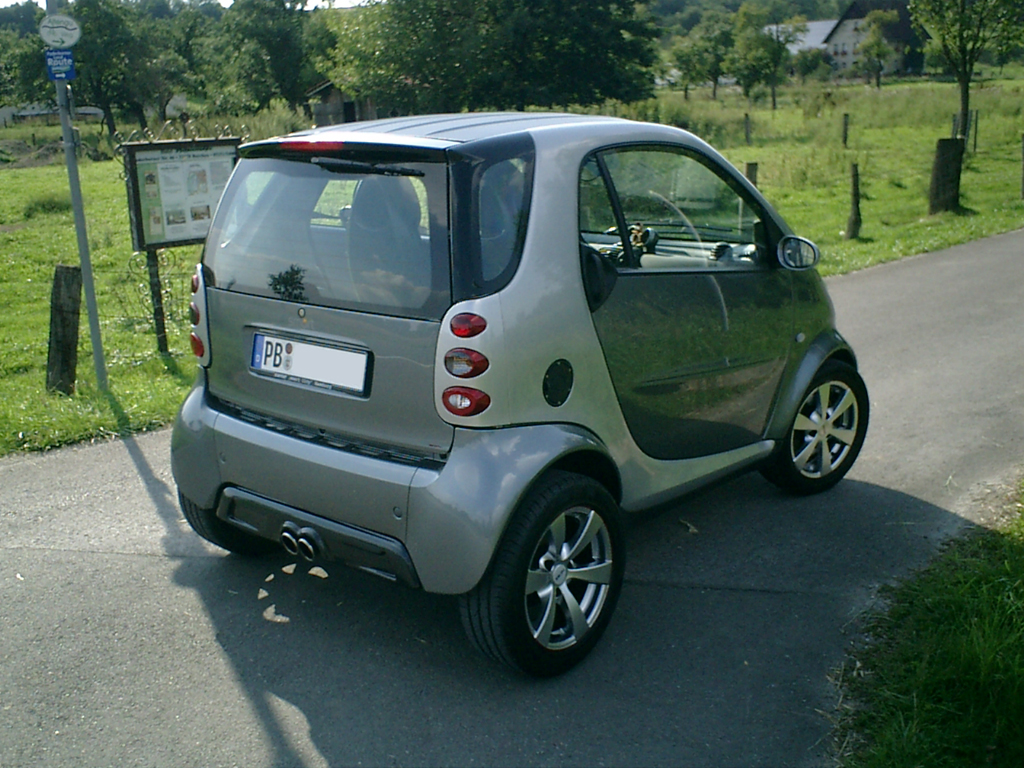
Smart Fortwo (1998)
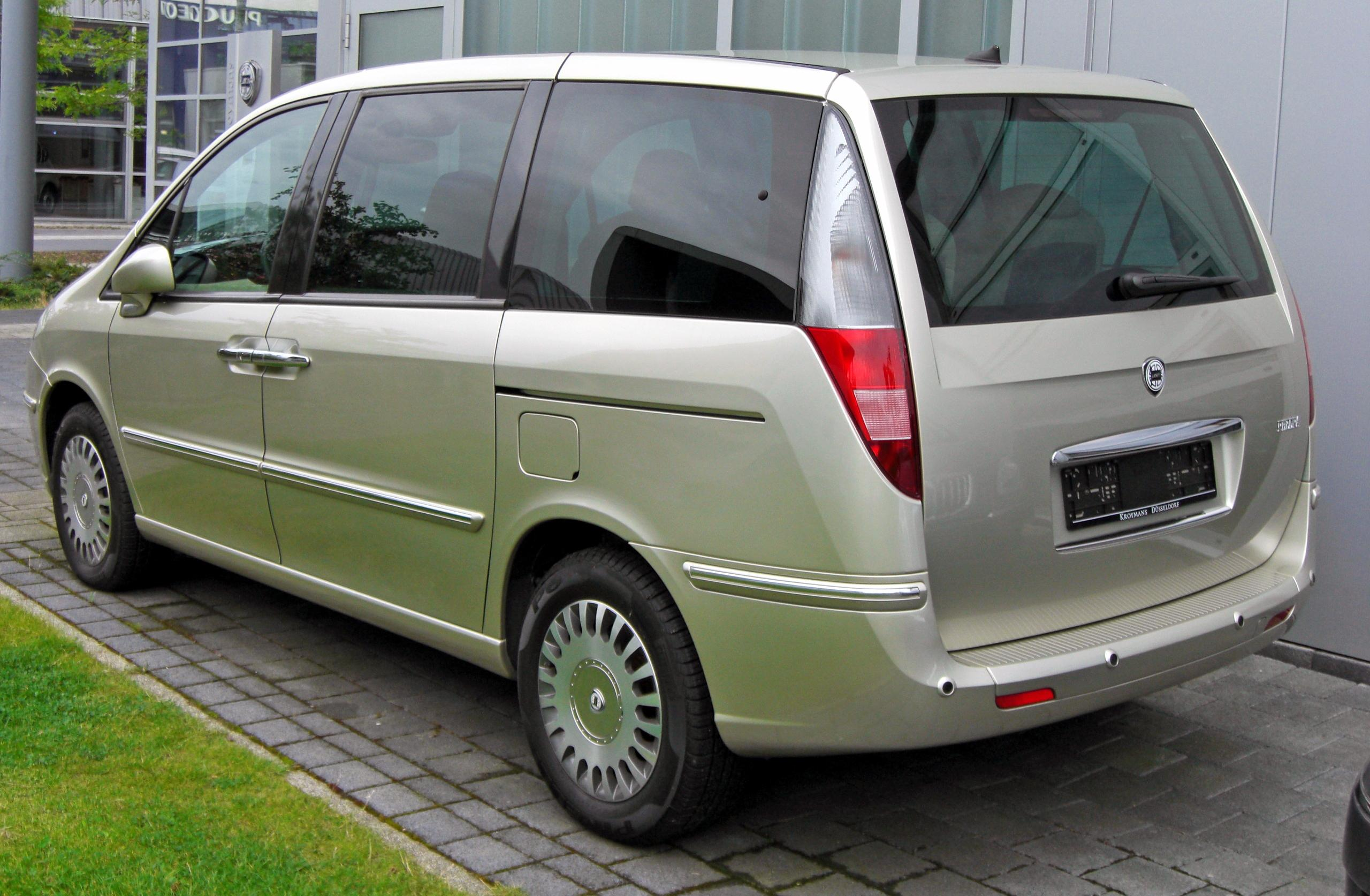
Lancia Phedra (2002)
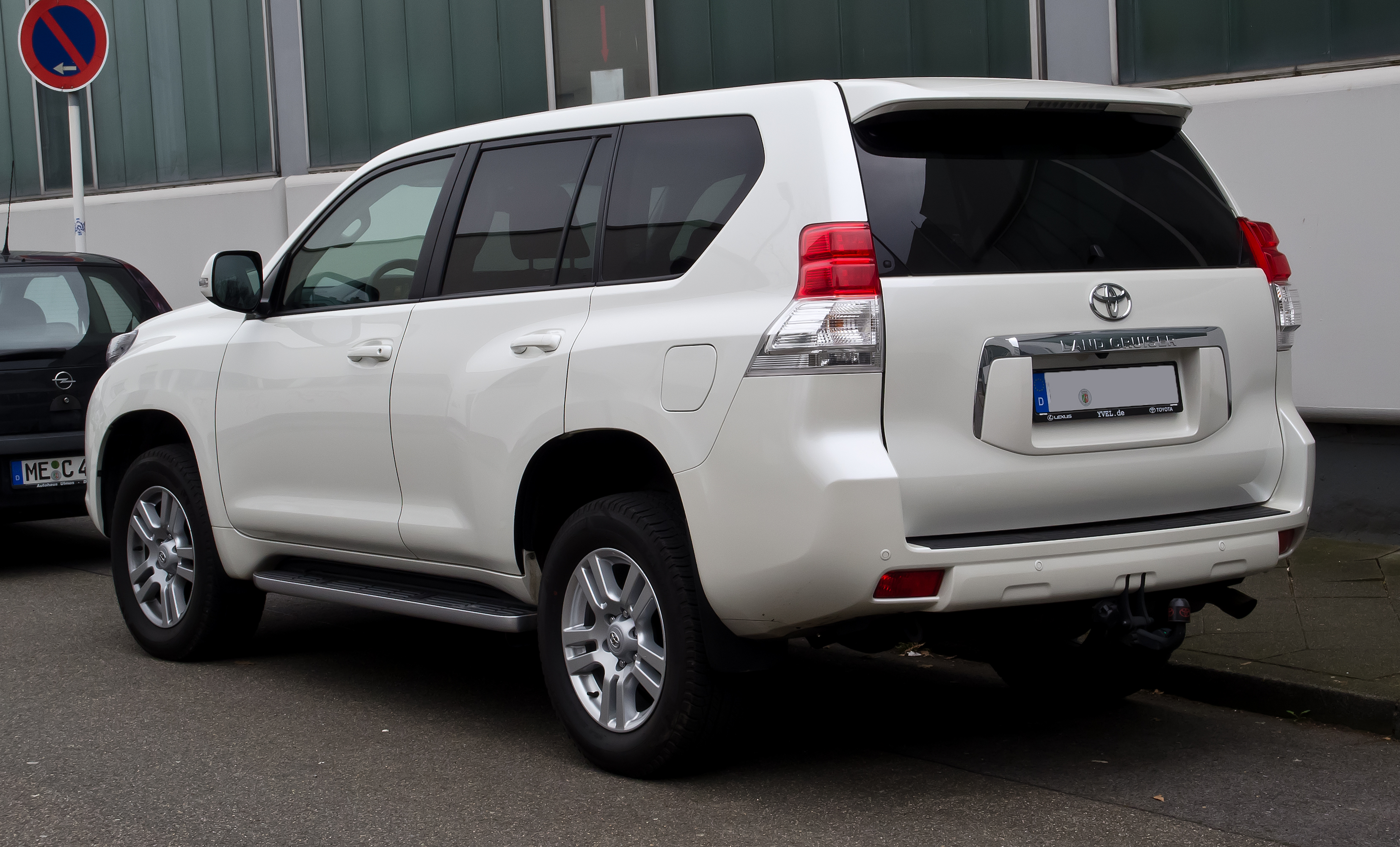
Toyota Land Cruiser (2009)

Während die Raumausnutzung durch das Steilheck begünstigt wird, kann sich diese Form des Karosserieabschlusses durch bremsende Luftwirbel hinter dem Fahrzeug nachteilig auf den Luftwiderstandsbeiwert und damit den Energieverbrauch auswirken. Allerdings sind bei vielen Fahrzeugmodellen die Fließheck- oder Stufenheckversionen noch ungünstiger geformt.

## Ausgefallene Bauformen
Außer den typischen Bauweisen finden sich in der Automobilgeschichte auch zahlreiche exotische Varianten.

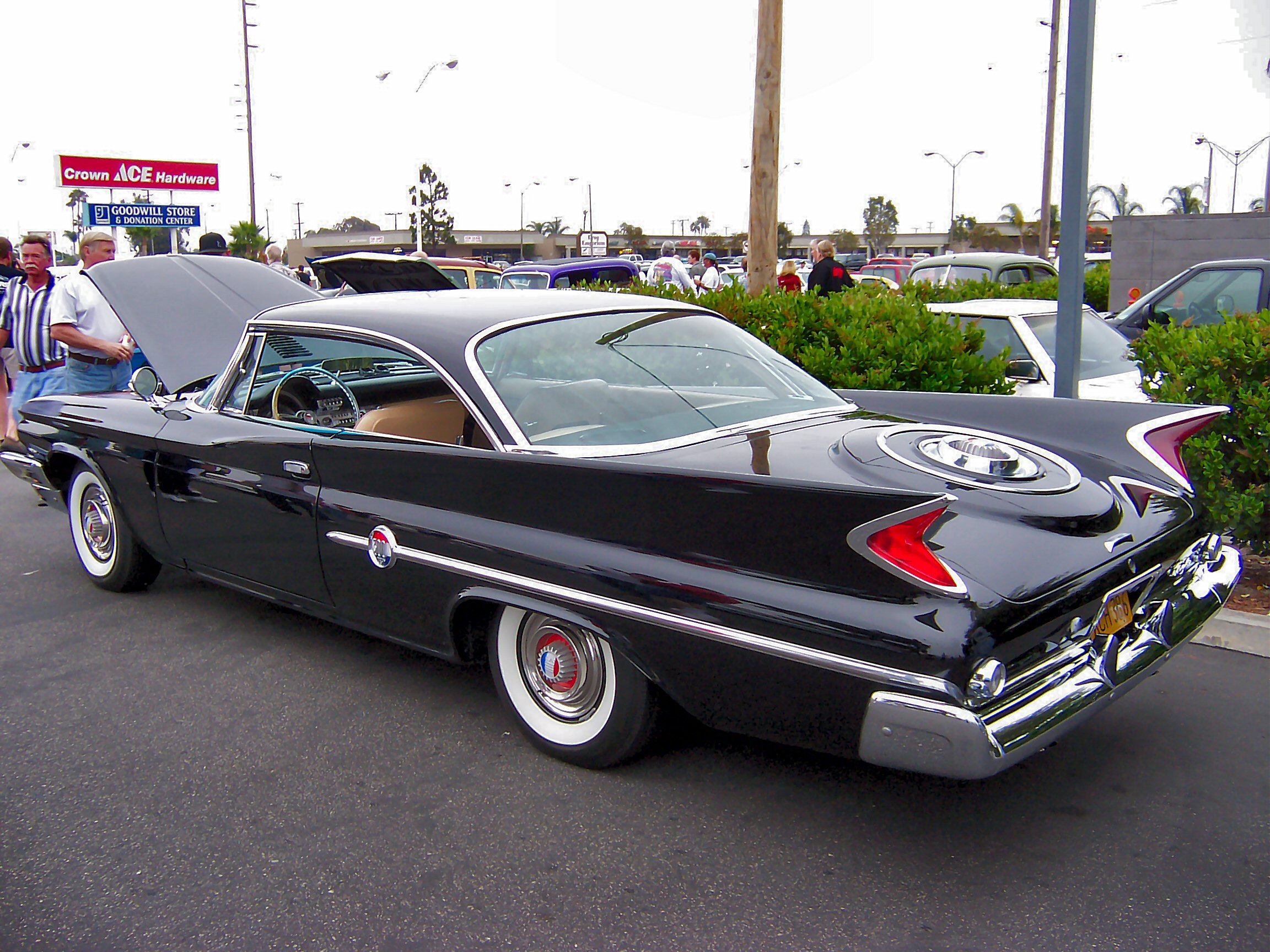
Modisches Element der 1950er und 1960er Jahre: Heckflossen, hier am Chrysler 300F (1960)
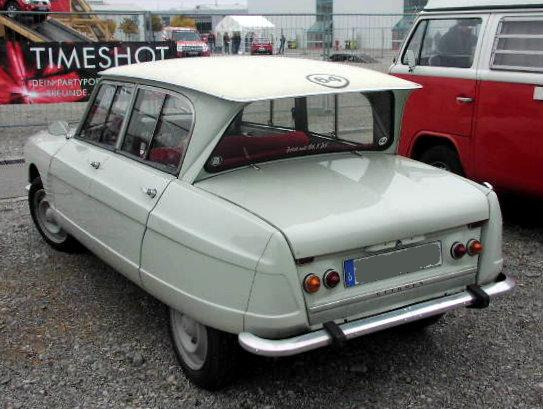
Citroën Ami 6 (1961); Stufenheck mit rückwärts geneigter Heckscheibe
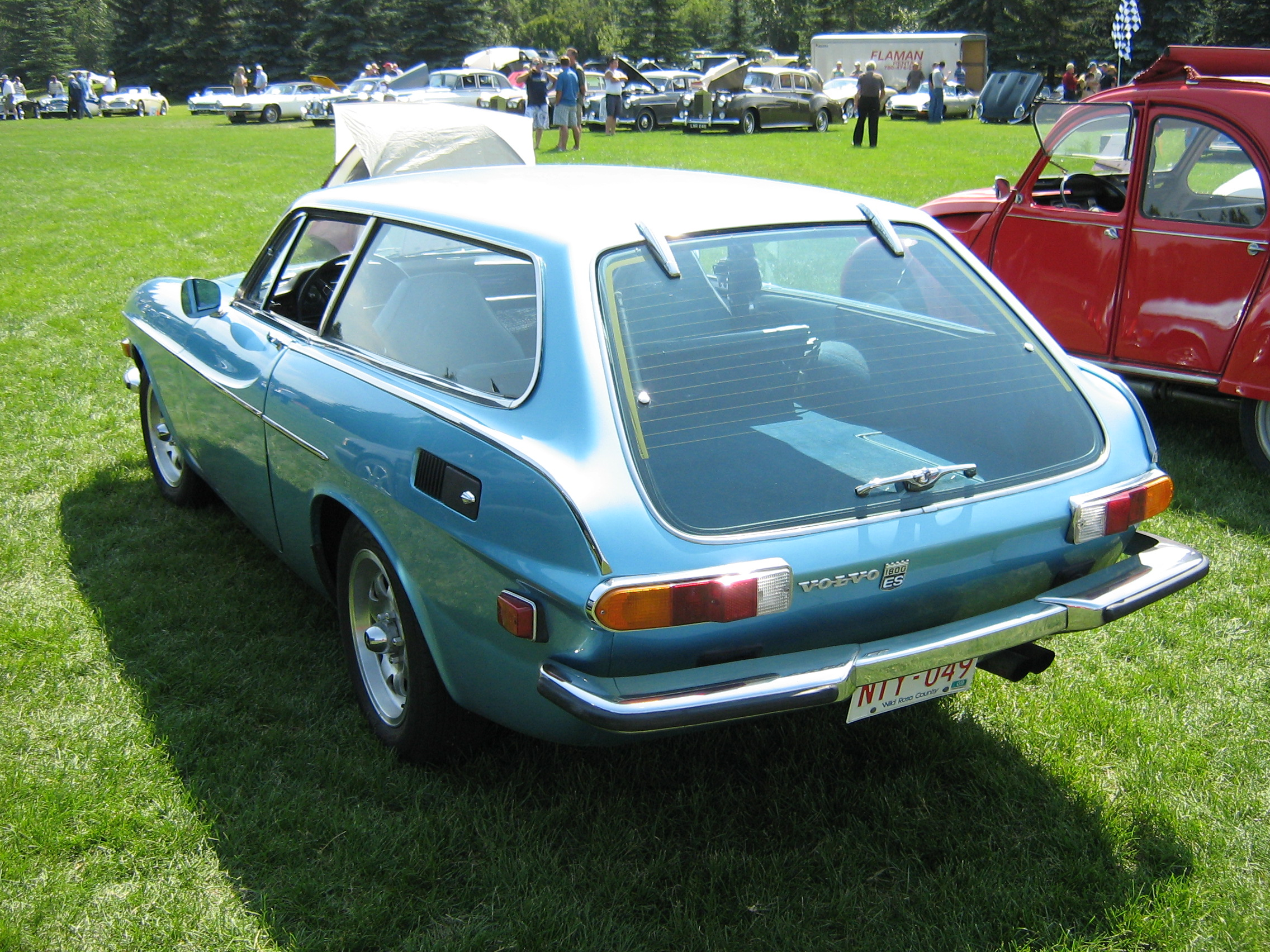
Gläserne Heckklappe des Volvo P1800 ES (1971)
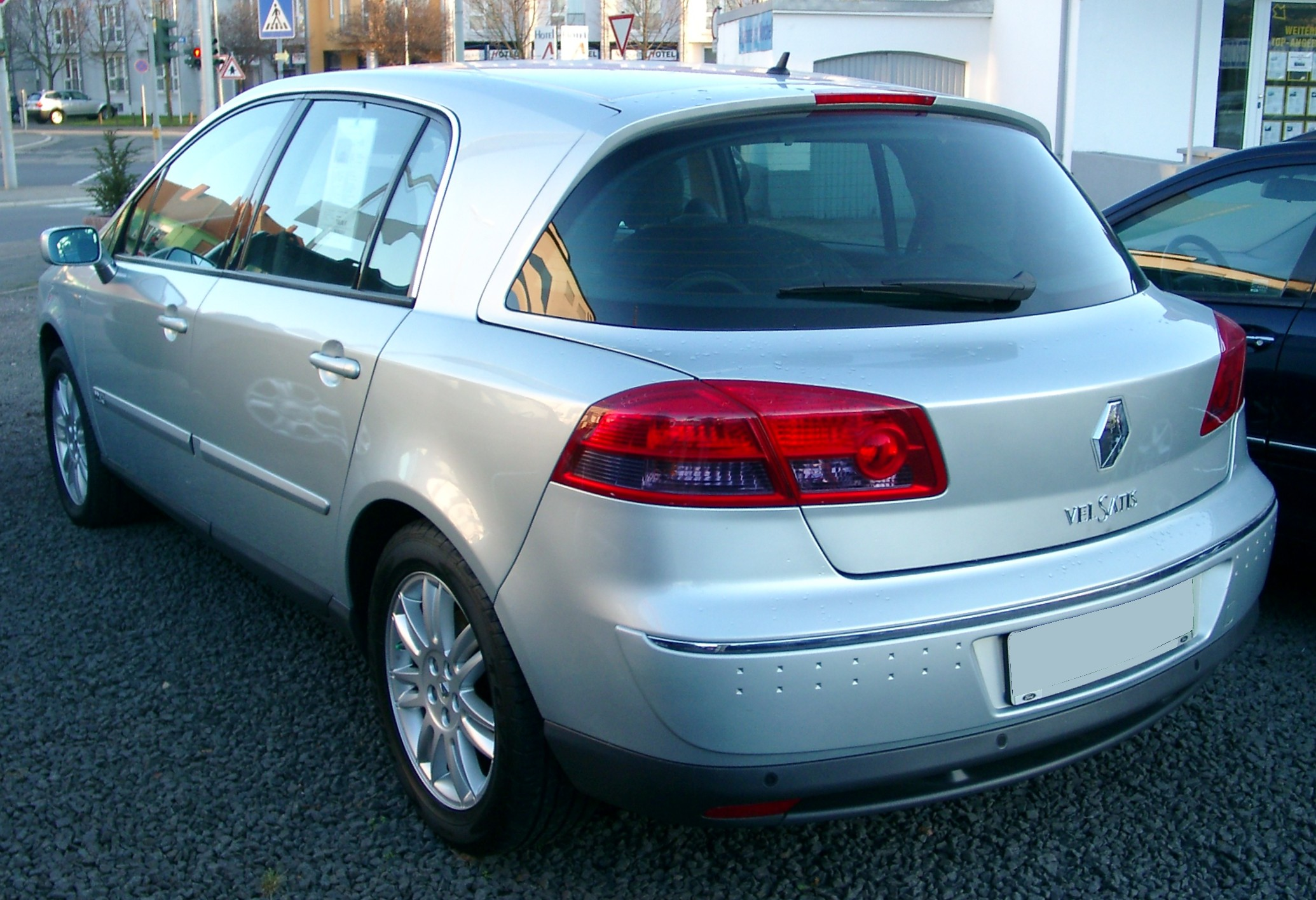
Renault Vel Satis (2002); steil abfallendes Schrägheck mit großer Öffnung